# Templo y exconvento de San Francisco (Pachuca)
El Templo y exconvento de San Francisco se encuentra localizado en la ciudad de Pachuca de Soto en el estado de Hidalgo, México. Constituye uno de los monumentos históricos de mayor importancia de la ciudad y del estado de Hidalgo; su principal estilo arquitectónico es el barroco, aunque también tiene pequeñas muestras de estilos churrigueresco y neoclásico.
La historia del complejo se puede dividir en cuatro etapas; la primera de 1596 a 1660, corresponde a la etapa de la fundación y construcción. La obra fue dirigida por Fray Francisco de Torantos, quien eligió el estilo para su portada y ventanas. La fundación de este conjunto se efectuó hacia el año de 1596 y la obra del templo se concluyó alrededor del año de 1660.
La segunda etapa corresponde, a cuando el convento se convirtió en colegio apostólico; en el año de 1732 se eligió para fundar dentro de sus muros al colegio apostólico de Propaganda FIDE; en 1771 el colegio consiguió la autonomía de la provincia de San Diego y fue entonces cuando alcanzó su mayor esplendor. Los misioneros formados en Pachuca evangelizaron regiones como la Sierra Gorda, el Nuevo Reino de León y el Nuevo Santander.
Al conseguir la autonomía, los gastos aumentaron sustancialmente; su mantenimiento se pudo lograr con las aportaciones de Pedro Romero de Terreros, a quien se nombró como patrono del convento. A partir de entonces inició la Feria San Francisco de Pachuca. De 1771 a 1781, Pedro Romero de Terreros, hizo una inversión para agrandar las instalaciones del edificio De 1781 a 1817 la ampliación se realizó por iniciativa de su hija, heredera del patronato.
La tercera etapa corresponde a la exclaustración de los frailes en 1861, y la transformación del complejo con la instalación de distintas dependencias que ocuparían estos espacios hasta mediados del siglo XX. Con la aplicación de las Leyes de Reforma comenzó la transformación física de sus anexos y terrenos. A partir de entonces, se le dieron diversos usos como: Escuela Práctica de Minas, Cuartel Militar, Cárcel General del Estado de Hidalgo, Hospital Civil, Oficinas y Cárcel Municipal. En 1924 la explosión de una bomba, destruyo parte de la iglesia de San Francisco que tuvo que ser reconstruida.
La cuarta etapa corresponde a un nuevo uso del complejo, con la instalación de nuevas dependencias de carácter público. Esta comienza en los años 1940 cuando el Hospital Civil, deja las instalaciones; y estas terminarían alojando un centro de actividades de la enseñanza artística, que terminaría convirtiéndose en el Centro de las Artes de Hidalgo. Entre 1974 y 1975 la Cárcel General del Estado de Hidalgo se traslada a sus nuevas instalaciones; y en 1977 esta área es ocupada por el Centro INAH Hidalgo. En los años 1980 se instalan en el complejo la Fototeca Nacional, el Museo Nacional de Fotografía; y el área ocupada como cuartel militar se transformaría en un museo que finalmente se denominaría Cuartel del Arte.
En el Centro INAH Hidalgo también se encuentra: el Museo de Sitio San Francisco, la Biblioteca Antonio Peñafiel, la Sala Nacho López y el Auditorio Salvador Toscano. Una sección sigue siendo utilizada para fines religiosos como la iglesia de San Francisco, la Capilla de la Tercera Orden y la Capilla de Nuestra Señora de la Luz; y un claustro y anexos, que usa como oficinas parroquiales.

## Historia

### Siglo XVI

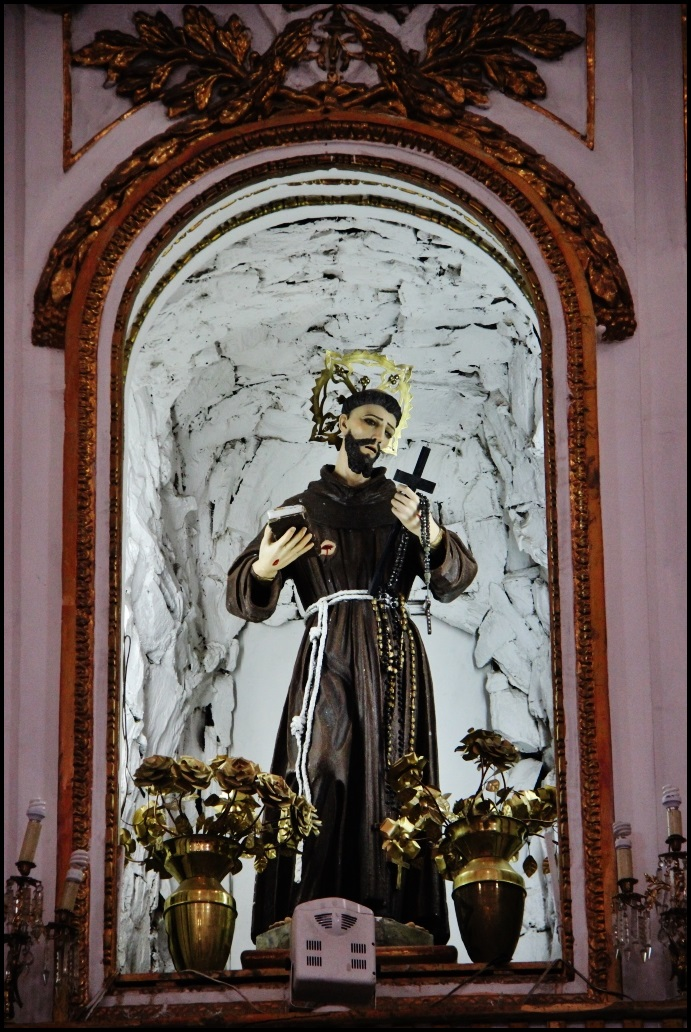
Escultura de San Francisco localizada en el Altar Mayor.

Primero la licencia para el establecimiento de la Orden Franciscana en Pachuca, fue negada debido a las condiciones inhóspitas que presentaba la región; posteriormente en el período del virrey, Gaspar de Zúñiga Acevedo y Velasco, finalmente se concedió la licencia. La "Crónica de la Provincia de San Diego de México", escrita por fray Baltasar de Medina, refiere que el convento y la iglesia fueron fundados por fray Francisco de Torantos en 1596.
Sin embargo ciertos documentos informan que la construcción de ambos edificios habría comenzado en 1595, año en el que el maestro albañil, Domingo Martín, trabajaba en la cimentación del convento. La iglesia, destinada en un principio al uso exclusivo del convento, fue abierta al culto público tan luego como se construyó.

### Siglo XVII
La construcción se financió con las limosnas de los fieles, especialmente con las de los trabajadores de las minas; a excepción de la iglesia que fue costeada por la señora Beatriz de Miranda, quien dono $ 18 000.00. El primer claustro se concluyó en 1604, y se designó como convento desde entonces. En 1608, Martín de Virves, les concede a los franiscanos de Pachuca, una toma de agua a título de gracia y limosna. Virves tenía una merced respecto a la toma de agua, entregada en 1579, por el virrey, Martín Enríquez de Almansa. Los religiosos aceptaron y se pidió autorización virreinal, que fue concedida hasta 1611. Se instaló un acueducto, desde las faldas de los cerros de La Magdalena y Santa Apolonia, los cerros donde estaban instalados los mineros, atravesando el poblado y la plaza Real.
La iglesia fue terminada en 1660, con la particularidad de que la sacristía fue dirigida por fray Victoriano Sanz. En esa época la iglesia debió ser de una sola nave, sin su crucero, pero ya con la fachada barroca. Del primitivo convento, solo se conserva el pequeño patio cuadrangular del claustro, el cual se desplanta en el costado sur de la parroquia. Ya erigido el convento le correspondió, en el año 1667, ser el primero donde se otorgaron confirmaciones, que corrieron a cargo del Obispo de Cuba, fray Diego de Aguilar. Fue entonces cuando se originaron las celebraciones litúrgicas que realizaban los frailes franciscanos en honor de San Francisco de Asís, a las que eran invitadas las autoridades civiles y eclesiásticas, tanto de la ciudad como de los pueblos circunvecinos.

### Siglo XVIII

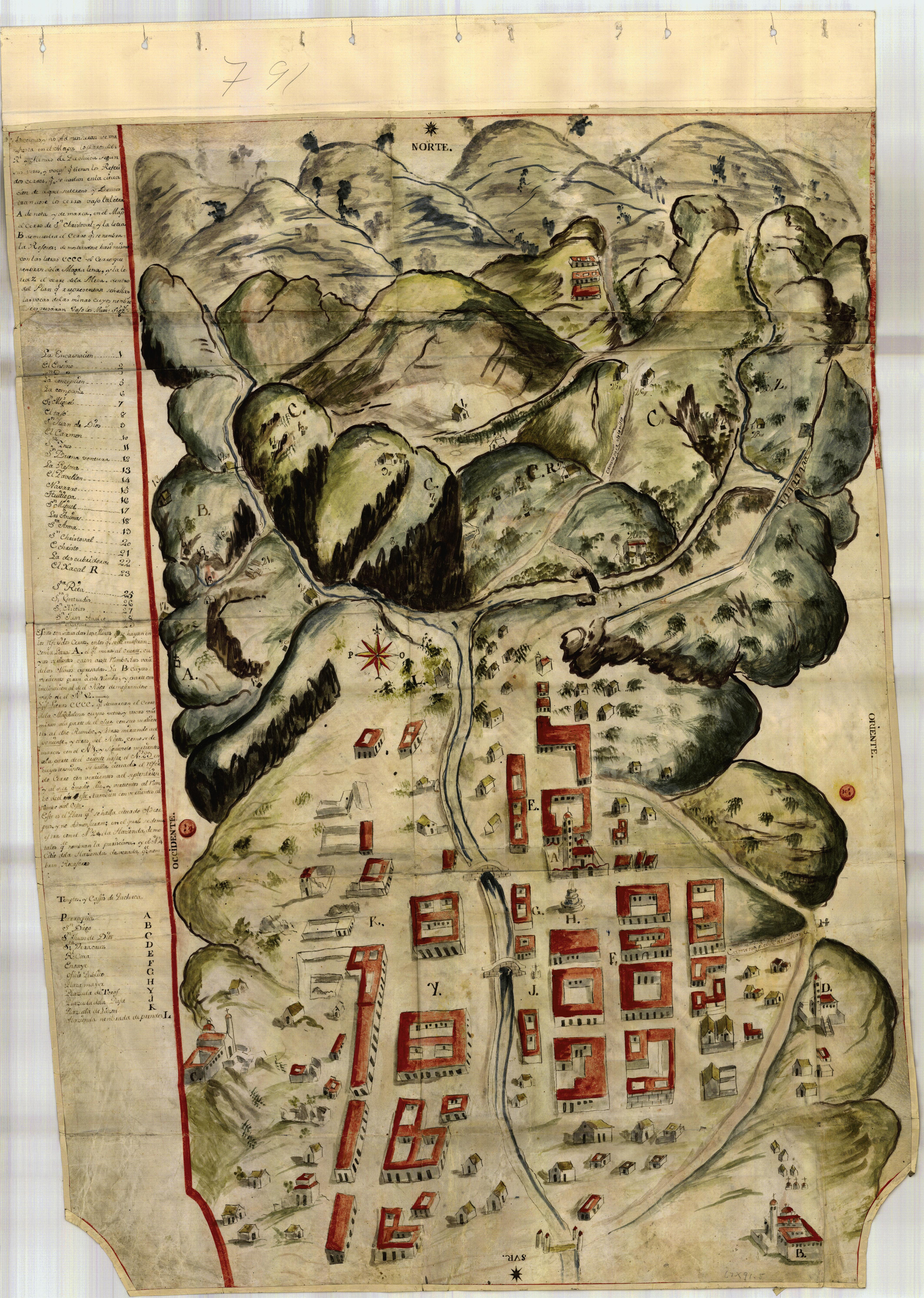
“Mapa de los cerros del Real de Minas de Pachuca”, elaborado en 1750 de autor desconocido.

En 1701, se instaló un reloj en la iglesia de San Francisco. El virrey, Juan Vázquez de Acuña y Bejarano, libra un mandato para el efecto que se concluya la conducción de agua al convento, por medio de un acueducto de cal y canto; ya que todavía existía la conducción por canales de madera. Para 1720, ya se encontraba terminado; en 1724, se realiza un convenio donde los religiosos tenían el 50% del caudal.
En 1727, el padre José de Mesa, custodio de la Provincia de San Diego de México, fue a Roma para votar en el Capítulo General, y allí se consiguió una bula de Benedicto XIII por la que se concedió a todas las provincias de los Franciscanos descalzos, la facultad de tener un colegio de religiosos destinados a misionar, y que estos estuviesen sujetos a sus respectivas provincias. En esta virtud el convento de Pachuca, fue elevado a la categoría de colegio apostólico de Propaganda Fide, sujeto a la Provincia de San Diego. Se efectuó esta erección en 1732, año en que se designó como su primer director al propio padre Mesa. La Capilla de Nuestra Señora de la Luz fue construida alrededor de 1734.
En 1740, se firma un nuevo convenio para el uso del agua del acueducto; donde ahora solo tendrían el sobrante para sus huertas, después de abastecer a la población. Hasta 1771 fue cuando Su Santidad Clemente XIV, por bula de ese año, hizo la separación perpetua que prácticamente fue obedecida hasta 1772. El 23 de septiembre de 1771, la comunidad franciscana de Pachuca otorgó a Pedro Romero de Terreros, el nombramiento de síndico y patrono perpetuo del colegio.
En 1773 el convento de San Francisco de Pachuca, se separa de la provincia de San Diego de México y queda erigido como colegio apostólico. Por lo que aumentaron sustancialmente sus gastos, lo que se pudo lograr con las aportaciones de Pedro Romero de Terreros. A expensas de Terreros se construyeron: el refectorio, la cocina, despensa, sala De profundis, quince habitaciones de bóveda, dos dormitorios, librería, celdas del padre guardián y de los visitadores, enfermería, botica, ropería, muro de quince varas lineales de tapia de mampostería, la huerta, los corrales y la habitación de la comunidad.
En este periodo surge la Feria San Francisco en Pachuca, partir de entonces, cada año, Pedro Romero de Terreros iniciaba el día 3 de octubre, una peregrinación con sus trabajadores y fieles que se le unían en el camino. El contingente partía de Huasca de Ocampo, donde tenía sus haciendas continuaba por Omitlán, seguía por Mineral del Monte y llegaba a Pachuca en la madrugada del día 4 de octubre, fecha en la que se iniciaban oficialmente las celebraciones. Las festividades se prolongaban por espacio de tres o cuatro días y en algunos casos hasta una semana entera. Es en este periodo en la que patronato de la ciudad pasa de Nuestra Señora de la Asunción, patrona de la Parroquia de la Asunción, a San Francisco de Asís, patrón del Convento de San Francisco.
Al tiempo de fray Isidro de Puerto Llano, se construyó la cañería del agua potable que se trajo desde los montes de El Chico. Durante el período de fray Francisco Barillo, se repartió esa agua en el interior del convento, se fundó la escuela de niños y se construyeron siete dormitorios. En el periodo del padre Perales se hizo la gran panadería y la tapia de la portería, que servía de recreación y ejercicio a los religiosos, y finalmente en la época del Padre Rodendan se construyeron dos hospederías que constaban de dos dormitorios, uno alto y otro en el entresuelo, refectorio y celda amplia para huéspedes de distinción, y en los bajos, cuarto de criados y de arrieros, dos estanques para agua, que abastecían la huerta.
El 24 de noviembre de 1781, muere en Pachuca el Primer Conde de Regla; la señora Marquesa de San Francisco, hija del Conde de Regla, heredó de sus padres el afecto a esta casa religiosa; dio cuantiosas limosnas para las
obras que siguieron hasta convertir al pequeño convento, en un colegio de los más amplios y cómodos que existían en el país. Para 1796 fue erigida como parroquia subordinada a la vicaría foránea de la Parroquia de la Asunción ambas subordinadas a la Arquidiócesis de México.

### Siglo XIX

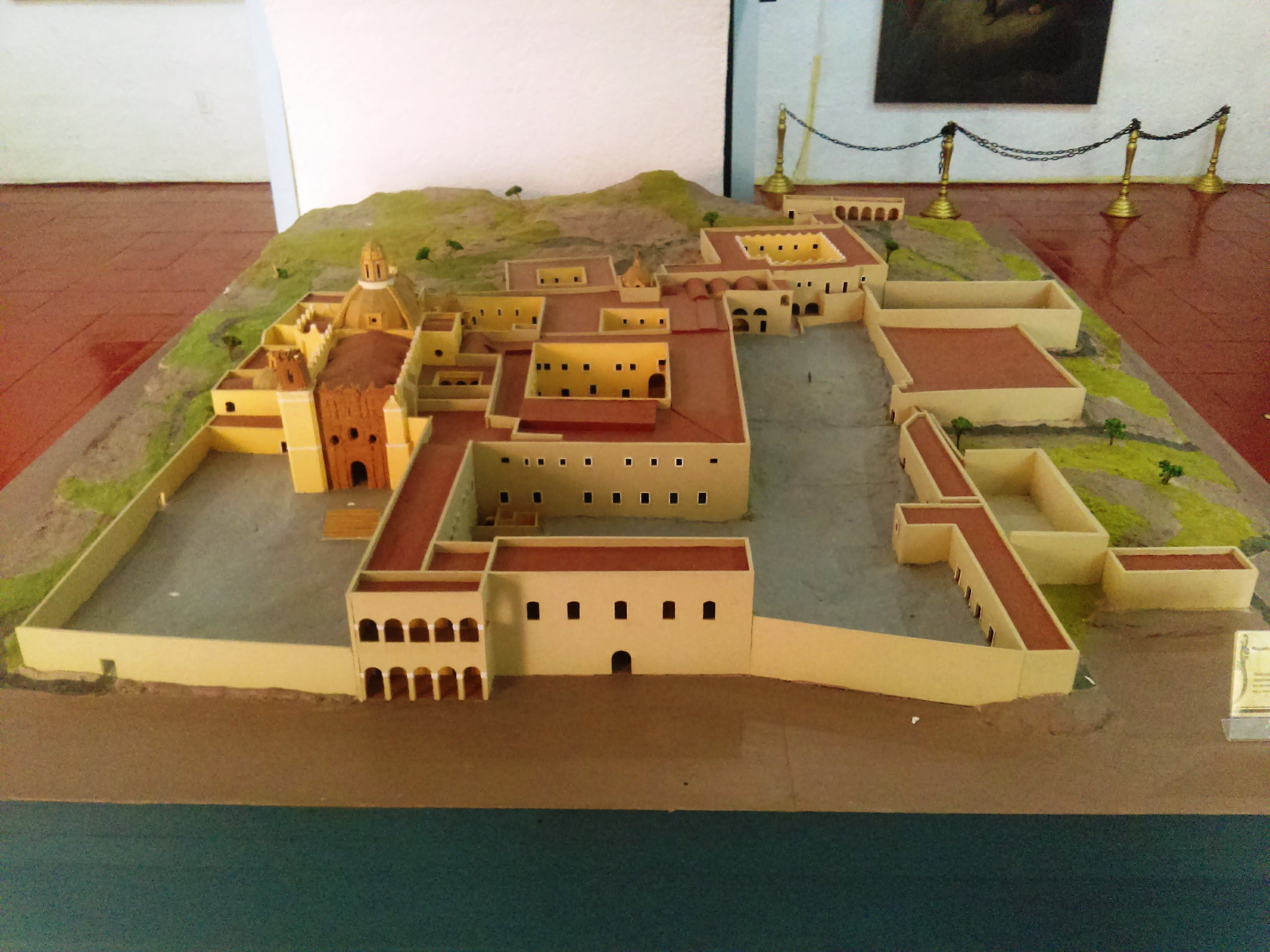
Maqueta del Templo y exconvento de San Francisco, realizada a partir de un plano de 1861.

El 30 de enero de 1801, cae un rayo en la torre destruyendo el reloj, y causando perjuicios en el edificio, decorado y muebles. Los altares neoclásicos que adornan el interior de la iglesia de San Francisco, fueron construidos en el año de 1807. El 23 de octubre de 1811, los frailes propusieron al virrey, Francisco Xavier Venegas, enviar religiosos de su comunidad a persuadir a los pueblos de no unirse a los conflictos generados por la guerra de Independencia de México. Teniendo en cuenta este ofrecimiento, solicitó al Guardián de San Francisco que mandase una misión a Zacatlán, y que recorriese también los Llanos de Apan.
El 23 de abril de 1812, la ciudad es tomada por los insurgentes Miguel Serrano, Vicente Beristáin y Pedro Espinosa, pertenecientes al ejército del insurgente José Francisco Osorno. Los religiosos del colegio de San Francisco intervinieron, a fin de que Pedro Madera convocara a una junta, donde se pactó la capitulación de la ciudad. Los españoles se comprometieron a entregar las armas, así como los caudales de la Real Caja. El 24 de abril de 1812, se corrió el rumor de que el ejército realista de la hacienda Tlahuelilpan, venían en auxilio de la ciudad. Del saqueo fueron objeto diversas casas. Los altares neoclásicos fueron reconstruidos en el año de 1837.
Durante la intervención estadounidense en México en Pachuca, el 29 de diciembre de 1847, hace su entrada el segundo regimiento de voluntarios de Kentucky con cerca de 600 hombres, comandado por el coronel William T. Withers, quien establece su cuartel en el Convento de San Francisco, sin encontrar algún tipo de oposición. Durante la guerra de Reforma el 26 de mayo de 1860, Antonio Carbajal entra en Pachuca y lleva a cabo la exclaustración de los frailes del colegio de San Francisco; y queman los libros y el archivo que contenía numerosos documentos. El 5 de septiembre de 1860, el general Pedro Ampudia, ocupa Pachuca con la División de Oriente del ejército liberal y lleva a cabo una segunda exclaustración, de los frailes del colegio de San Francisco que había vuelto a reunirse.
En 1861 concluida la guerra de Reforma y debido a las Leyes de Reforma, la exclaustración definitiva de los franciscanos de Pachuca se produjo a principios de 1861. Al expropiarse las instalaciones este fue fraccionado, y se le dieron diversos usos. En 22 de agosto de 1861 se concedió al Ayuntamiento de Pachuca, el usufructo de este edificio y de otros contiguos para que instalara oficinas públicas y la cárcel preventiva municipal. En uno de los anexos, en 1861 se estableció la Escuela Práctica de Minas, la cual dejó de funcionar durante la intervención francesa. El hospital civil ubicado en lo que hoy es el Edificio central de la UAEH, se trasladó a uno de los claustros del convento, lo que ocurrió a principios de 1862.
En relación con los terrenos que ocuparan las huertas, una parte se integró a la hacienda de Guadalupe; otra al cementerio de San Rafael (primer cementerio civil de Pachuca), que comenzó a prestar servicio en 1860; y el resto se vendió a particulares: se abrieron unas cuantas calles, y otra parte se utilizaría como parque público de la ciudad. Las obras para la construcción del parque se iniciaron en 1863 y no llegaron a concluirse. La cesión de los terrenos del convento fue ratificada el 28 de agosto de 1869. En el año 1875 uno de los anexos fue ocupado como cuartel de las fuerzas del Estado y de la Federación. En 1875 ya funcionaba completamente en el predio el hospital civil, con sus oficinas adecuadas.
El 21 de abril de 1880, la VI Legislatura del Congreso de Hidalgo aprobó al Gobierno de Hidalgo, los Derechos de Propiedad sobre la Mina de santa Gertrudis se ejercieran. Con el dinero de la hipoteca se construyó una nueva Cárcel General del Estado, para lo que se eligió uno de los claustros del convento. 
En el terreno que constituyó el atrio y cementerio de la iglesia de San Francisco, los entierros se efectuaron hasta 1881, en que se prosiguieron en el cementerio de San Rafael, siendo muy probable que este predio se haya sido convertido en jardín. El Ayuntamiento de Pachuca, retomó el proyecto del parque público y lo continuó hasta concluirlo en 1882, inaugurándose el parque Hidalgo. Los trabajos de acondicionamiento para la Cárcel General, terminaron el 1886, siendo gobernador de Hidalgo, Francisco Cravioto Moreno quien la inaugura. En abril de 1895, se erige otra capilla en el convento, probablemente la Capilla de la Tercera Orden.

### SigloXX
En un anexo del convento en 1900, fue establecido el rastro de ciudad. En 1905 la parroquia, se anexó a la diócesis de Tulancingo. Francisco I. Madero visitó la ciudad el 29 de mayo de 1910; el 30 de mayo de 1910, enfrente de la iglesia de San Francisco se realiza un mitin presidido por Madero, quien dirige la palabra al pueblo invitándolo a que tome parte activa, en las elecciones para Presidente. Los anexos del convento fueron objetos de diversos usos durante la Revolución Mexicana, principalmente como cuartel y oficinas militares destinadas a las tropas de la guarnición.
El 15 de mayo de 1911 en Pachuca al enterarse de la toma de Tulancingo por el general maderista Gabriel Hernández, y de la posible toma de Pachuca. Diversos grupos simpatizantes Maderistas y opositores Porfiristas empezaron a marchar por las calles, el tumulto liderados por Macario Moedano, liberó a los presos de la cárcel ubicada en el Convento de San Francisco y el saqueo de la Casa de Préstamos (hoy Hotel de los Baños), por la noche hubo desórdenes y saqueo de casas y comercios. El 16 de mayo Gabriel Hernández llegó a Pachuca; tomando la ciudad con facilidad, fue aprehendido Moedano, después de juicio se ordenó que su ejecución enfrente del Reloj Monumental de Pachuca.
En 1919 el gobernador de Hidalgo, Nicolás Flores, realizó obras de remodelación en la Cárcel General del Estado. Lo que antiguamente fue un potrero que formaba parte de las anexos del convento de San Franciso fue enajenada, la primera adjudicación tuvo lugar en 1920, en la época del gobernador de Hidalgo, Nicolás Flores. Durante el período del gobernador, Amado Azuara, de 1921 a 1923, con objeto de mejorar la ciudad se abrieron más calles, se fraccionara y se lotifican los terrenos que pertenecieron al Convento de San Francisco para formar distintas colonias. Los Gobernadores subsecuentes, siguieron fraccionando hasta que desaparece el cementerio municipal de San Rafael.
Durante la rebelión delahuertista, el 10 de enero de 1924, las fuerzas revolucionarias, al mando de los generales Marcial Cavazos, Nicolás Flores y Otilio Villegas, penetran en la ciudad. Durante la batalla una bomba de dinamita colocada en la iglesia de San Francisco, hizo explosión destruyendo una parte de la iglesia. Dentro de la iglesia estaban defendiéndose el gobernador Antonio Azuara, y los generales Víctor Monter y Benito García; así como diversos funcionarios del gobierno local. La puerta, el órgano fueron totalmente destruidas; una torre cayó y la bóveda quedó con grandes cuarteaduras.
El 17 de enero de 1924, las autoridades hacen activas gestiones para averiguar quién proporcionó a los rebeldes la dinamita. El juez de Distrito citó para declarar al gerente de la Minera Santa Gertrudis, de la cual, según se asegura, fue de donde obtuvieron la dinamita los revolucionarios. Por sus declaraciones se deduce que unos obreros forzaron las cerraduras llevándose mil cápsules y nueve cajas de dinamita. Se asegura que un estadounidense, experto mecánico fueron los que colocaron la dinamita. El 22 de enero de 1924, una comisión de católicos de Pachuca solicita permiso para colectar fondos y reconstruir el templo.
El 8 de octubre de 1926, después de dos meses de no tocarse las campanas de las iglesias de Pachuca, se da permiso para que se toquen con motivo de las fiestas de San Francisco. Lo que formó parte de los anexos del convento que había sido ocupada por las caballerizas de la Jefatura de Operaciones Militares, el 23 de mayo de 1929 se hizo entrega formal del predio. El 18 de septiembre de 1929, por decreto presidencial, pasó a la Secretaría de Guerra, y el día 17 de octubre del mismo año fue entregado al Jefe de las Operaciones Militares por la Oficina Federal de Hacienda. Se le conoció como el Cuartel “Gabriel Hernández”.
Para los años 1930 lo que fue el convento y sus terrenos, se encontraban completamente fraccionados casi al grado de ser irreconocibles. En los años 1940 se publicó el libro Catálogo de construcciones religiosas del estado de Hidalgo. Volúmenes I y II, donde se menciona que los terrenos del convento se encuentran ocupados por un rastro municipal, la cárcel municipal, la cárcel general, el cuartel militar y el hospital civil. Se sabe que durante este periodo el Ayuntamiento de Pachuca se traslada a la calle Guerrero, en el Centro de Pachuca; y en su parte posterior se ubicaba la cárcel municipal, dejando el espacio que ocupaba en el convento. El 1 de marzo de 1940, el hospital se traslada a su nueva sede en la en Av. Ramírez Ulloa, lo que actualmente es la Dirección de Servicios médicos de la UAEH y el Antiguo Hospital Civil de Pachuca.

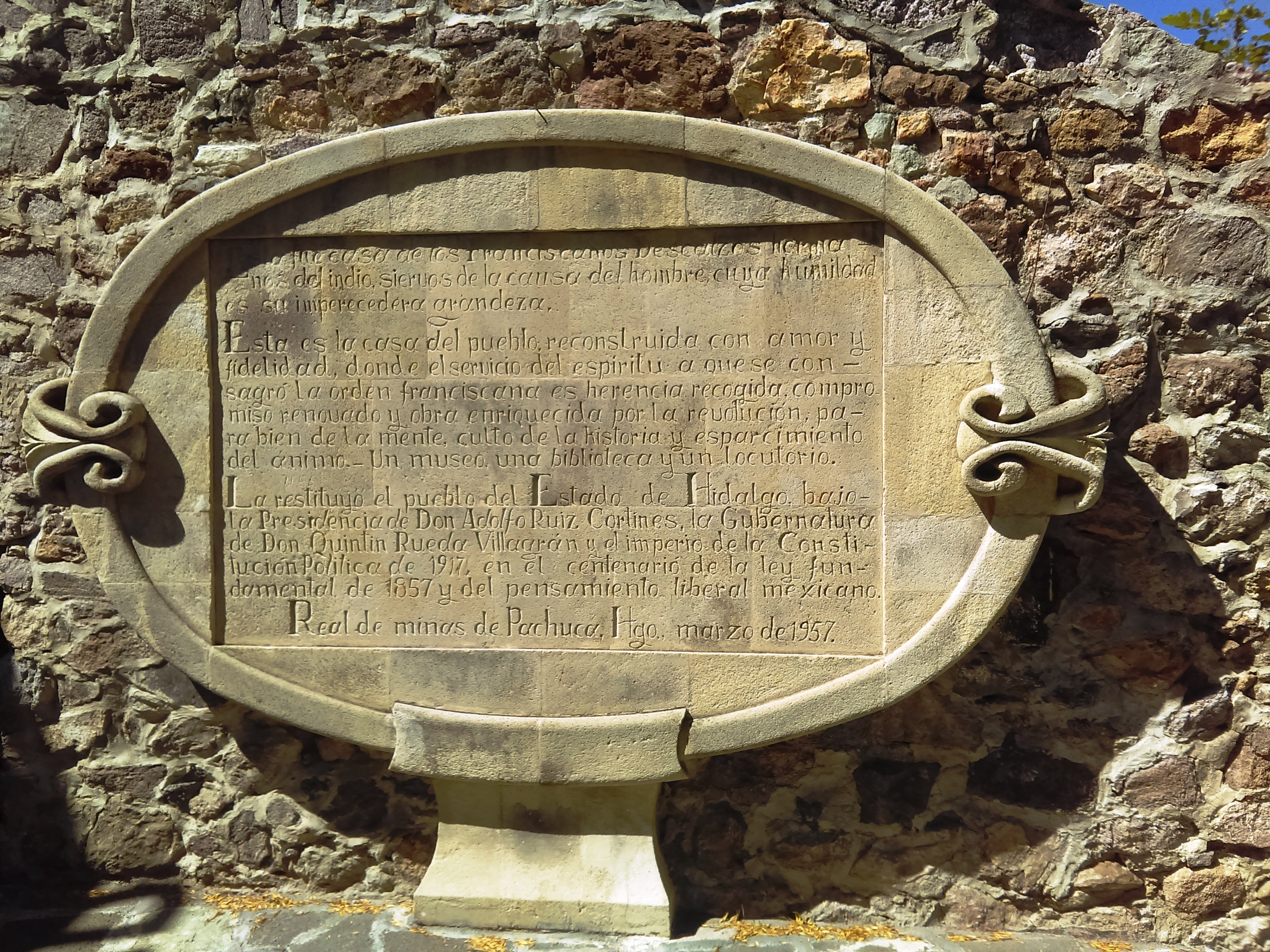
Placa colocada en la reinauguración de los trabajos realizados en 1957.

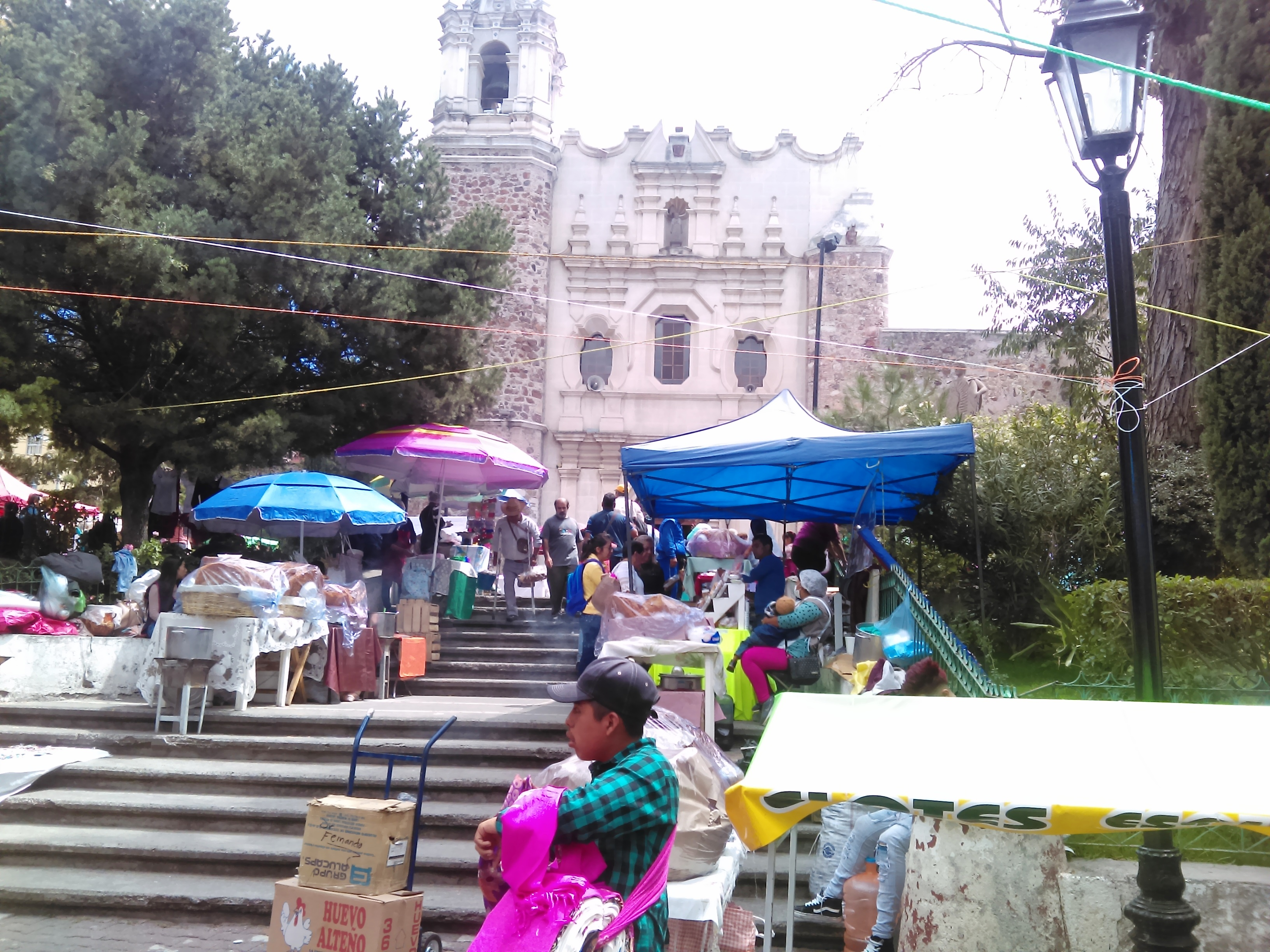
Feria Tradicional San Francisco.

En los años 1950, se remodelaron las instalaciones del antiguo hospital, que alojarían actividades de enseñanza artística; los trabajos fueron encargados por el gobernador de Hidalgo, Quintín Rueda Villagrán. En 1951 se acondiciona un espacio para dar cabida a la Biblioteca Central de Hidalgo. Entre 1956 y 1957 en este espacio, se realiza la pintura mural de Roberto Cueva del Río; el título de este mural es: "Fundación de Tula, la Colonia, la Independencia, la Revolución y la transformación del Valle del Mezquital". En 1957 se construye la plaza Bartolomé de Medina, enfrente del lo que fue el hospital civil. Entre 1974 y 1975 la Cárcel General del Estado se traslada a nuevas instalaciones junto al Cementerio de San Bartolo, en la carretera rumbo a Actopan; constituyendo el Centro de Readaptación Social de Pachuca.
El Archivo Casasola, que fue rescatado en 1976 por el Gobierno de México; se entregó en resguardo al Instituto Nacional de Antropología e Historia (INAH), y se instaló en el Convento de San Francisco, el 20 de noviembre de 1976. En 1977 se empezó a rehabilitar el área que ocupaba la Cárcel General, para establecer un centro cultural. En ese mismo año se instala una sede regional del Instituto Nacional de Antropología e Historia y la Biblioteca "Antonio Peñafiel"; ocupando el claustro que era destinado para la Cárcel General. A las imágenes del Archivo Casasola se suman otras colecciones provenientes de algunas dependencias del INAH, motivo por el cual en 1978 se crea la Fototeca Nacional; y el 1 de noviembre de 1984 se funda el Museo Nacional de la Fotografía. En 1984 la Biblioteca Central de Hidalgo se traslada a una nueva sede.
En 1984 se inauguró el Museo Regional de Historia, este museo contaba con tres salas; localizado en lo que fue el cuartel militar. En 1985, la Biblioteca "Antonio Peñafiel" se abre al público en general, anteriormente era para uso interno del personal adscrito al INAH. En 1987 se realizaron trabajos de remodelación del claustro y oficinas parroquiales. A principios de los años 1990 se realiza otra remodelación, del área que era ocupada por las oficinas del entonces Instituto de Bellas Artes, que se trasformaría en el Centro de las Artes de Hidalgo. A partir de 1992 la Biblioteca "Antonio Peñafiel", se define en especialización de antropología, historia y ciencias sociales. El 15 de marzo de 1993, fue inaugurado el Teatro de la Ciudad San Francisco; construido en los últimos terrenos disponibles de la  Hacienda de Beneficio de Guadalupe, y lo que fuera la huerta del convento.

### sigloXXI

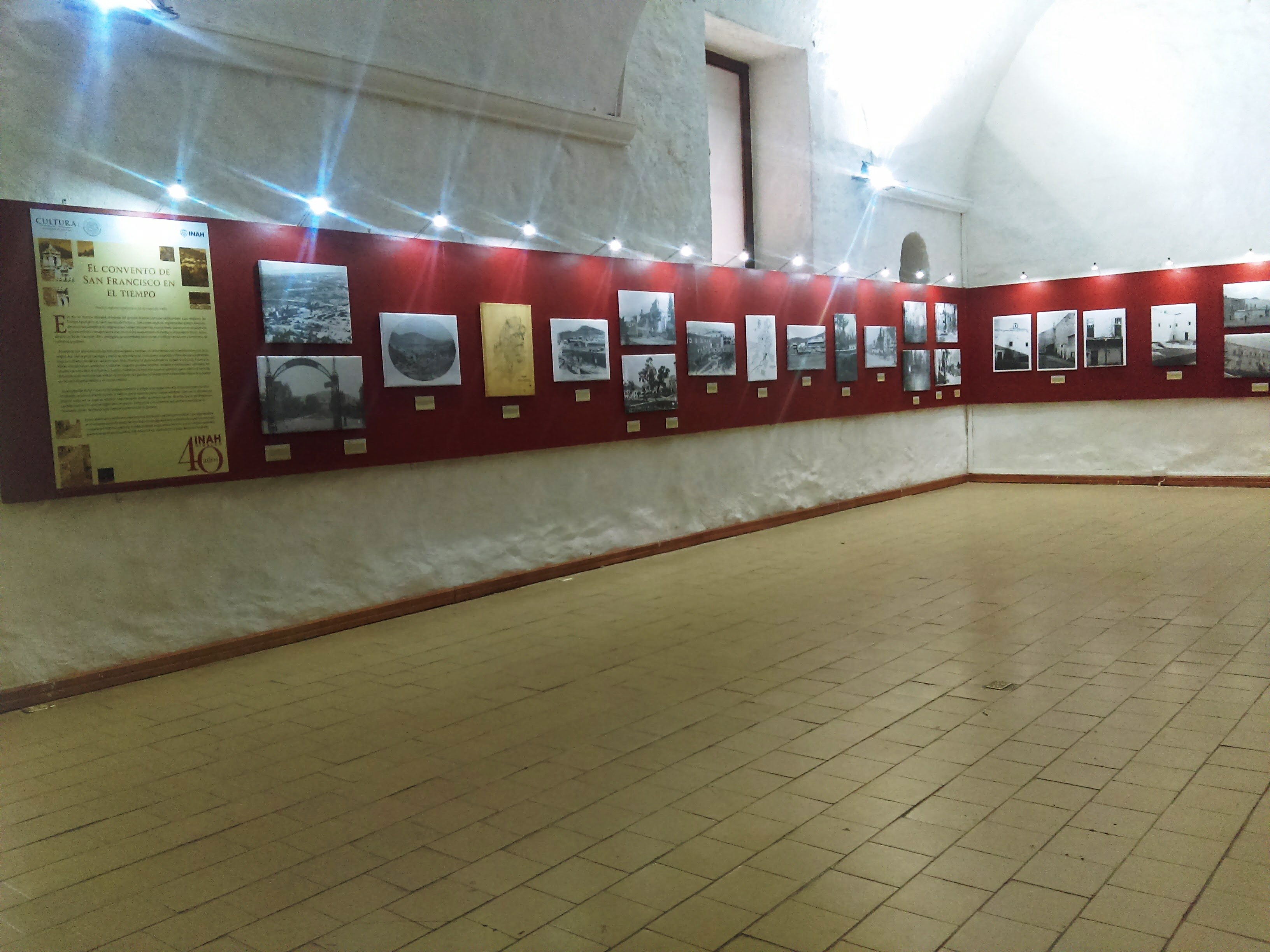
Exposición temporal “El Convento de San Francisco en el tiempo”, en el vestíbulo del Auditorio Salvador Toscano

En el 2001 se creó el Cuartel del Arte, por el Consejo Estatal para la Cultura y las Artes; en lo que fuera el Museo Regional de Historia. En 2007 durante mes y medio se realizaron trabajos de remodelación en el Museo Nacional de la Fotografía; el 16 de octubre de 2007, se lleva a cabo la reapertura del museo. El 26 de septiembre de 2008 se inaugura el  Museo de Sitio de San Francisco en el Centro INAH Hidalgo. En el año 2010, se realizó la remodelación el interior del Cuartel del Arte.  En 2010, iniciaron los trabajos de rehabilitación y remodelación del Centro de las Artes de Hidalgo. En marzo de 2011 el Centro de las Artes de Hidalgo, ingresó a la Red de Centros de las Artes. El 7 de octubre de 2011 el Instituto Nacional de Antropología e Historia, a través del Centro INAH Hidalgo, reinauguró el Museo de Sitio de San Francisco y su muestra: Arte e Historia, un Enfoque en el Tiempo.
En el año 2012 se realizó la intervención del lienzo ubicado en el coro de la iglesia de San Francisco, esta restauración estuvo a cargo de la especialista Marina Raquel Straulino, quien junto a un equipo concretó los trabajos para rehabilitar esta pieza. En el 2013 se intervinieron los ocho lienzos que se encuentran en la sacristía; también en este periodo se restauró el retablo de la Capilla de Nuestra Señora de la Luz. Entre 2013 y 2014 con motivo del 75 aniversario del Instituto Nacional de Antropología e Historia y con participación del Museo del Estanquillo en el vestíbulo del Auditorio Salvador Toscano, se realizó la exposición temporal El maguey: árbol de las maravillas, el ixtle. En la exhibición se presentó una selección de 32 piezas y el mural “El maguey: mito y realidad” del grabador Leopoldo Méndez.
El 7 de agosto de 2014 dos cajas con vestigios de osamentas fueron localizadas en las inmediaciones del convento, por personal del Instituto Nacional de Antropología e Historia tras los trabajos de remodelación en el área El 4 de octubre de 2014 es inaugurado un pequeño reloj de torre, enfrente de la iglesia de San Francisco en el Jardín Colón, y que tuvo un costo aproximado de 400 00 pesos. En 2015 se presentaron los trabajos de restauración realizados, en la iglesia de San Francisco, la sacristía, y la Capilla de Nuestra Señora de la Luz. En 2015 se realizaron las labores de cuidado, y restauración del mural del pintor Roberto Cueva del Río.
Entre agosto y noviembre de 2017 como parte del 40 aniversario del Centro INAH Hidalgo, se realizó el ciclo de conferencias: “La huella franciscana en Hidalgo”; y la exposición temporal “El Convento de San Francisco en el tiempo”, todo esto en el Auditorio Salvador Toscano. En el Terremoto del 19 de septiembre de 2017 la Biblioteca Antonio Peñafiel, sufrió una leve afectación; los trabajos de restauración empezaron en 2018. En marzo de 2018, se iniciaron las obras de remodelación del Cuartel del Arte, principalmente de la fachada, reabriendo el 13 de marzo de 2019.

## Arquitectura

### Iglesia de San Francisco

#### Fachada

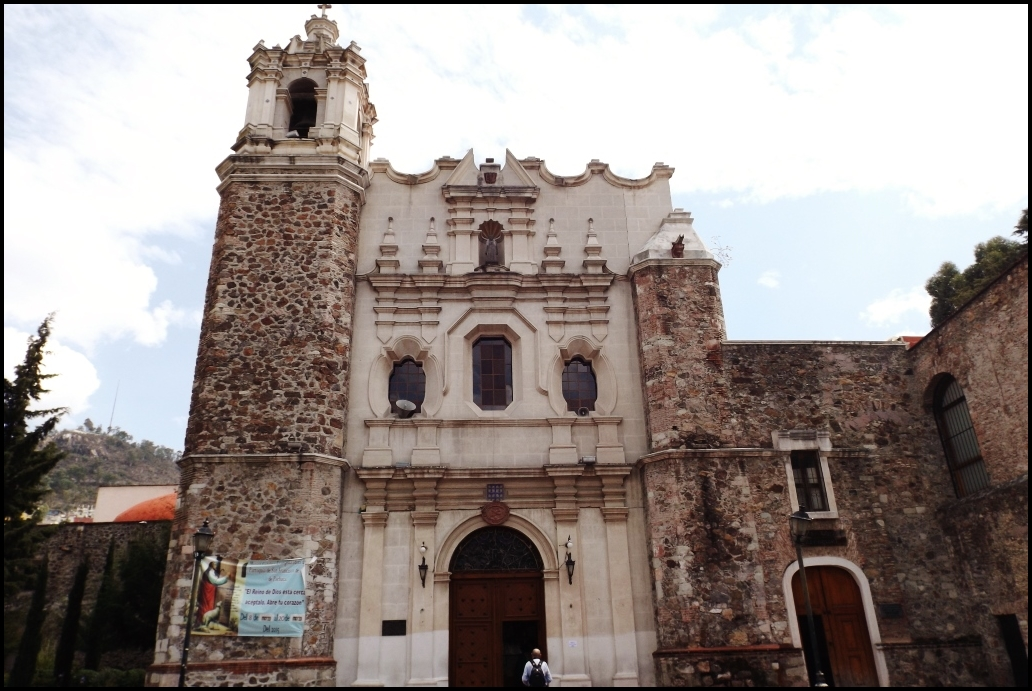
Fachada principal.

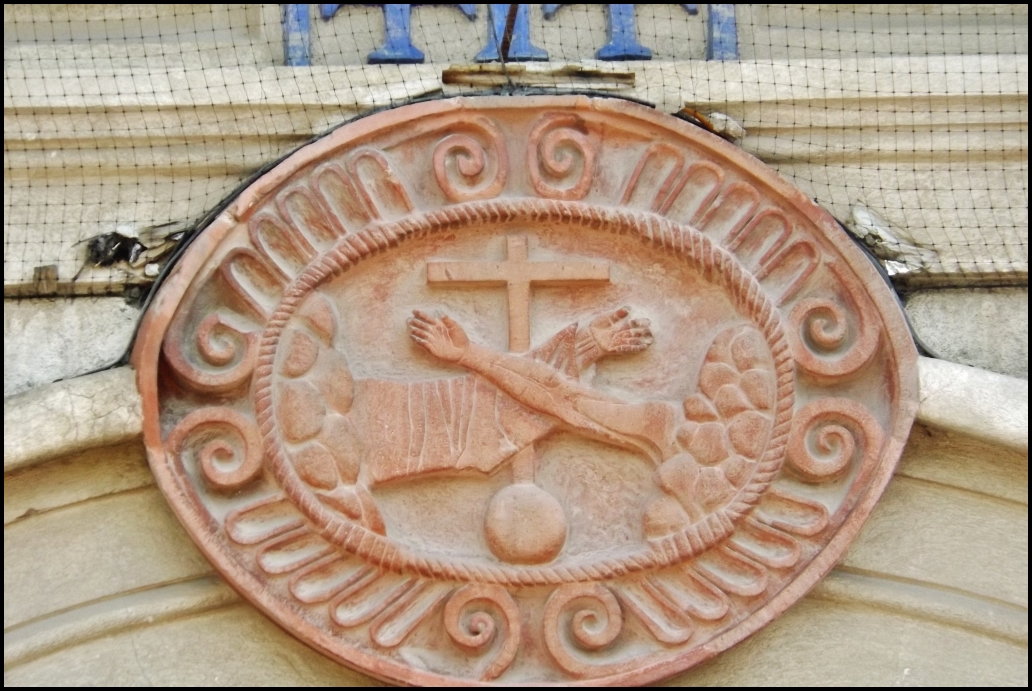
Detalle del Escudo de la orden franciscana en la fachada.

El relieve del imafronte o fachada principal de la iglesia de San Francisco, tiene las características del barroco del siglo XVIII, y también se puede considerar de estilo neobarroco, ya que fue reparada, restaurada y parcial mente reconstruida en el siglo XX. La fachada se compone de tres cuerpos separados por entablamentos. El primer cuerpo corresponde a la puerta de entrada, que es de dos hojas de madera, con detalles de fino herraje.
La puerta se encuentra en un vano con cerramiento de arco de medio punto y arquivolta moldurada, con un escudo de la orden franciscana en la clave.  En el tímpano hay un vitral de San Francisco y el lobo de Gubbio.; también el tímpano ostenta una herrería que contiene dos fechas, 1596 y 1924, referidas al inicio de la construcción y a la remodelación. El vano de la puerta, está encuadrado entre cuatro pilastras unidas en su parte superior por un entablamento con cornisas.
El segundo cuerpo lo comprenden una ventana octagonal al centro; con una ventana cuadrangular a cada lado, con arcos cuyo derrame sigue el contorno del vano. En la parte superior de cada una de las ventanas laterales, surge un par de pilastras unidas en su parte superior por un entablamento. El tercer cuerpo lo ocupa un nicho que ocupa la escultura de cuerpo entero de San Francisco de Asís, el patrono del templo; encuadrado entre dos pilastras unidas arriba por un frontón triangular partido y se remata el conjunto con un pretil con arcos invertidos.
En el lado izquierdo de la fachada hay una placa de bronce que dice al texto: “In Memoriam. El 24 de Marzo de 2006, a los 346 años de la construcción (terminación) de la Iglesia -Exconvento y Ex-Colegio Apostólico de Propaganda Fide- de San Francisco de Asís fue dedicada por el Excmo. Sr. Obispo Doicesano Dr. Dn. Pedro Arandadías Muñoz, siendo Párroco el Sr. Pbro. Alfonso Romero. Paz y Bien. Pachuca Hgo”.
A la izquierda, al paño de la fachada del templo, se alza la torre sobre una ancha base cuadrangular y aplanada, compuesta de un solo campanario que ostenta el barroquismo de la fachada, con vanos en sus cuatro costados y los ángulos reforzados con haces de tres pilastras unidos por una cornisa moldurada, rematando el conjunto una pequeña linternilla. En el campanario se alojan dos campanas grandes; el acceso al campanario se hace por medio de una escalera de mano y a través de las azoteas de la casa cural, debido a que la escalera de madera que existe en el cubo de la torre solo hace llegar hasta el coro.

#### Interior

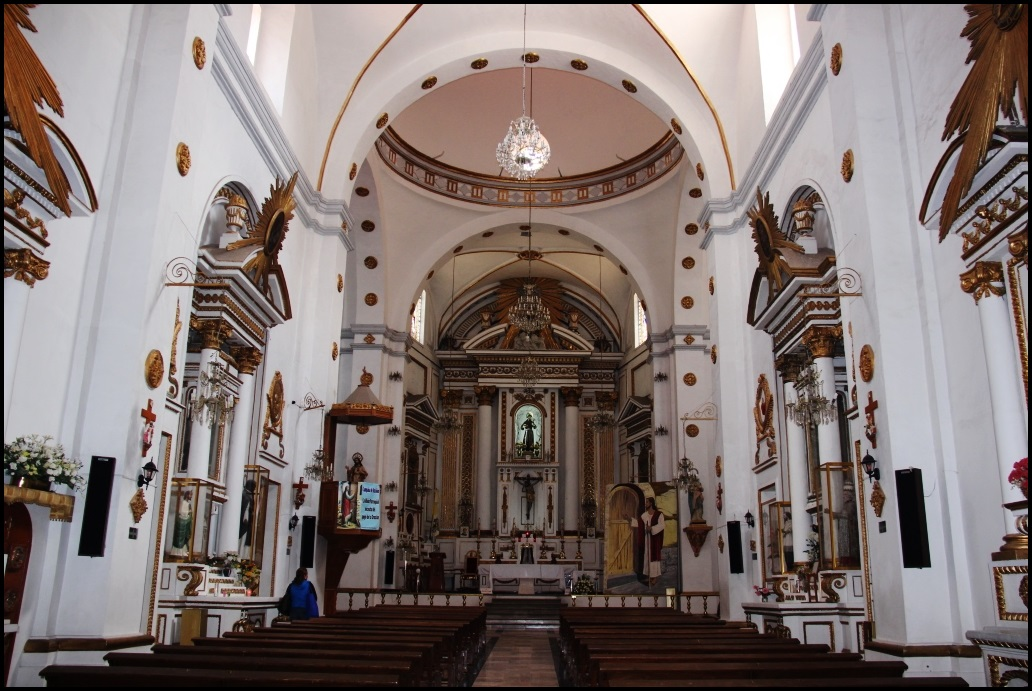
Interior del templo al fondo el Altar Mayor.

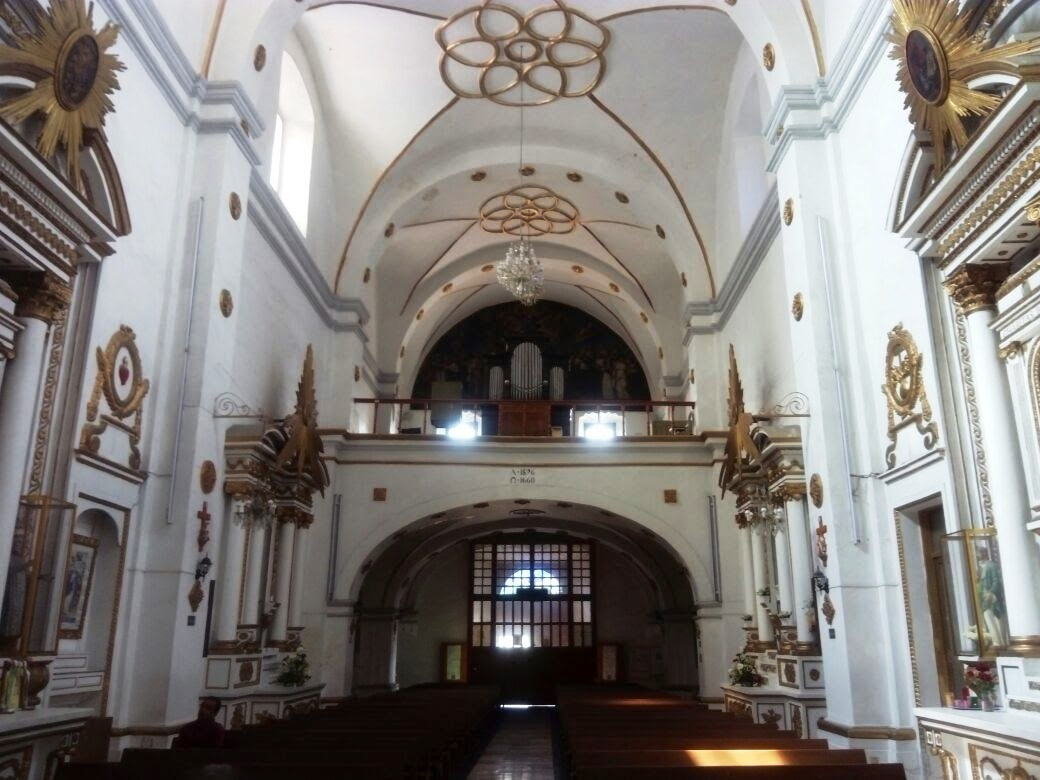
Interior del templo en la parte superior el área del coro

La iglesia tiene planta cruciforme, con su eje longitudinal de oriente a poniente; su construcción es de mampostería. La cubierta es de bóveda de arista con nervaduras en su parte central, formando un florón. La nave está seccionada en cuatro espacios por arcos de sostén que asientan en pilastras. El primer espacio lo ocupa el área del coro que apoya su construcción en un arco de asa de canasta; está provisto de un barandal de madera. En la enjuta del arco  delcoro, hay dos fechas: 1596 y 1660, inicio y la terminación de la iglesia; con las letras de principio y fin del alfabeto griego, el Alfa y Omega.
En el segundo  hay cuatro altares laterales de estilo neoclásico, dos de cada lado; que son de la época de la remodelación finales del siglo XIX, y con relieves dorados sobre color blanco. El púlpito está localizado del lado izquierdo, y es de madera. Del lado izquierdo hay dos puertas metálicas que conducen a la Capilla de la Tercera Orden, arriba de estas puertas hay dos escudos, uno de la orden de San Francisco y el otro con un anagrama de las misiones franciscanas.
El tercer espacio es el transepto, donde en los brazos se tiene un altar adosado en cada uno de sus tres costados, y se cubren con una bóveda con lunetos. En del brazo izquierdo hay una puerta que da acceso a la sacristía, y en el brazo derecho hay la puerta que comunica con la casa cural. El crucero se cubre con una cúpula semiesférica sin tambor, sobre pechinas, con un ojo de buey que se acusa por el exterior en forma cuadrangular y otro igual en el lado opuesto; sirve de remate una linternilla octagonal con un vano de medio punto en cada uno de sus costados.
El cuarto espacio es el ábside donde el presbiterio, se halla sobre una plataforma de 1.20 m de altura con una escalinata de siete escalones de cantera. Aquí se encuentran dos altares laterales y el Altar Mayor. La iglesia recibe luz por la puerta y ventanillas de la fachada principal, por cuatro ventanas altas laterales de la nave principal; por dos ojos de buey circulares en el brazo norte; por una ventana y un ojo de buey circular en el brazo sur; y por dos ventanas circulares en la cúpula. En el presbiterio hay dos ventanas laterales con vitrales, con las figuras del Sagrado Corazón de Jesús  del lado norte, y la Asunción de María del lado sur.

### Sacristía y antesacristía

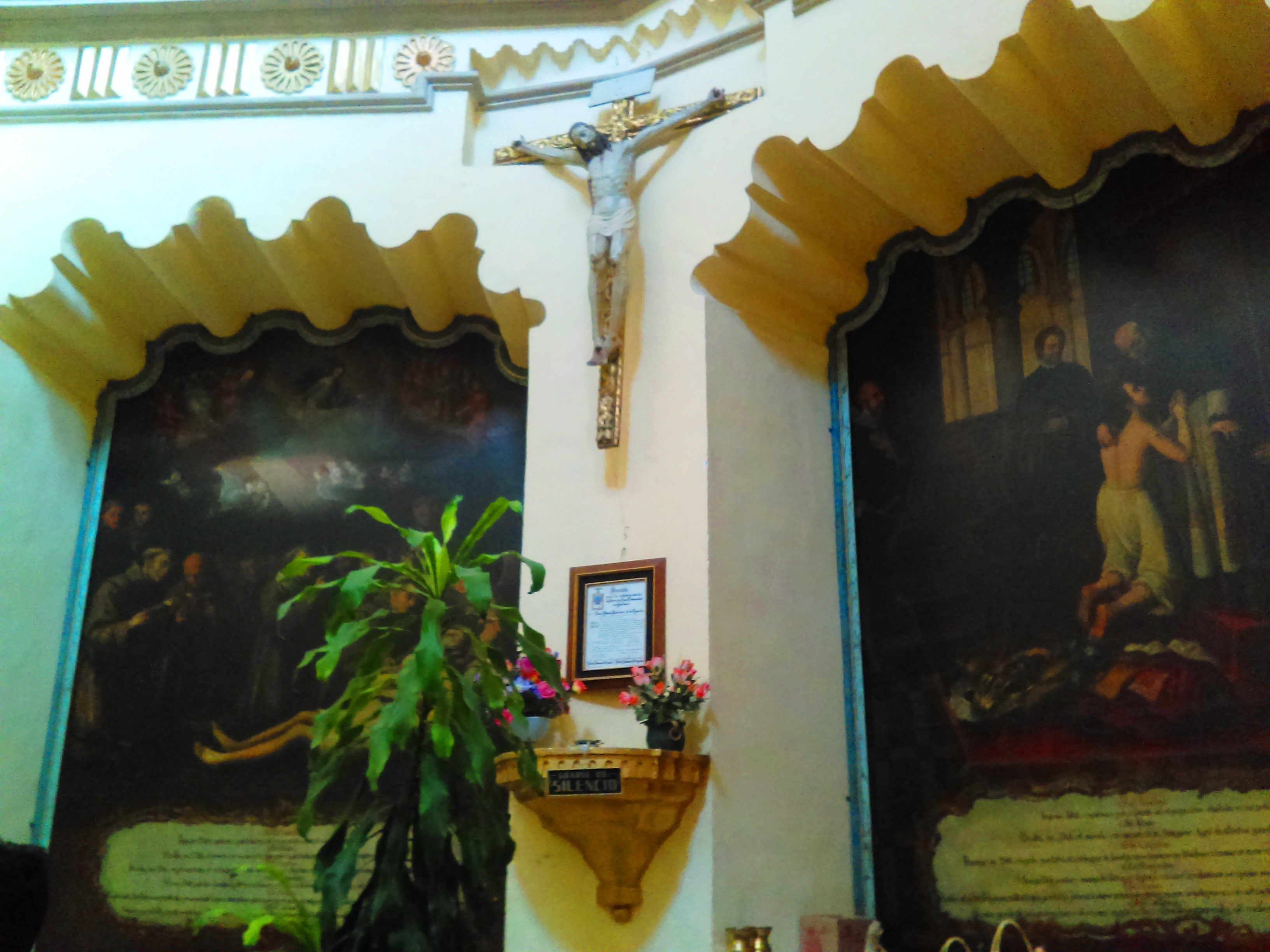
Sacristía.

En el brazo sur del transepto en el ángulo sureste, existe una puerta que da acceso a la sacristía, que la forma una pieza de planta octagonal, y cubierta con una cúpula semiesférica con linternilla, sentada en un tambor octagonal con ocho ventanas. Fue diseñada por Fray Victoriano Sáenz, que fue el arquitecto que construyó la bóveda de la sacristía, los cruceros del templo y otras instalaciones del colegio. En este salón hay cuatro grandes óleos que se refieren a la vida de San Francisco; como cerramiento de los hornacinas donde están estas pinturas, hay unos arcos rebajados que están constituidos por curvas mixtilíneas.
Además en la Sacristía están los muebles en donde se guardan los ornamentos, en medio de dos de las pinturas, se encuentra un Cristo y abajo un mueble individual para que el sacerdote se revista.  En la parte poniente de dicha sacristía, hay cuatro cuadros al óleo de menor tamaño.  Antes de empezar el desarrollo de la cúpula hay una cenefa perimetral con cornisa de remate que aparenta las metopas y triglifos de las arquitrabes griegas, solo que en el espacio de las metopas hay unos medallones en forma de flor.
Una puerta al sur da paso a la antesacristía que es una pieza de planta circular, construida de mampostería y cubierta de bóveda semiesférica con nervaduras de sección de toro con anta que acusan un intradós octagonal. En la antesacristía  hay lavamanos de piedra, la antesacristía se comunica por el oriente con un pequeño patio convertido en jardín.

### Capilla de la Tercera Orden

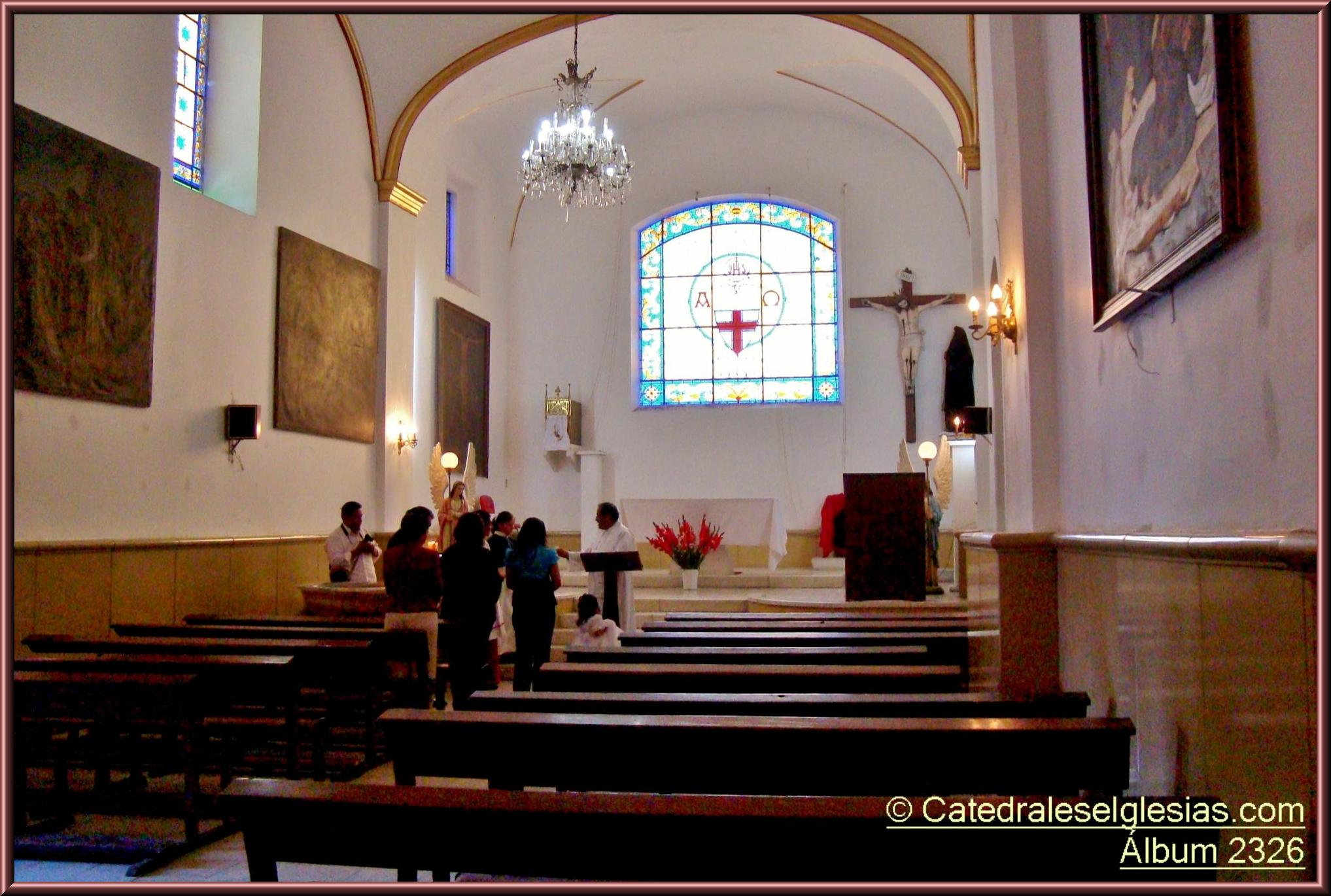
Capilla de la Tercera Orden

A la mitad de la nave en el muro norte de la iglesia de San Francisco, se encuentran dos puertas colocadas a los lados del Altar de Santa Teresa del Niño Jesús; estas sirven de acceso a la Capilla de la Tercera Orden. Con advocación del Sagrado Corazón de Jesús, la cual se extiende de sur a norte; esta también es denominada como Capilla del Señor Sacramentado o el baptisterio. Es de mampostería, con piso de granito y se cubre con bóveda de arista y una cúpula semiesférica con tambor y linternilla. Su presbiterio se levanta sobre un basamento, y se llega a él tras superar cinco escalones. En el altar se aprecia un vitral con la siguiente inscripción: Panis Angélicus Fit Panis Hominium.
El muro oriente de esta capilla guarda un nicho con las representaciones de Virgen de los Dolores y Santa Isabel, y una pequeña sacristía. El muro poniente de la capilla tiene tres vitrales relativos, uno, al Sagrado Corazón y dos más eucarísticos que representan, el primero al Monograma Sagrado JHS, (Jesus Hominum Salvator), y el segundo al cáliz. Existe también una pila bautismal de mármol, de 1.23 cm de diámetro por un metro de altura, con una concha lateral de 50  cm, que tiene grabada la fecha de 1897. La capilla tiene también un área para el coro, con un órgano de pedal.

### Capilla de Nuestra Señora de la Luz

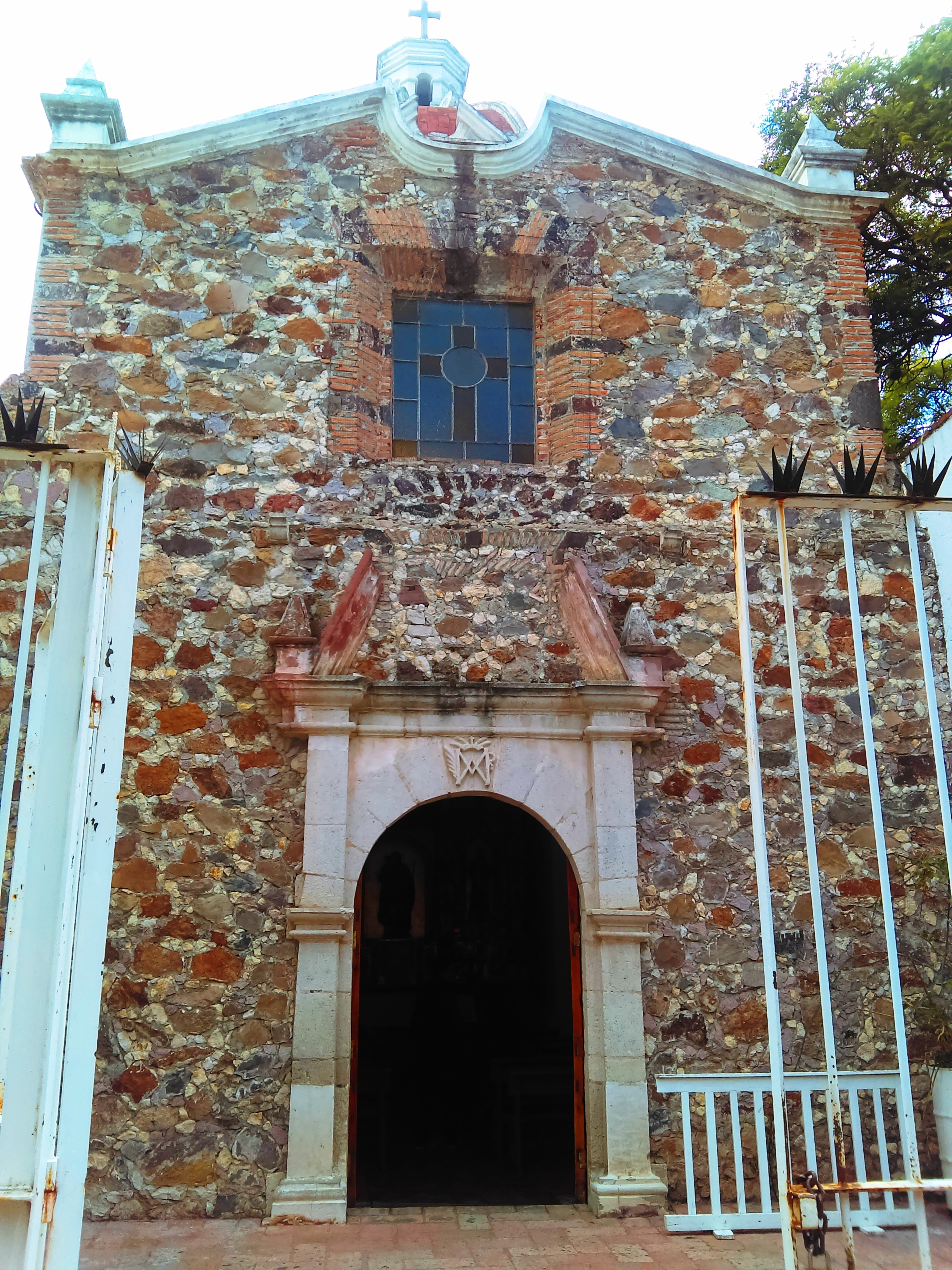
Capilla de Nuestra Señora de la Luz

Esta capilla, con advocación de Nuestra Señora de la Luz, sencuentra ubicada en la parte posterior de la iglesia de San Francisco, tiene su fachada al oriente. Su fachada es lisa y encalada de perfil barroco simple. La puerta es un vano con cerramiento de medio punto sin archivolta y encuadrada entre dos pilastras con bases e impostas; en la clave se encuentra un relieve del monograma de María. Las pilastras se encuentran unidas en su parte superior por un entablamento, con dos estípites a los lados, y trozos de cornisas oblicuas en medio de las cuales se abre una ventana cuadrangular.
Su planta es rectangular y de una sola nave dividida en tres cuerpos por arcos de sostén que se asientan en pilastras. El primero y último cuerpos se cubren con bóveda de cañón con lunetos y el de en medio con una cúpula octagonal con pechinas y linternilla que asienta en un tambor de igual forma, provisto de una ventanilla en cada uno de sus lados. A la izquierda de la entrada, una puerta cuadrangular da acceso a una reducida bodega enladrillada y abovedada con una ventana al oriente y otra al sur. Esta capilla recibe luz por el ventanal de la cúpula, por dos ventanas laterales y por la puerta y ventanilla de la fachada.

### Convento

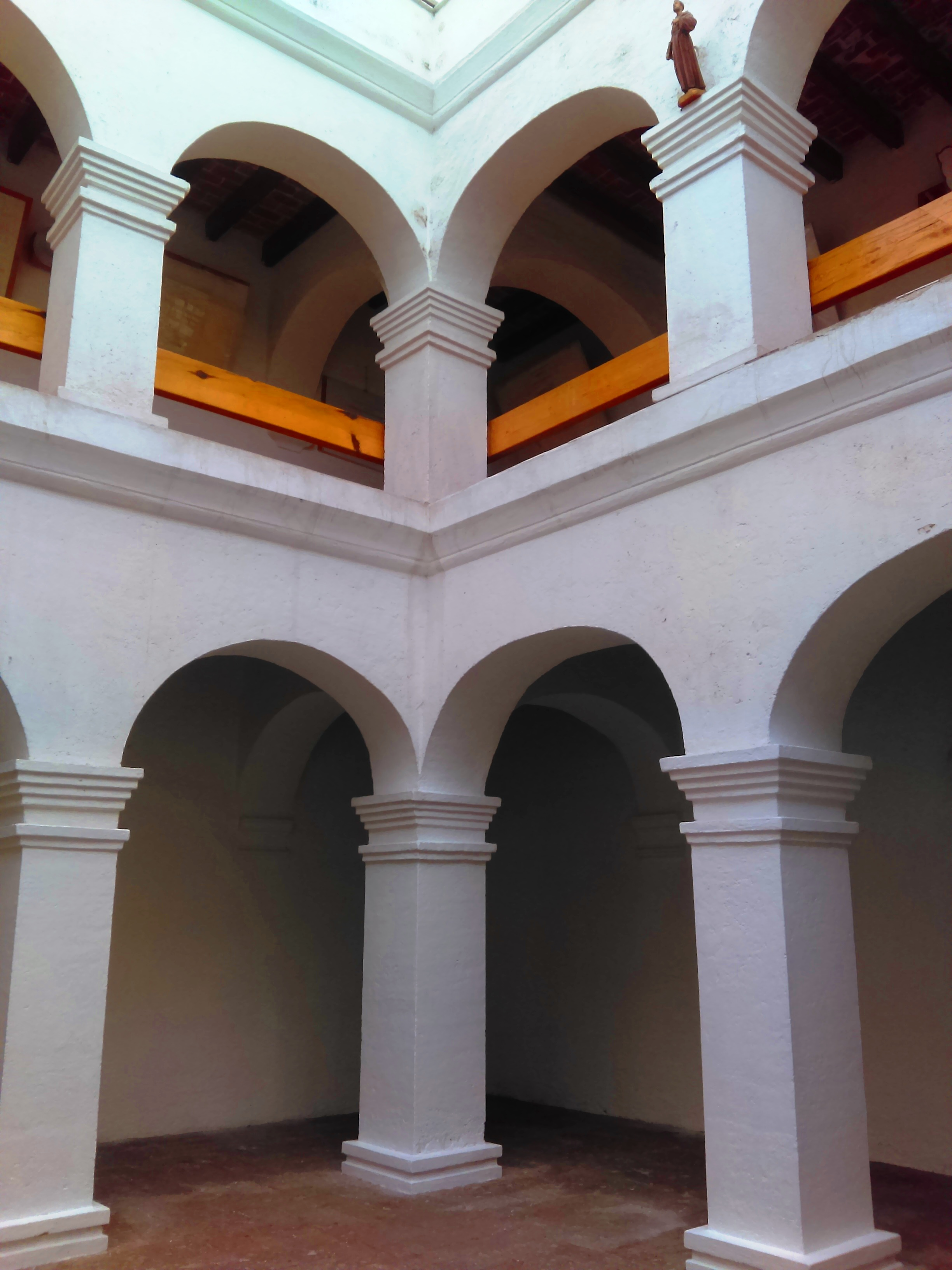
Claustro I que fuera utilizado para oficinas y cárcel municipal, ahora es usado como oficinas parroquiales.

Todo el complejo tiene vista al poniente, a la derecha de la fachada principal de la iglesia de San Francisco, se encuentra la entrada a las oficinas parroquiales. La fachada es en escuadra, tiene vista al poniente y al norte, encontrándose en aquel lado la entrada principal que la constituye un vano con cerramiento de arco rebajado, con una ventana cuadrangular en la parte superior. A costado de la puerta se encuentra una placa donde se lee: “La comunidad de San Francisco agradece al C.ARO: Guillermo Rossell de la Lama, Gobernador Constitucional del Estado. La remodelación del claustro y anexos de la parroquia. Pachuca, Hgo. Marzo de 1957.” 
La puerta principal franquea el paso directamente a un vestíbulo enlosado y con techo envigado y terrado. Las oficinas parroquiales están compuestas por unas habitaciones y un pasillo que conduce al claustro I. El claustro I consta de dos arquerías superpuestas de tres arcos rebajados por lado, que soportan gruesos pilares de sección cuadrangular con impostas. Los corredores tienen pisos de losa y ladrillo y los techos-pisos son de envigado y terrado. Esta área era utilizada por las oficinas municipales y la cárcel municipal, después que estas dependencias las desocuparan se volvieron a utilizar para usos religiosos.
El claustro I se comunica con la antesacristía mediante una habitación que funciona como pasillo; en la antesacristía se encuentran dos pertas una comunica con la sacristía y otra con un patio cuadrangular de pequeñas proporciones. En el patio hay escalera que da acceso a un corredor que precede a distintos cuartos comunicados entre sí, estos se llegaron a usar como cocina, comedor y recámaras, y se comunican a la vez por el oriente con un pasillo y una pequeña da acceso a dos piezas enladrilladas, con envigado y terrado y ventanas al jardín. Un pasillo conduce al atrio de la Capilla de Nuestra Señora de la Luz, donde se encuentran unas escaleras que conducen a los terrenos que fueran las caballerizas; del atrio hay un arco de medio punto que conduce al patio de la Casa Cural, que ahora es utilizado como pequeño teatro al aire libre.

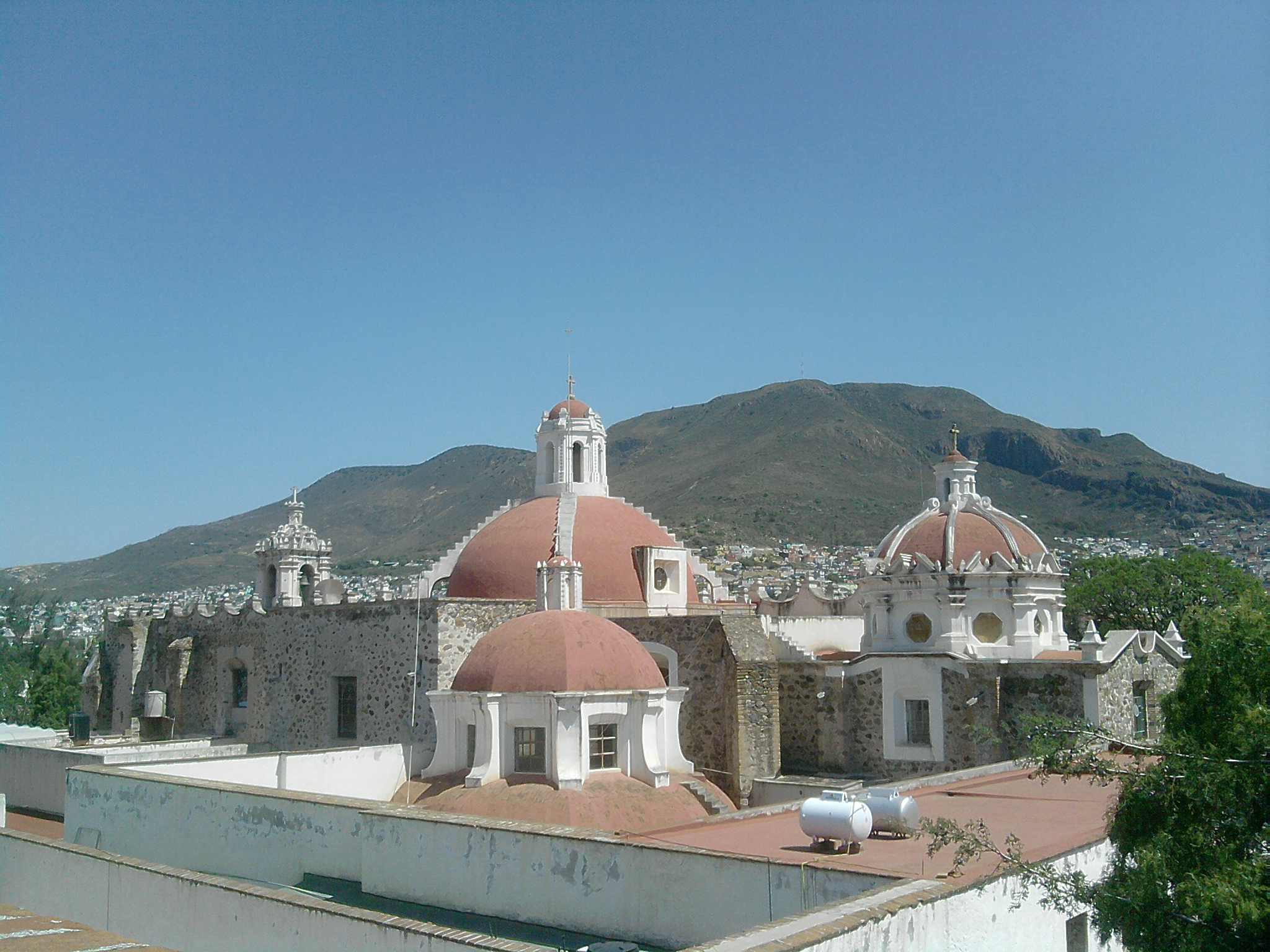
Vista de las cúpulas de la iglesia de San Francisco, la Capilla de Nuestra Señora de la Luz y la sacristía, desde la parte posterior del convento

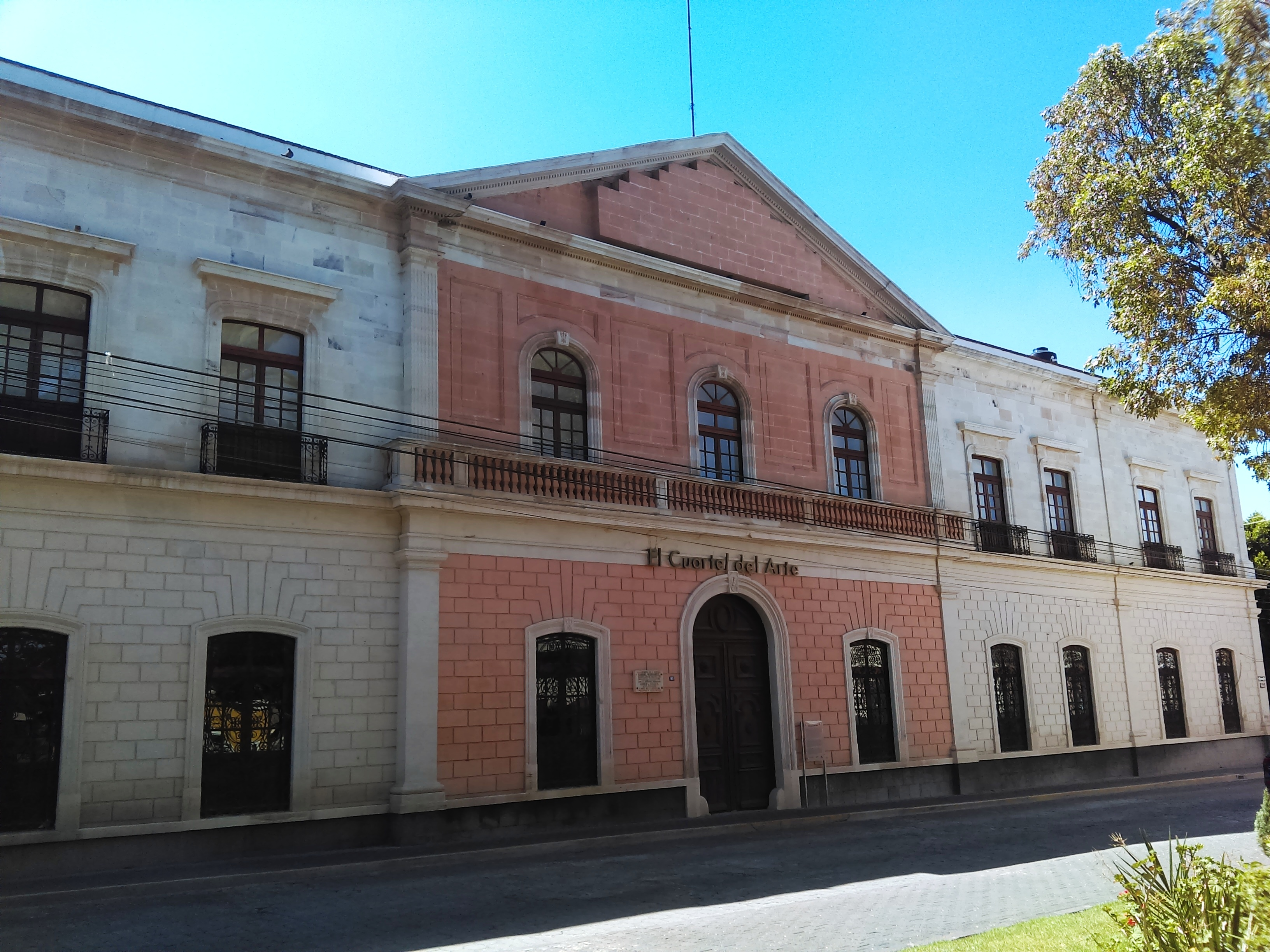
Fachada principal del Cuartel del Arte.

El área del claustro II era ocupada por la Cárcel General del Estado, y ahora es ocupada por el Centro INAH Hidalgo y otras dependencias. La fachada oriente que flanquea a la plaza Aniceto Ortega, es lisa con piedra expuesta y ventanas cuadradas; cuenta con tres puertas igual cuadradas, separadas por jardineras grandes de piedra. La puerta del extremo izquierdo es el acceso al Museo Nacional de la Fotografía, esta conduce unas escaleras que conducen a la planta alta del claustro II, donde se encuentran las salas del museo y la Fototeca Nacional. La puerta central da acceso al Auditorio Salvador Toscano, localizado en la plata baja del claustro II; y la puerta de la derecha se encuentra clausurada.
La fachada lateral, que ve al sur flanquea a la plaza Bartolomé de Medina, es lisa con piedra expuesta, la remata un pretil corrido; y presenta varias almenas piramidales, que dan al edificio un severo aspecto de presidio. Cuenta con dos filas verticales de ventanas cuadradas. Existen tres placas en esta fachada; la primera colocada cuando el espacio era Cárcel General donde se lee: “La reposición completa de esta cárcel con sus talleres y mejoras, y se terminaron 28 de junio de 1919. Siendo Gobernador el Gral. Nicolas Flores. Alcaide Ynocencio Trejo.”; las otras dos placas son colocadas el INAH donde se lee: “Centro INAH Hidalgo 1977-2017.”; y “ Fototeca INAH” respectivamente. 
La puerta de acceso al Centro INAH Hidalgo, es ancha y adintelada, y permite el acceso de la vía pública a un pasillo, su piso es de losas y se cubre con una bóveda de cañón seguido, los muros de mampostería. En el pasillo se encuentra otra placa conmemorando el Archivo Casasola; a los costados del pasillo, hay varias habitaciones utilizadas por esta dependencia; el pasillo termina hasta el patio del claustro II, donde se encuentran los accesos al Museo de Sitio, la Biblioteca Antonio Peñafiel, y la Sala Nacho López. El claustro II se encuentra conectado al claustro III mediante un pasillo de medio arco. 
La fachada lateral que ve al poniente y a la plaza Bartolomé de Medina, es lisa con piedra expuesta, y se separa en dos secciones. La sección izquierda de la fachada se encuentra formada por un medio arco y otro arco completo de medio punto, en la parte inferior; y en la parte superior dos arcos de medio punto. La sección derecha está precedida por una escalinata, que conduce al acceso del Centro de las Artes de Hidalgo; se trata de una arcada de cuatro arcos rebajados, siendo el segundo (de izquierda a derecha) el que funciona de entrada y los otros tres como ventanas. La puerta da paso al vestíbulo, una gran galería porticada, y comunicación directa hacia el fondo con el claustro IV.  El claustro IV está formado por arcos carpanel sostenidos por pilares gruesos, tiene corredores al norte y poniente en la planta baja y en el segundo piso los tiene en sus cuatro costados precediendo a varias habitaciones utilizadas en diversos usos.
El Cuartel del Arte tiene forma de un rectángulo y su fachada principal ve al poniente. La fachada principal está revestida de cantera labrada rosa y blanca y la forma una puerta con cerramiento de medio punto entre dos ventanas bajas de arco muy rebajado. Corresponden a sus ejes tres balcones del segundo piso precedidos de una balaustrada común de cantera. A cada lado, en ambos pisos, se extienden cuatro ventanas, y corona el frontispicio un pretil corrido que interrumpe en el centro un frontón triangular de la longitud de la balaustrada. La fachada posterior tiene grandes muros de piedra, al centro un vano cuadrado, con dos columnas con una basa y capitel cuadrangular; en este vano se encuentra la puerta de acceso con cerramiento de medio punto; al centro un balcón, y a cada lado dos ventanas tanto en la parte inferior como superior.

Convento de San Francisco.
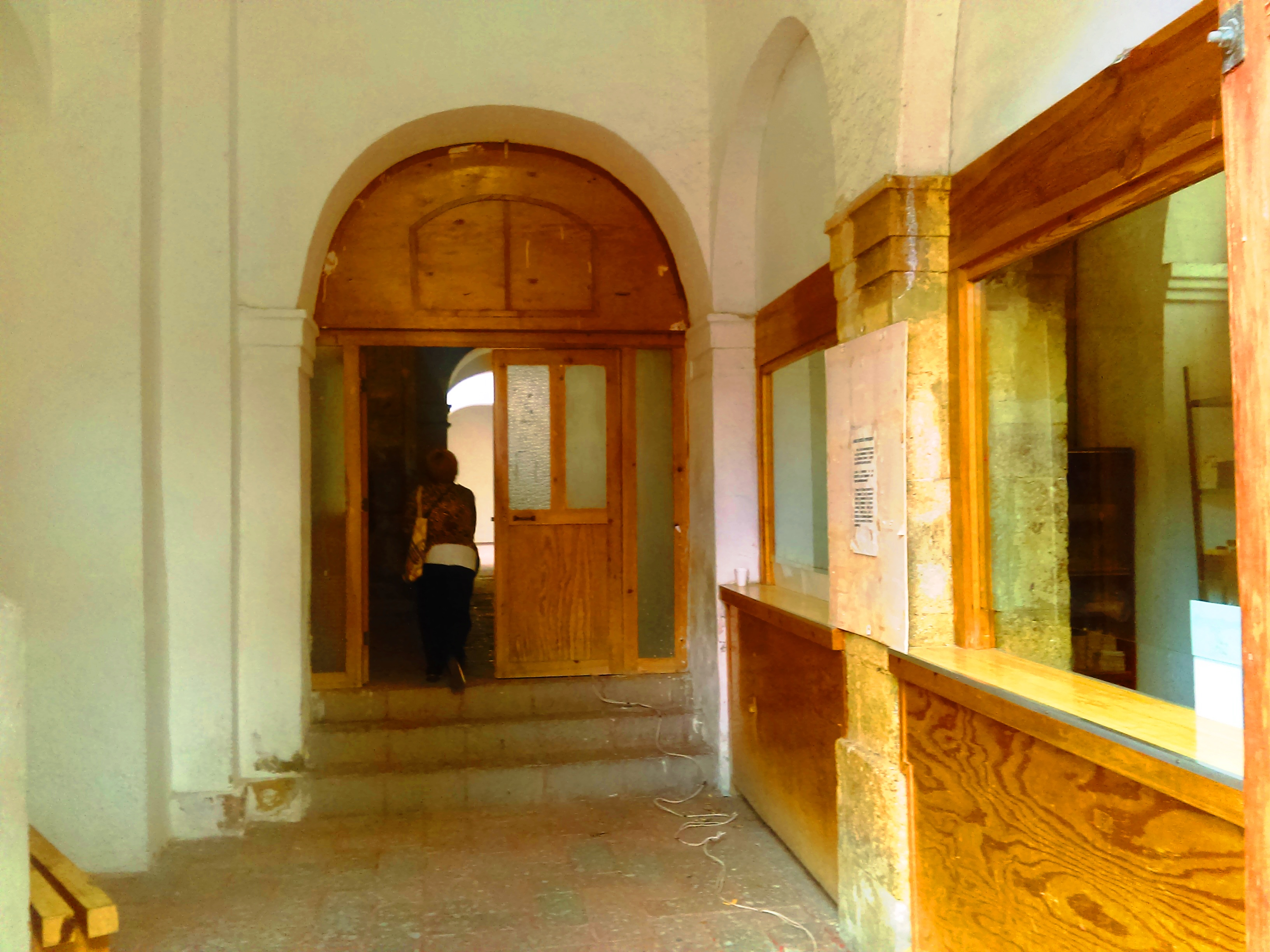
Oficinas parroquiales.
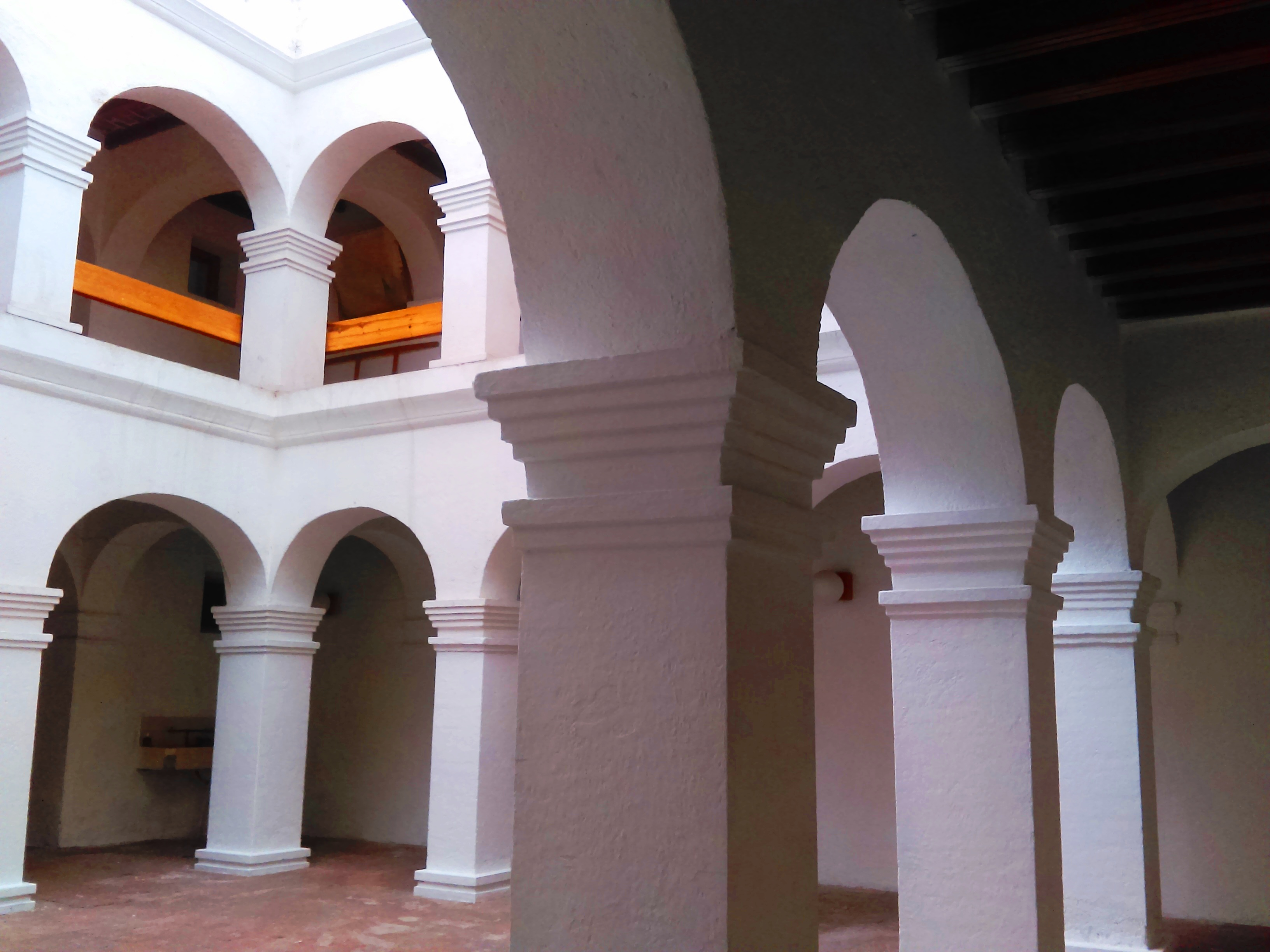
Claustro I.
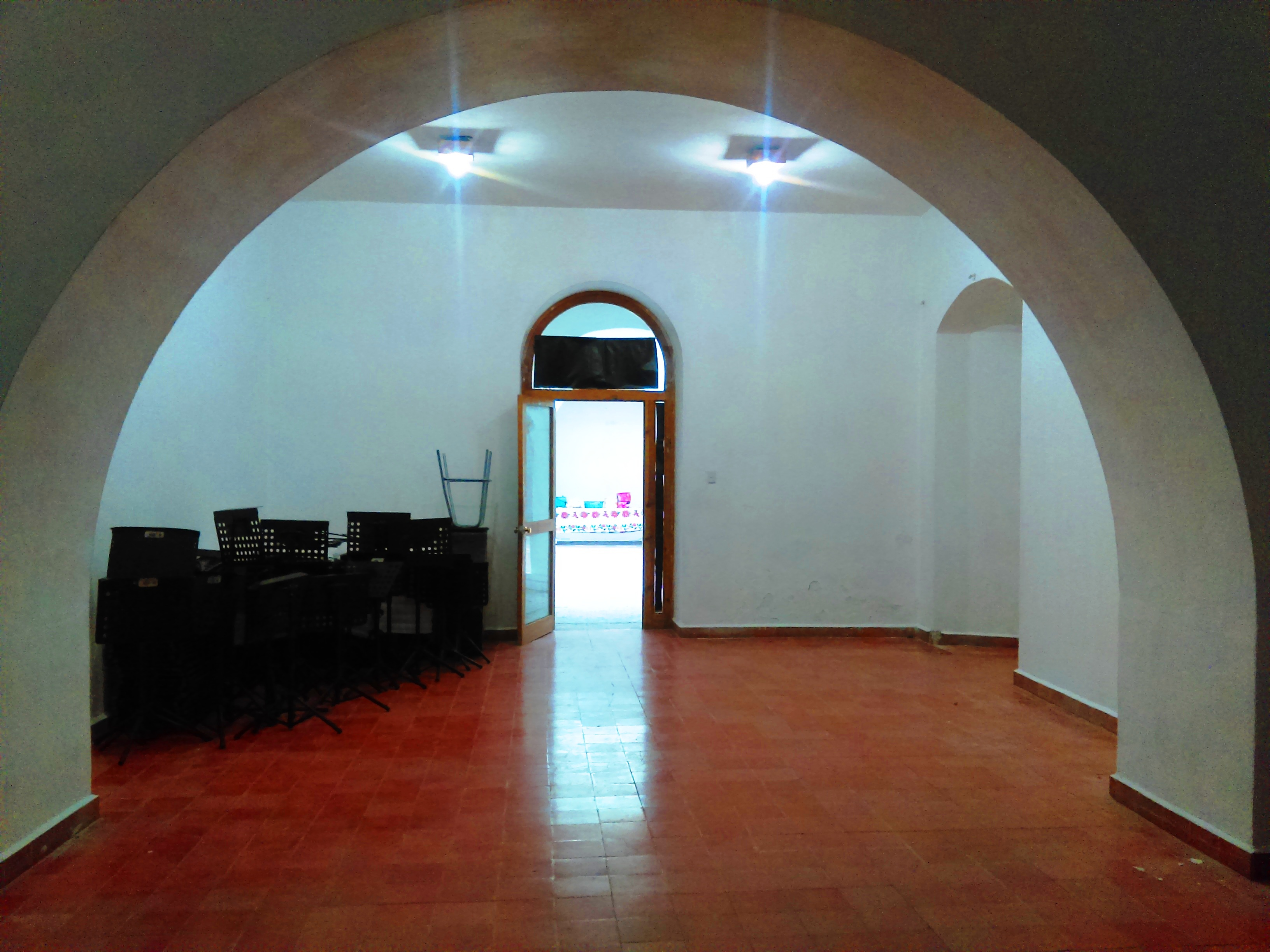
Habitaciones que conectan el clausto I y la antesacristía.
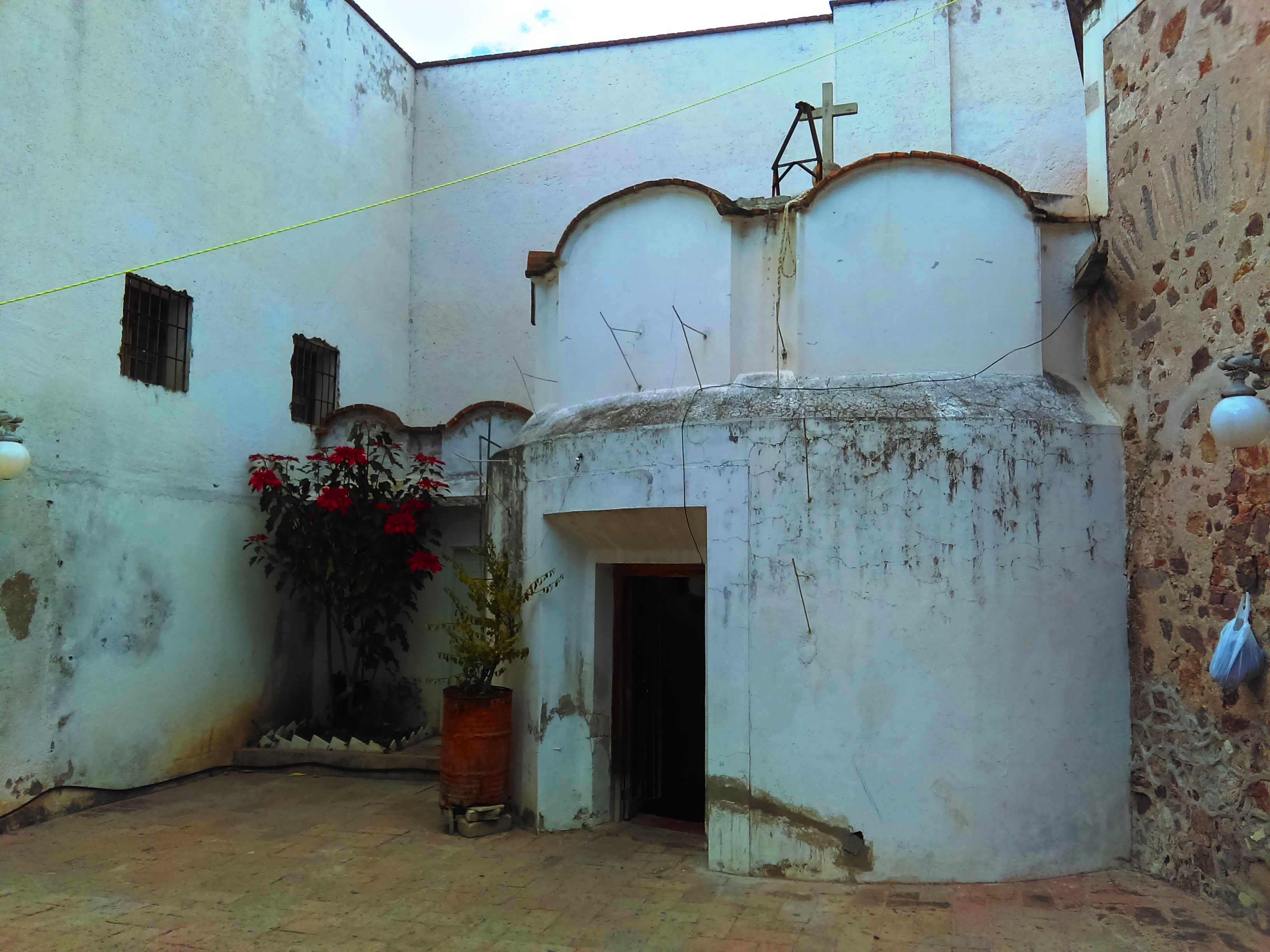
Patio de la antesacristía.
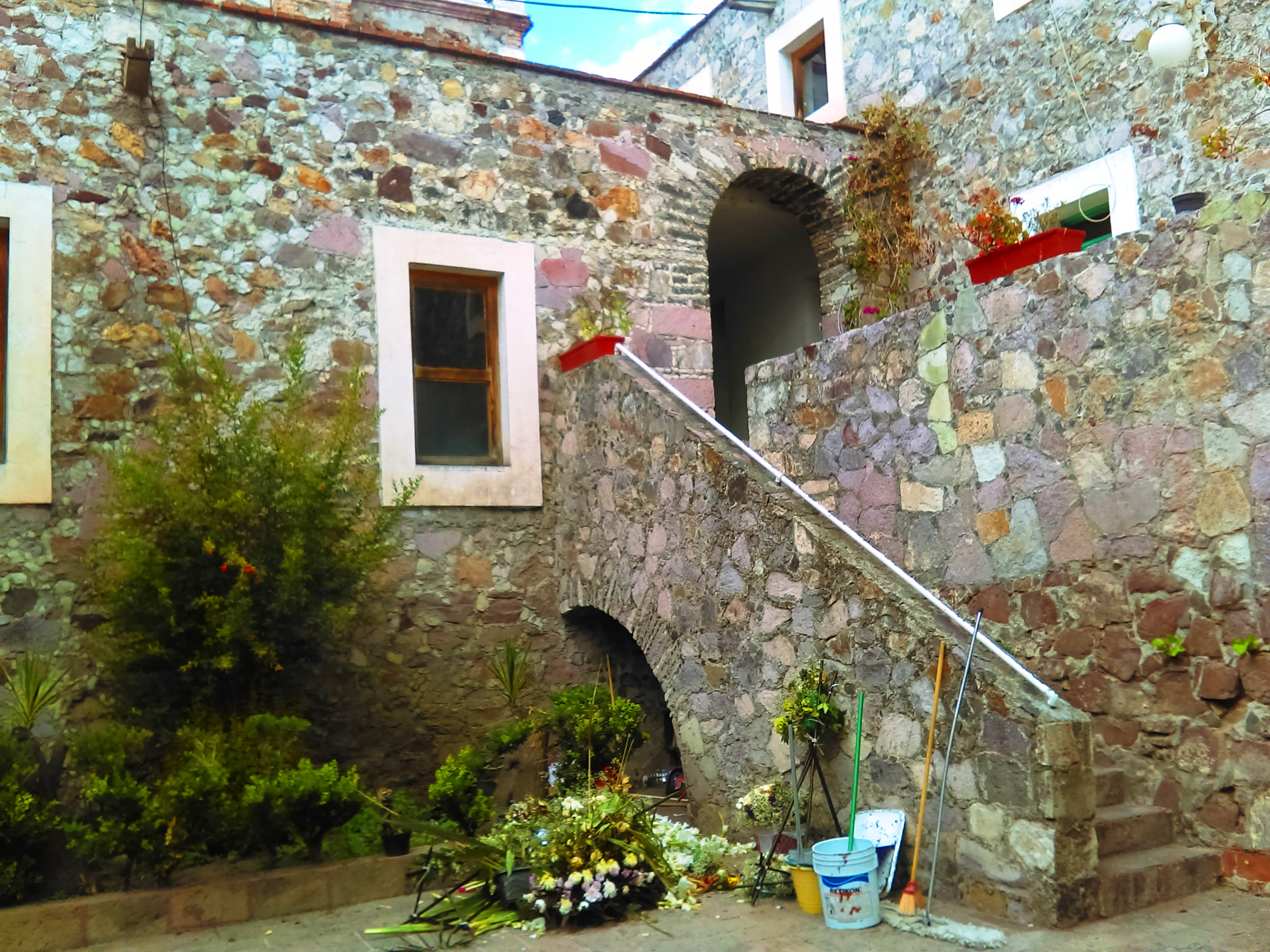
Patio de la antesacristía.
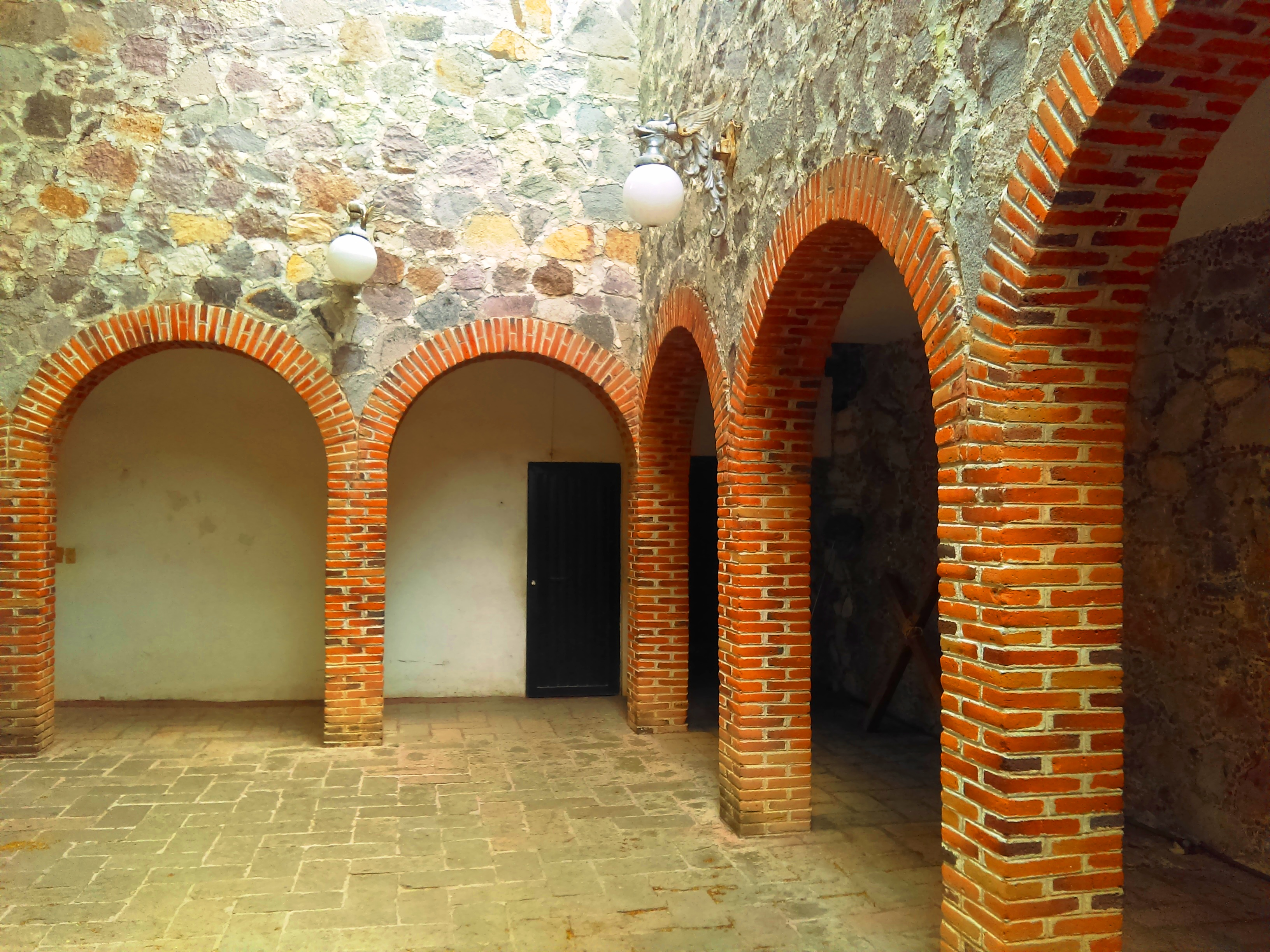
Arcada de la casa cural.
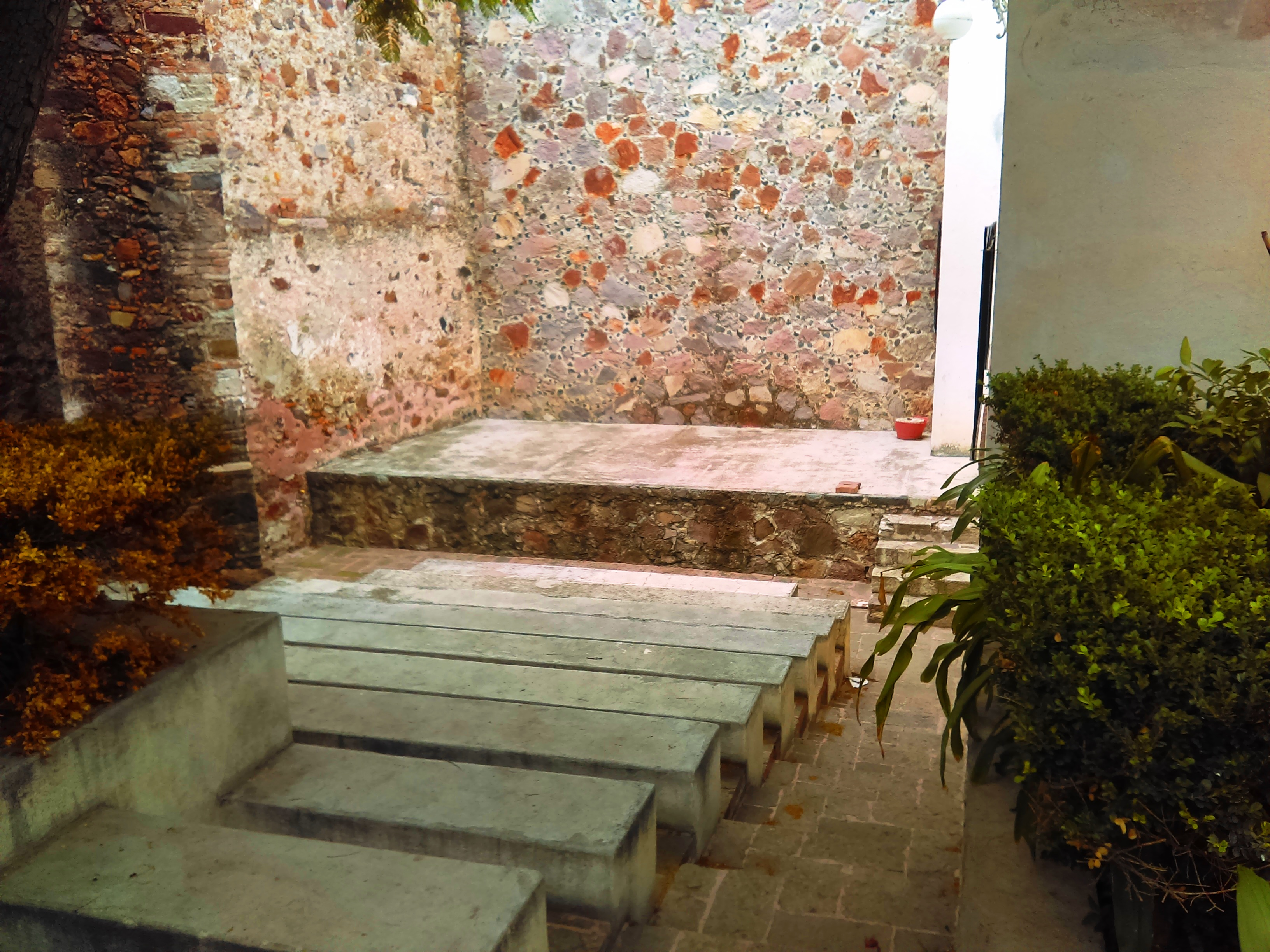
Teatro al aire libre.
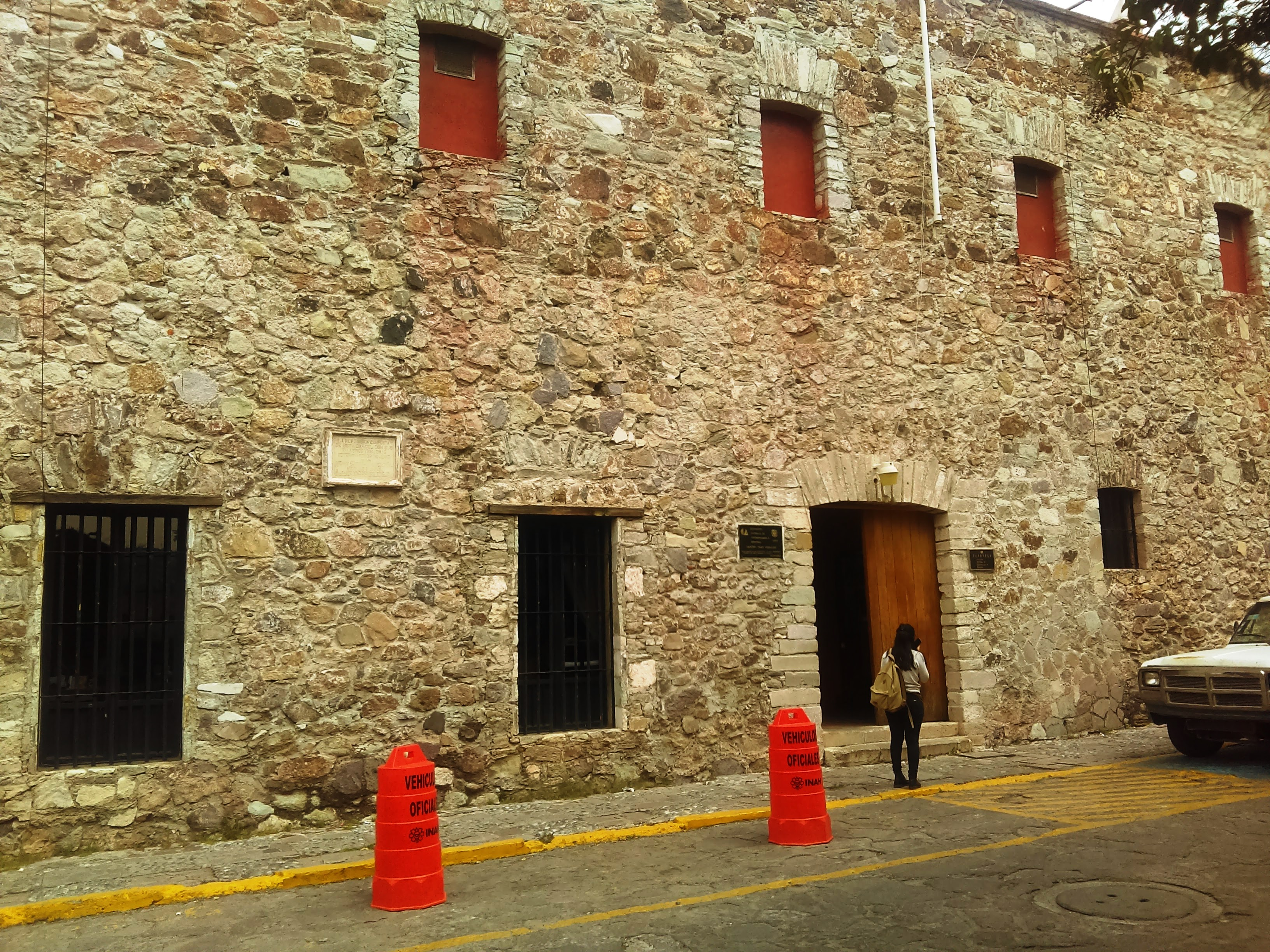
Fachada del Centro INAH Hidalgo.
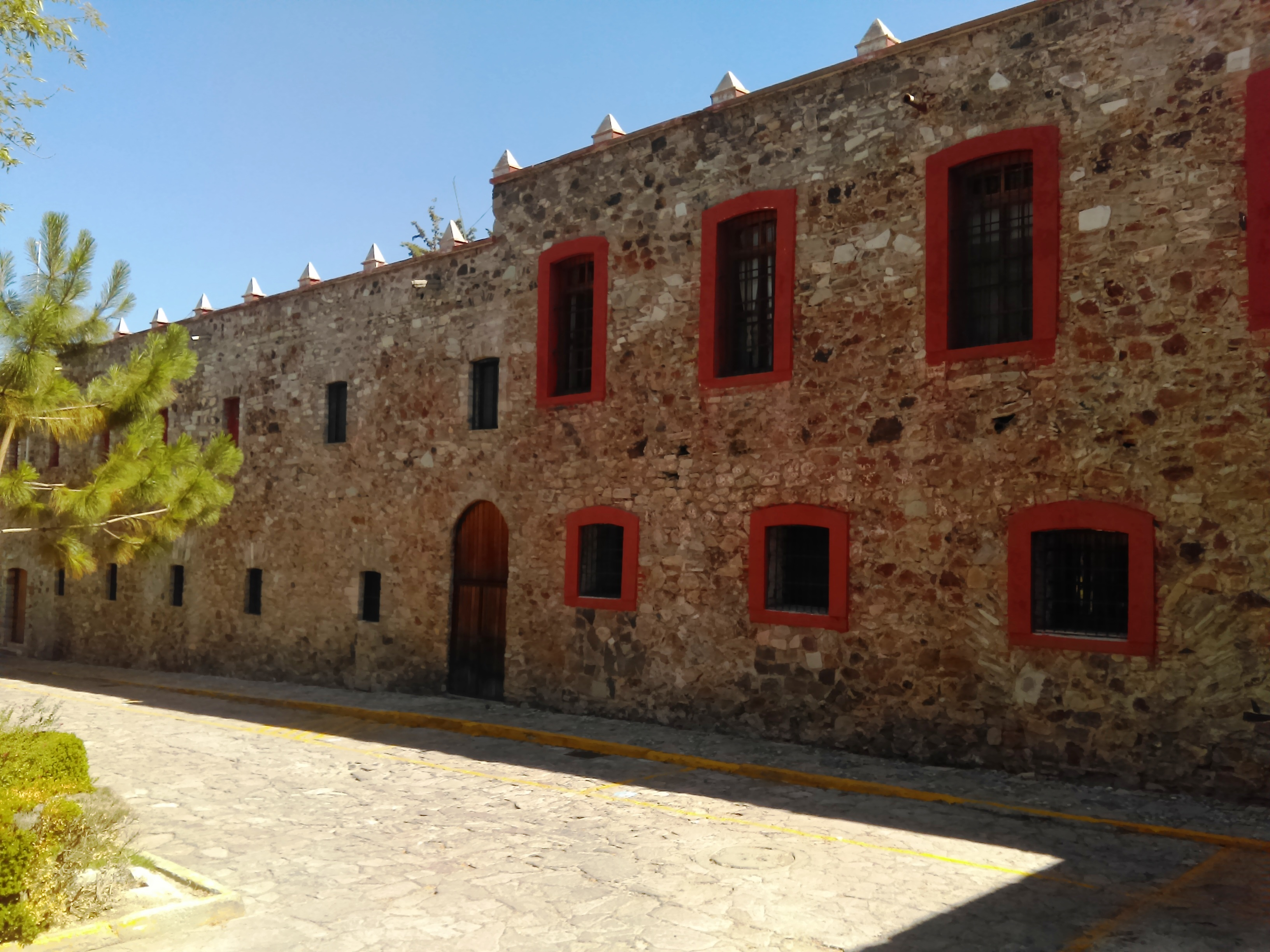
Fachada del Centro INAH Hidalgo.
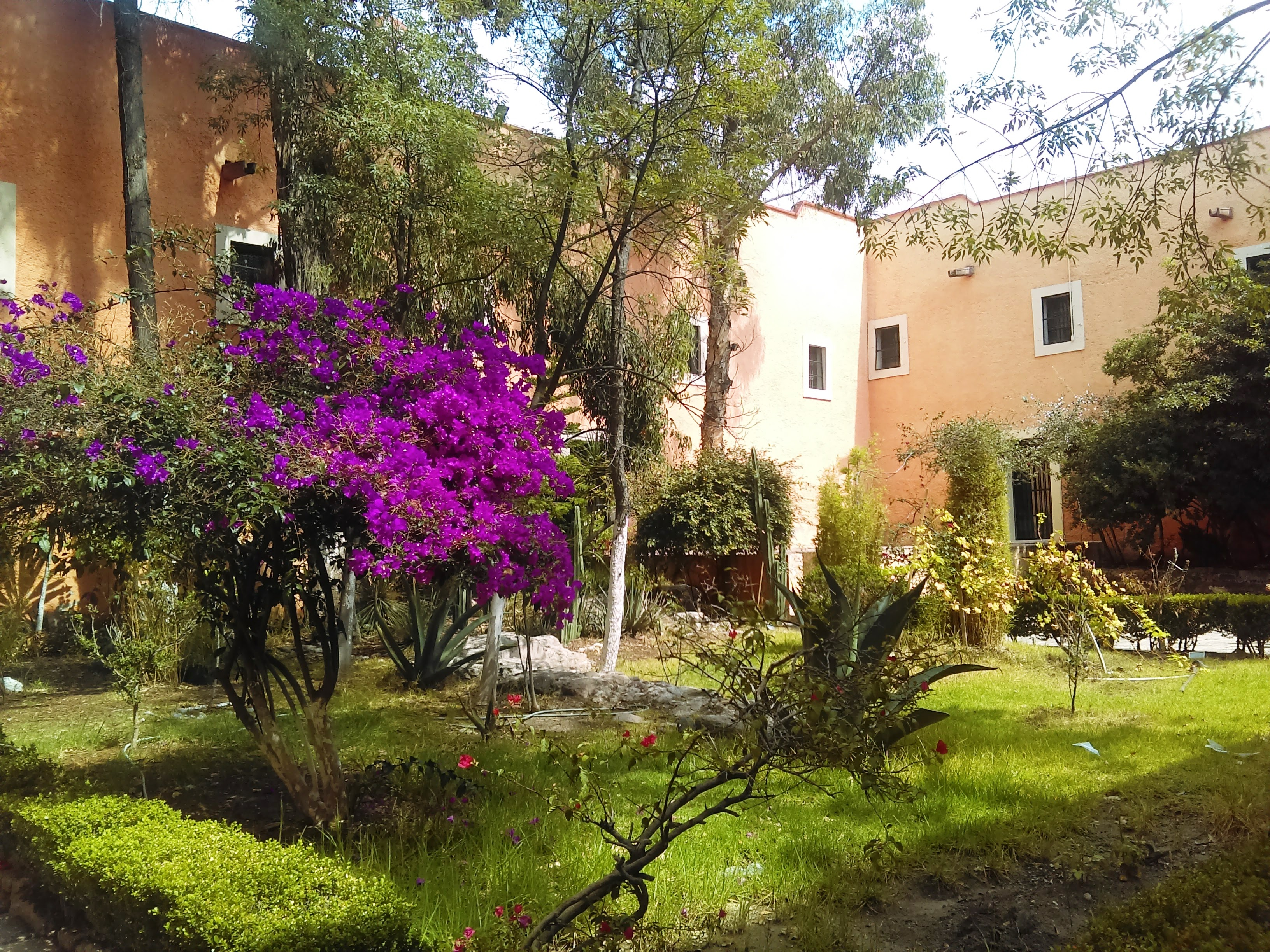
Clausto II (Centro INAH Hidalgo).
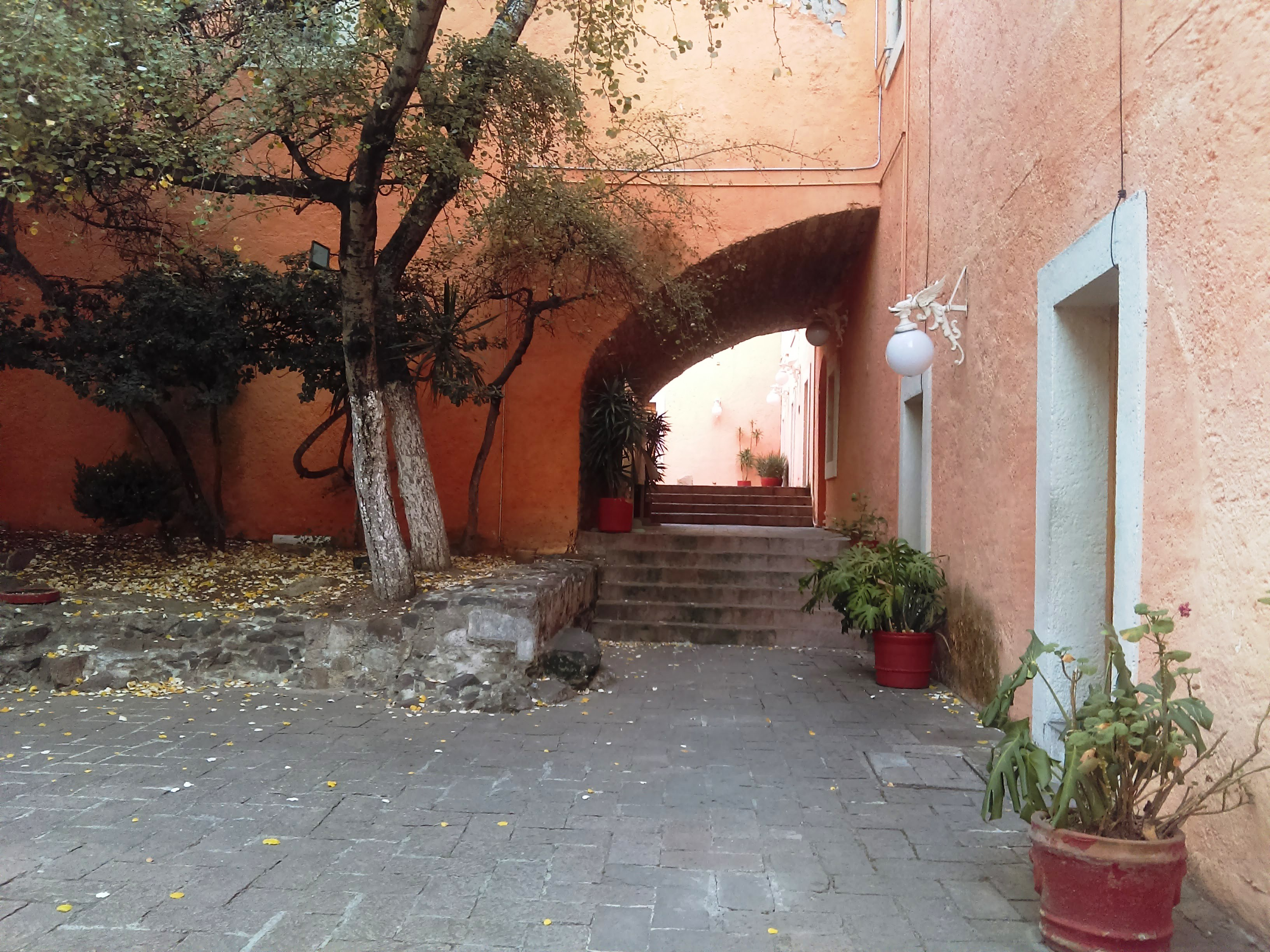
Clausto II (Centro INAH Hidalgo).
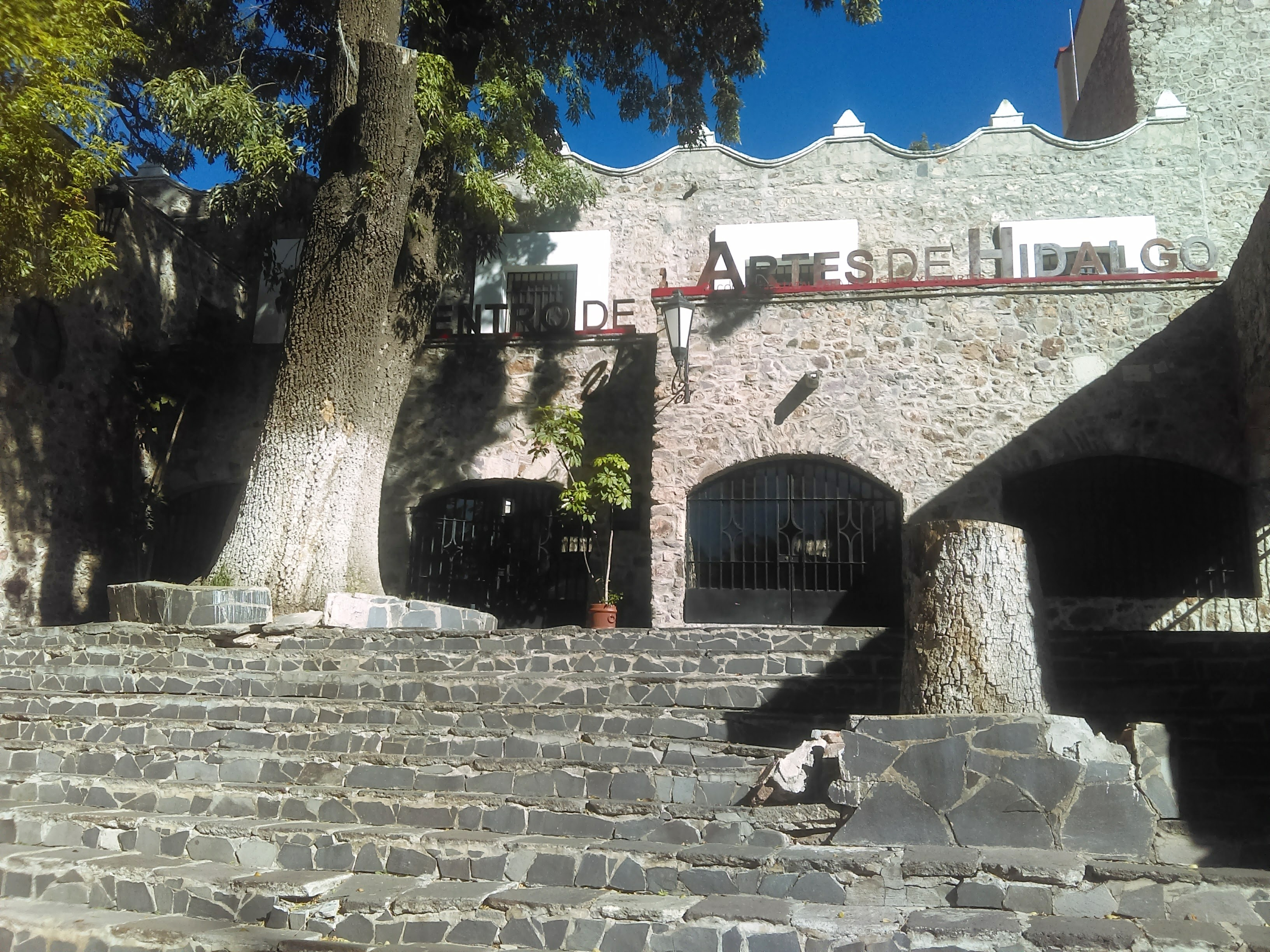
Fachada del Centro de las Artes de Hidalgo.

### Atrio y jardines

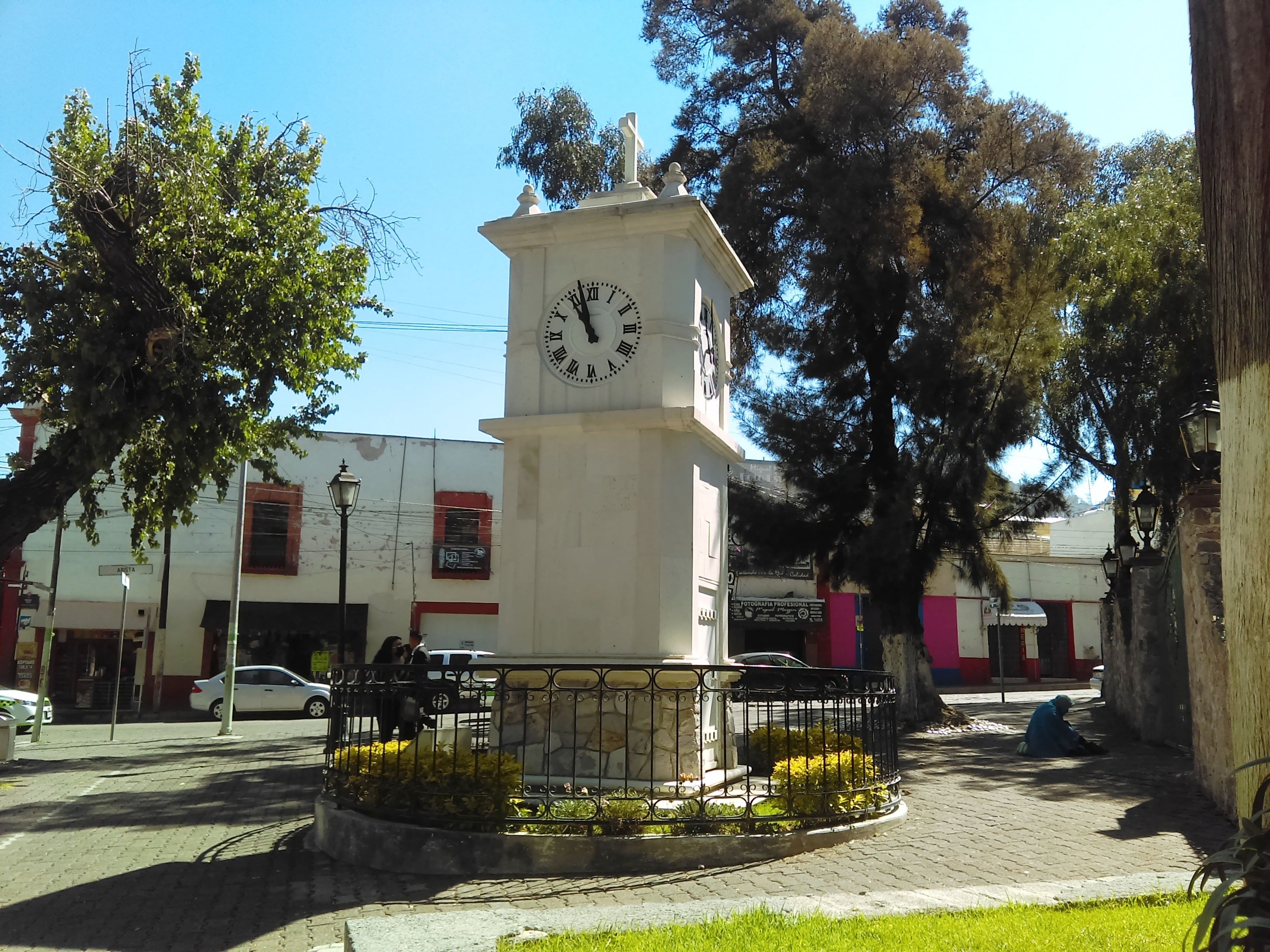
Reloj Atrial en el Jardín Cólon

A la entrada de la iglesia de San Francisco, se encuentra un pequeño atrio, donde se encuentran dos monumentos dedicados a San Francisco y a San Juan Diego. Está precedido por una escalinata con escalones de cantera, limitada lateralmente por dos muretes a la altura de apoyo. A la izquierda se encuentra el Jardín Colón, al cual en 1918 se le dio el nombre que ostenta, según lo indica una placa metálica fija en el ángulo suroeste. Este jardín se extiende cruzando la calle Hidalgo, y hasta la parte delantera del Cuartel del Arte. 
En este jardín se encuentra un pequeño reloj de torre construido de cantera blanca. Inaugurado el 4 de octubre de 2014; se construyó en semejanza del antiguo reloj que existió 1701 y 1801. En octubre de 2019, la Secretaría de Desarrollo Económico de Pachuca (Sedeco) le dio mantenimiento, y lo musicalizó. Este reproduce a las 12:00 p. m. El Hidalguense, a las 3:00 p. m. El son de la negra, a las 6:00 p. m. el Himno Nacional Mexicano, y a las 9:00 p. m. el Cielito Lindo.
La plaza Aniceto Ortega nombrada en honor a Aniceto Ortega de Villar, médico, músico y compositor, se encuentra a un lado del exconvento y se encuentra rodeado por el Cuartel del Arte, el Centro INAH Hidalgo y el Museo Nacional de la Fotografía; es una gran espacio adoquinado, con un pequeño escenario que se utiliza en la Feria Tradicional San Francisco. La plaza Bartolomé de Medina construida en 1957, sta plaza es nombrada así en honor a Bartolomé de Medina. Se localiza enfrente del Centro de las Artes de Hidalgo y el Centro INAH Hidalgo; en el centro de este jardín se encuentra una fuente floral.

Convento de San Francisco.
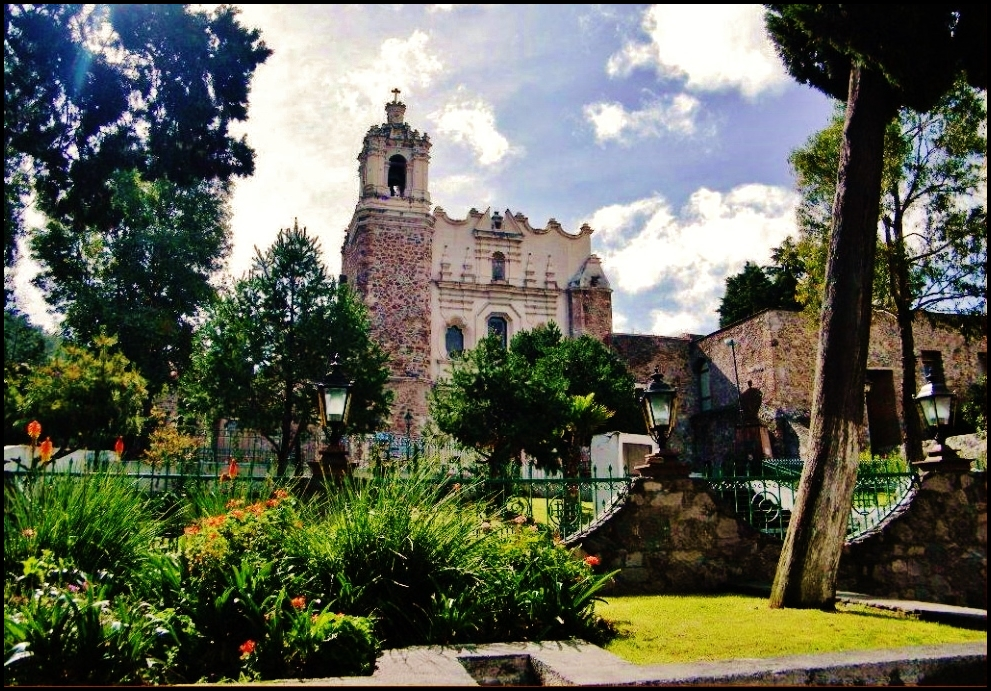
Jardín Cólon.
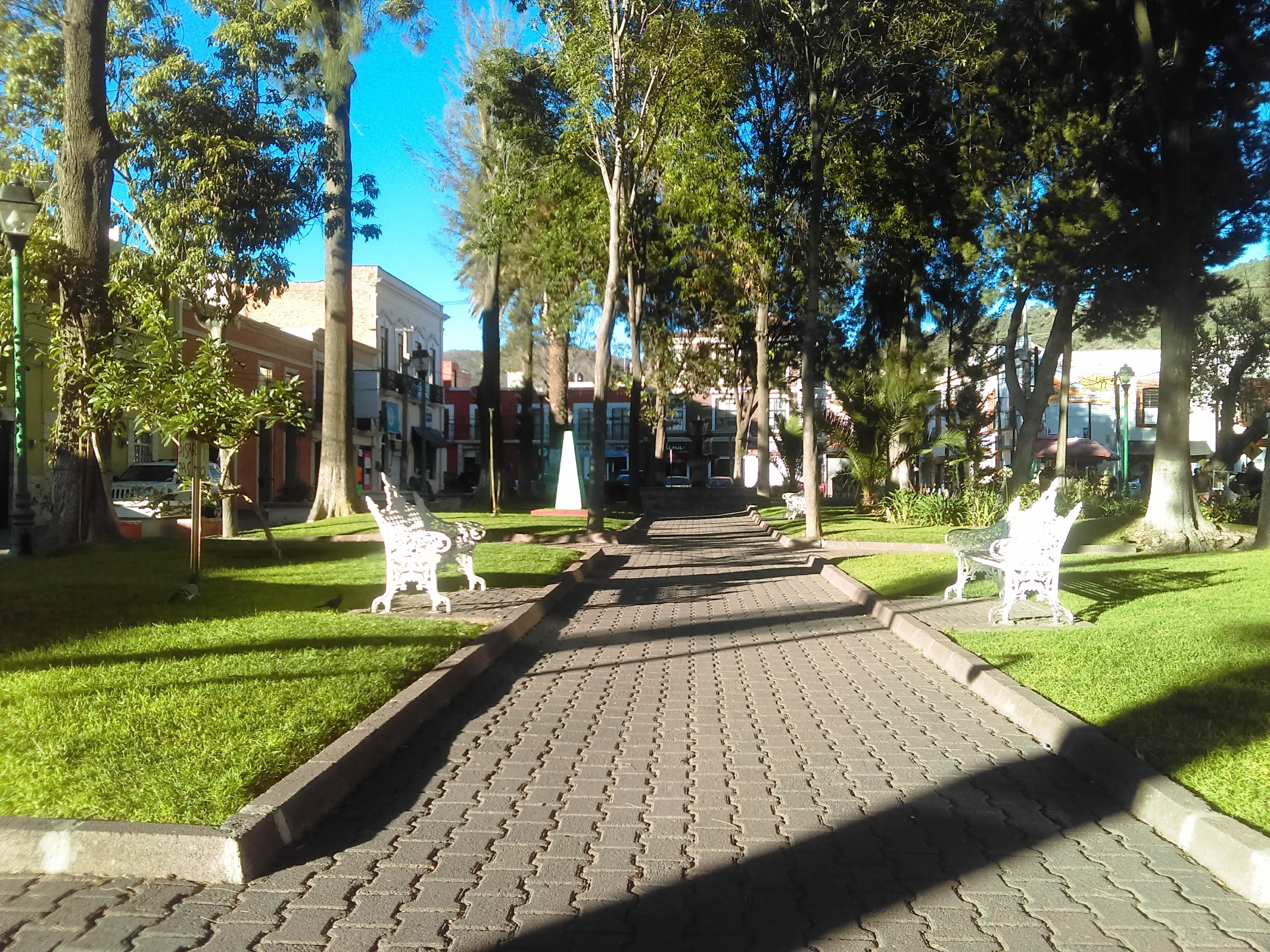
Jardín Cólon.
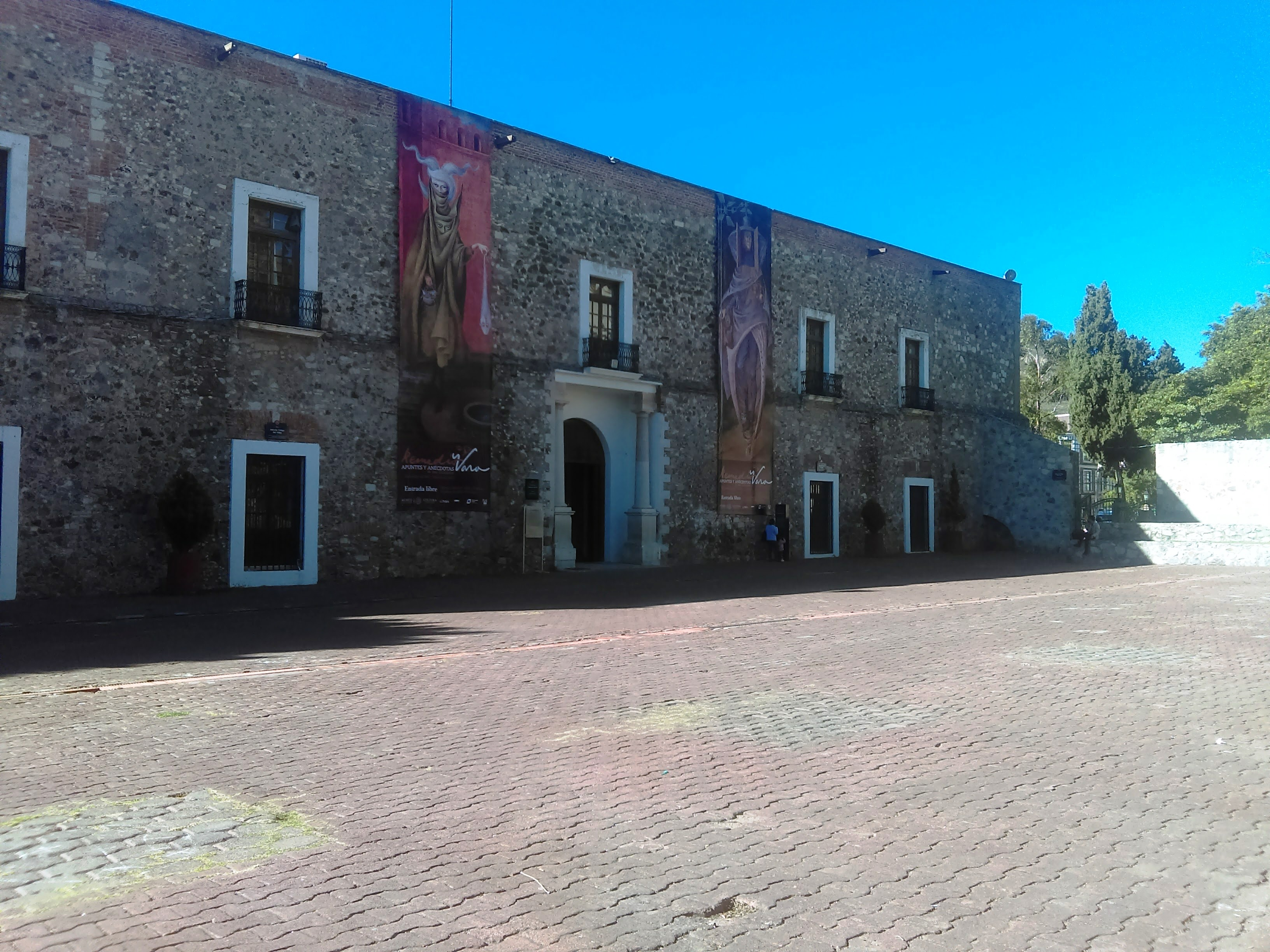
Plaza Aniceto Ortega.
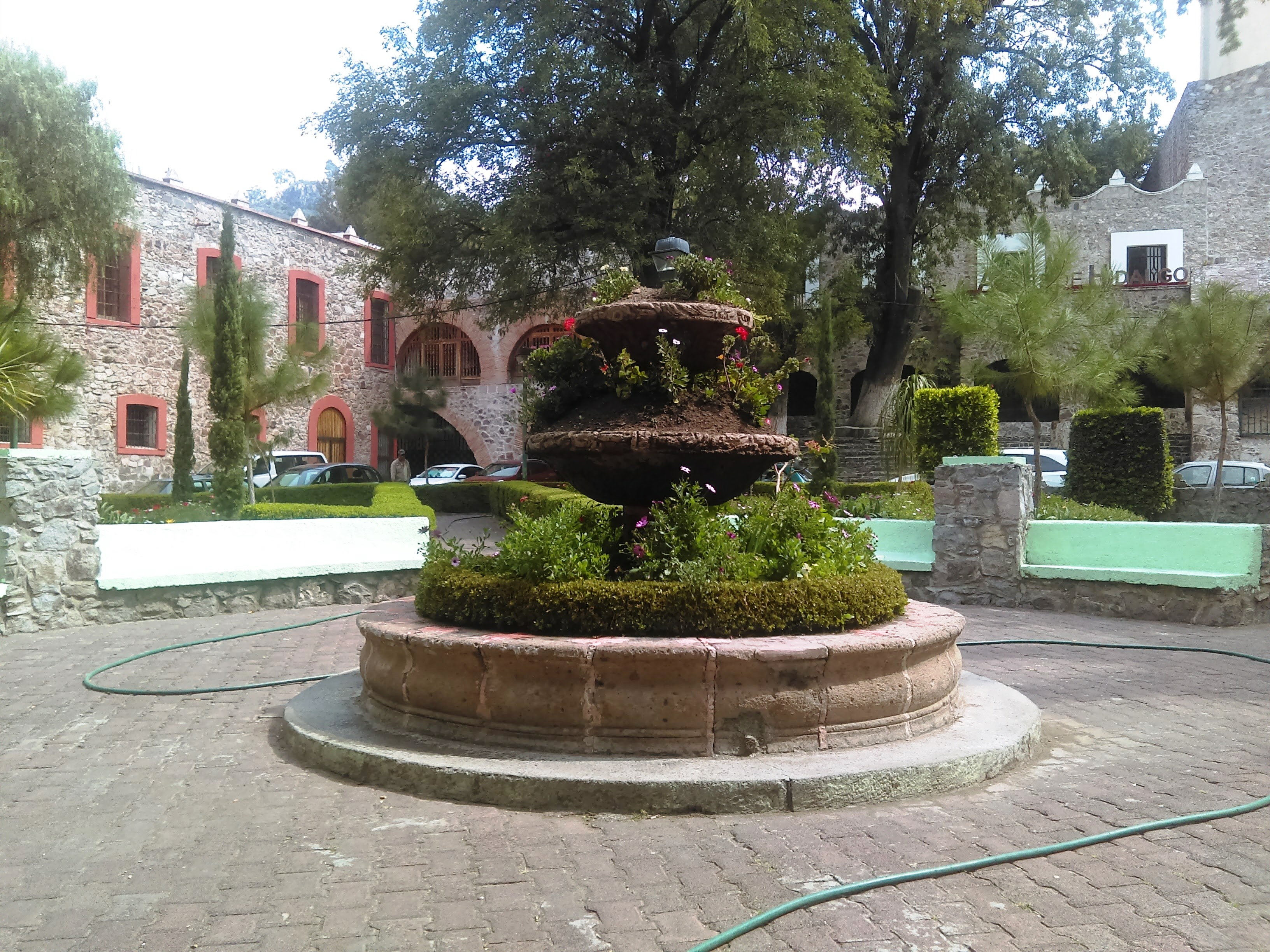
Plaza Bartolomé de Medina.
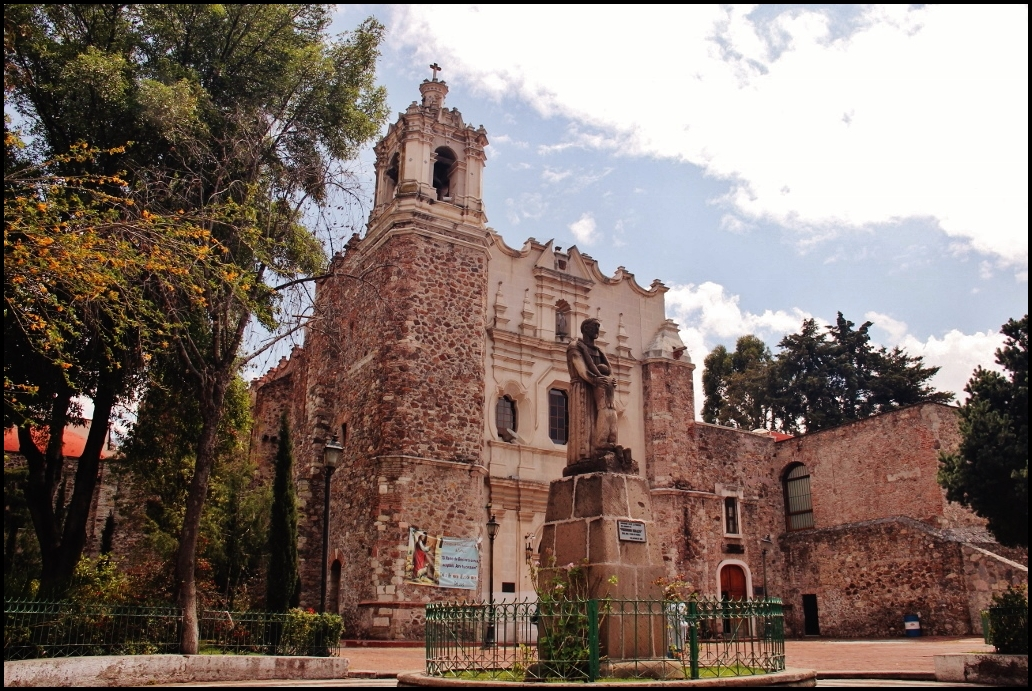
Atrio de la Iglesia de San Francisco.
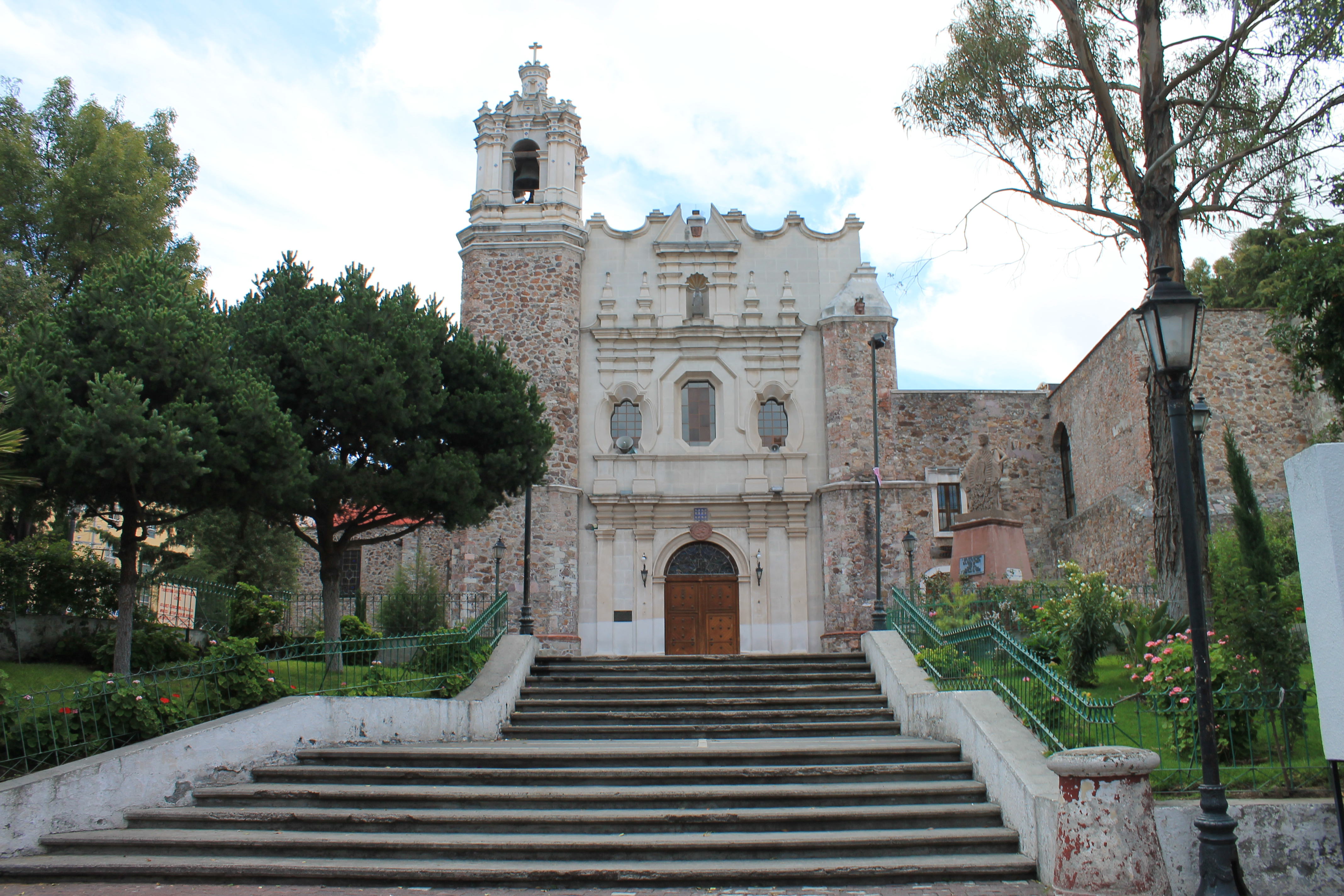
Atrio de la Iglesia de San Francisco.

## Escultura

### Altares de la iglesia de San Francisco

##### Altares del lado de la epístola
El lado de la epístola se encuentra de cara al altar mayor, en el lado derecho; primero se encuentra una escultura de la Santísima Trinidad, con un resplandor divino en la parte trasera, Cristo con una cruz y flanqueada por angelitos en una nube, rodeado por un marco dorado. Pasando al área del coro, se encuentra un nicho grande con arco dorado donde se encuentra la escultura de San Antonio de Padua, cargando al Niño Jesús y con un lirio en la mano izquierda.
El primer altar del lado derecho tiene dos columnas en pares flanqueando un nicho central cuadrado en donde está una escultura de la Virgen del Carmen, cargando al Niño Dios con el brazo izquierdo y con escapularios en la mano derecha. Este altar tiene columnas lisas con capiteles de estilo estilo jónico, rematado por dos frontones laterales cerrados y semicirculares; en el intercolumnio central superior un gran resplandor divino metálico sobresaliendo en paño y en altura. El marco del nicho central reposa sobre unas ménsulas y contiene grutescos dorados; en los intercolumnios laterales, hay elementos verticales que reposan sobre ménsulas.
En el segundo altar en el nicho central se encuentra una escultura de la Virgen de la Medalla Milagrosa, ente nicho se encuentra rodeado por un par de columnas lisas con capiteles de estilo corintio; el friso contiene medallones pequeños; rematado por un frontones circular en el que sobresale otro resplandor divino. En el intercolumnio central el la parte inferior se encuentra un pequeño nicho, con dos pilastras rematadas por un mini frontón circular; en este se encenta una escultura de San Chárbel Makhlouf, la escultura sobresale el nicho ya que es un poco más grande. Al lado de las columnas hay elementos verticales con relieve en forma de follaje en dorado. Sobre las ménsulas se han colocado, dos esculturas, a la derecha San Pedro y a la izquierda San Juan Nepomuceno. Junto a este altar, se encuentra un nicho una escultura de la Virgen de San Juan de los Lagos con un marco cuadrado.

##### Brazo derecho del transepto

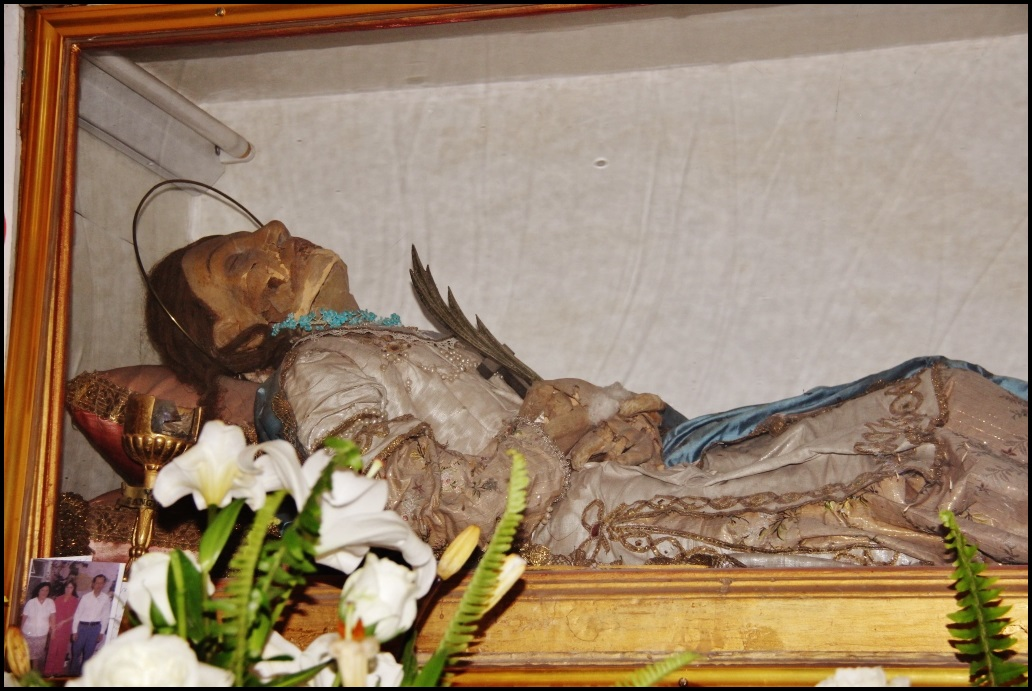
Corposanto del segundo altar.

En el crucero en el transepto del lado derecho se encuentran tres altares. En el primero del lado poniente dedicado a la Virgen del Rosario, la escultura está en medio de un par de pilastras con ménsulas invertidas a manera de capiteles, sosteniendo un arquitrabe sin friso, solo con cornisas, que sostienen un frontón curvo.  En la parte superior hay un anagrama con follaje y en medio un símbolo de la Virgen María con la letra M.
En el segundo altar en el nicho central se encuentra una escultura de San José y el Niño Dios, ente nicho se encuentra rodeado pora dos columnas lisas con capiteles de estilo corintio; el friso se encuentra decorado; rematado por un frontones circular, en el que sobresale un gran medallón donde se encuentra una pintura, donde se representa el martirio de Santa Colomba de Sens. 
En la parte central inferior, se encuentra un cuerpo incorrupto. Se trata de un corposanto; un cuerpo que fue extraído de las catacumbas de Roma, que recibieron nombres ficticios y fueron enviados a distintos lugares como reliquias de santos entre los siglos xvx y xix. Aunque de acuerdo a la tradición local, se trata de Santa Colomba de Sens, y de acuerdo a la historia fue donado por Micaela Romero de Terreros Trebusto y Dávalos II, marquesa de San Francisco, hija de Pedro Romero de Terreros, I Conde de Regla.
El tercer altar del lado oriente, está dedicado a la Virgen de Guadalupe, contiene dos pilastras estriadas que con ménsulas sostienen la arquitrabe, en cuyo friso dice “Non fecit taliter omni nationi” que quiere decir “Nunca lo había hecho con ninguna nación”, frase pronunciada por el Papa Benedicto XIV en 1754 al declararla “Patrona de América”. En la parte superior se encuentra un frontón curvo, arriba del frontón se decora con una especie de candelabro o antorchero con fuego simbólico.

##### Altares del lado del evangelio
El lado del evangelio se encuentra de cara al altar mayor, en el lado izquierdo; primero abajo del área del coro se localiza un Cristo crucificado, flanqueado por dos arbotantes y con un marco con arco. El primer altar tiene dos pares de columnas lisas con capiteles de estilo estilo jónico, rematadas por dos frontones circulares que reposan sobre entablamentos clásicos con su friso decorado por festones dorados. En medio de estos, un gran resplandor devino metálico sobresaliendo en paño y en altura que contiene en medio una representación del Ojo de la providencia. En el intercolumnio central hay dos pilastras flanqueando al nicho cuadrado; el marco del nicho reposa sobre unas ménsulas y contiene grutescos dorados; en este nicho se encuentra una escultura de San Nicolás de Bari. En los intercolumnios laterales hay  pilastras rectangulares verticales que reposan sobre ménsulas.
En el segundo altar altar un par de columnas lisas con capiteles de estilo estilo corintio; su friso cuenta con medallones pequeños, sus cornisas correspondientes, rematado todo por un frontón circular, en el que sobresale otro resplandor divino; que en el medio tienen medallón con una pintura de San Juan Diego mostrando a Juan de Zumárraga la imagen de la Virgen de Guadalupe. En el intercolumnio central tiene dos pilastras flanqueando al nicho de medio punto, donde se encuentra una escultura de Santa Teresa del Niño Jesús; debajo de hay un pequeño nicho con el Niño Dios, Rey del Mundo. Los intercolumnios laterales cuentan con una pilastra decoradas con relieve en forma de follaje en dorado y con capiteles corintios. En la parte inferior de estas, hay dos esculturas grandes a la izquierda, San Judas Tadeo y a la derecha San Martín de Porres; estas están apoyadas en losa, sostenidas por ménsulas con relieve dorado. Sobre el nicho principal, hay un letrero en latín que dice “Charitas Bonitas” que quiere decir, Caridad y Bondad.

##### Brazo izquierdo del transepto
En el crucero en el transepto del lado derecho se encuentran tres altares. El altar del lado oriente se encuentra un altar compuesto por pilastras, entablamento sencillo y cerrado todo por un pequeño frontón curvo y al final un antorchero que remata todo. En el intercolumnio se encuentra la Virgen del Perpetuo Socorro; debajo está un cuadro del Inmaculado Corazón de María. A la derecha del altar, una escultura del Niño Dios Rey del Mundo, los lados una cenefa de medallones pequeños.
En la parte central está un altar con columnas lisas con capiteles de estilo estilo corintio, con entablamento decorado y un frontón circular. En el intercolumnio el nicho central se encuentra una escultura que representa la Inmaculada Concepción. Debajo se encuentra una escultura del Jesús Misericordioso. Todo el altar se encuentra sumido en un gran hornacina en forma de arco de medio punto con un adorno de medallones ovalados. A la derecha de este altar está una puerta de madera pequeña, siempre cerrada, que comunica con las habitaciones de la casa de la parroquia.
El altar del lado poniente, contiene los mismos elementos que el de la Virgen del Perpetuo Socorro. Este altar tiene como figura central al Cristo Ecce Homo. Arriba del nicho, está un medallón con un Cedro del Líbano. En la parte baja se encuentra un ataúd de madera y cristal representando al Cristo Yacente.

##### Altares del presbiterio

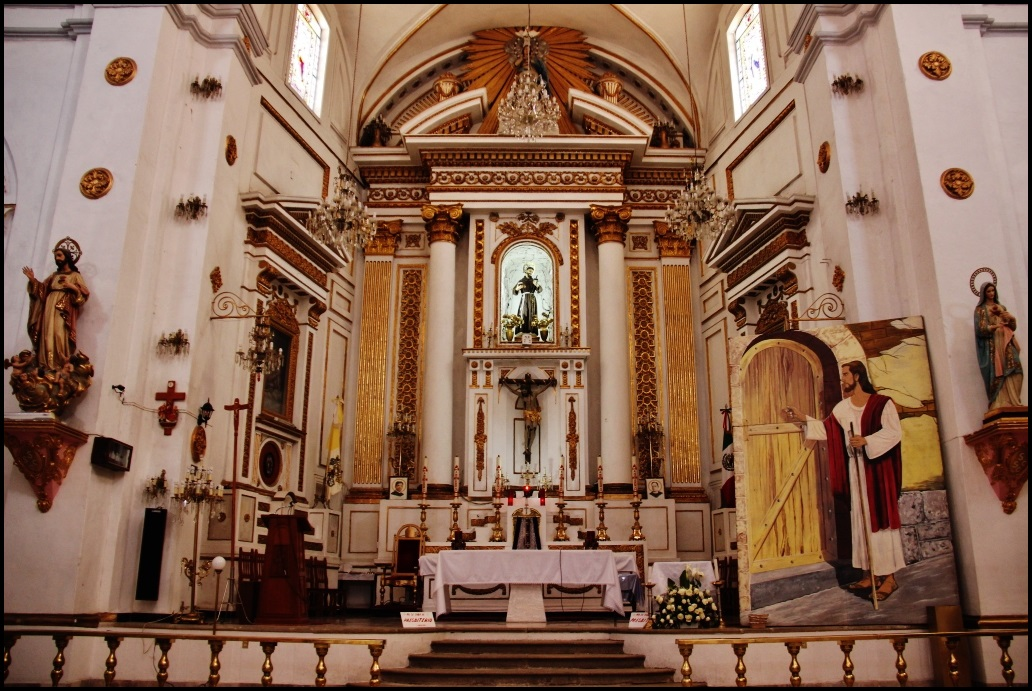
Altar Mayor.

El Altar Mayor consta en un primer plano con dos columnas lisas con capiteles de estilo estilo corintio que sostienen el entablamento con arquitrabe, friso y cornisa; estos tres elementos van de muro a muro. En el friso hay decoración de flores, y en la cornisa dentellón cuadrado; en las orillas, destacan pilastras estriadas también con capiteles corintios. Todo este pórtico asentado sobre plintos, estas bases tienen al menos dos metros de alto.
Los intercolumnios laterales están adornados con relieves dorados; en el intercolumnio central hay dos nichos de medio punto, a los lados hay adornos típicos del neoclásico que los enmarcan y distinguen. Las figuras principales que se encuentran son una escultura de San Francisco en un nicho iluminado y un Cristo crucificado. Todo el Altar Mayor se remata con un frontón curvo que en su tímpano tiene dentículos de cubo como en la cornisa. En la clave del frontón se encuentra una escultura de la Asunción de María posada sobre nubes, con el espíritu santo poniéndole una corona de flores; con un resplandor divino metálico por atrás.
Hay dos altares secundarios laterales, sencillos con pilastras arquitrabe y frontón recto, en vez de capiteles tienen ménsulas, y en medio de estos dos cuadros. En el del lado norte los cuadros de la Virgen María Reina, y en el del lado sur, un cuadro de San Miguel Arcángel. Debajo de ambas figuras, hay medallones con santos. Todos los espacios que quedan entre estos altares laterales y el altar mayor, están atendidos con recuadros cuadrados y rectangulares según se requiere.
Enfrente del Altar Mayor hay otro altar, un diseño modernista a base de rectas y diagonales, pero no se nota por la mantelería; candelabros, floreros y velas votivas, todos simétricos adornan el Altar Mayor; tres candiles iluminan de noche al presbiterio. En las columnas que flanquean al presbiterio, hay dos grandes esculturas, la del Sagrado Corazón de Jesús del lado izquierdo y la del Inmaculado Corazón de María del lado derecho.

### Retablo de la Capilla de Nuestra Señora de la Luz

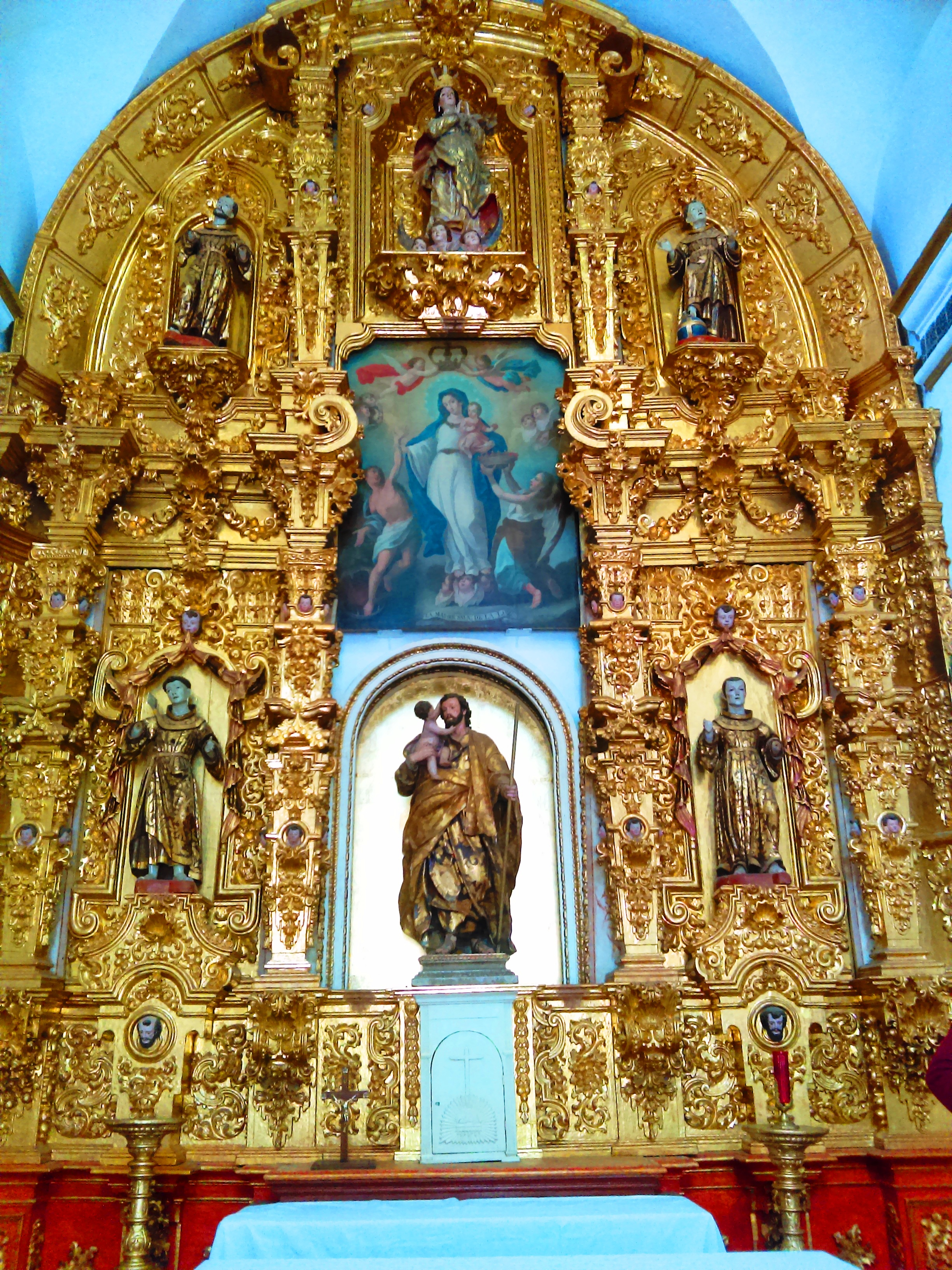
Retablo de la Capilla de Nuestra Señora de la Luz.

En la Capilla de Nuestra Señora de la Luz, el muro del presbiterio esta revestido por un retablo de estilo churrigueresco, del siglo XVIII. Es de madera bañada en oro finamente tallado con altorrelieves y bajorrelieve en forma de medallones y guirnaldas de flores, cubiertas por el dorado que hermosea las filigranas. El basamento se encuentra decorado con guirnaldas de flores, en la base de las dos calles laterales destacan dos esculturas de busto de un santo, y en la calle central se encuentra el relieve de una cruz y del Sagrado Corazón de Jesús. 
En las entrecalles, marcando las separaciones verticales se encuentran pilastras de estípite (deforma troncopiramidal invertida), con el capitel de orden corintio; se encuentran decorados en relieve de caritas de serafines, guirnaldas y flores de diversas formas y matices. Estas pilastras sirven como división vertical; y en las calles se encuentran los nichos con ménsulas ricamente decoradas, donde se encuentran esculturas de santos talladas en madera.
En el primer piso se encuentra San José en la calle central; y en la calle lateral izquierda San Felipe de Jesús y en la calle lateral derecha San Pascual Bailón. El cuerpo que sirve de división horizontal es un entablamento altamente decorado con guirnaldas, en la casa central se encuentra en lugar preferente un lienzo enmarcado de Nuestra Señora de la Luz firmado por López Fecit Angelopoli. En el segundo piso en la calle lateral izquierda se encuentra San Pedro Regalado y en la calle lateral derecha se encuentra San Pedro de Alcántara.
En el ático del retablo se encuentra la Virgen de la Inmaculada Concepción. Entre el Altar Mayor de la iglesia de San Francisco y el Retablo de Capilla de Nuestra Señora de la Luz, hay una ventana de medio punto que los comunica, localizada en el nicho en donde se encuentra San José.

### Lavamanos de la antesacristía

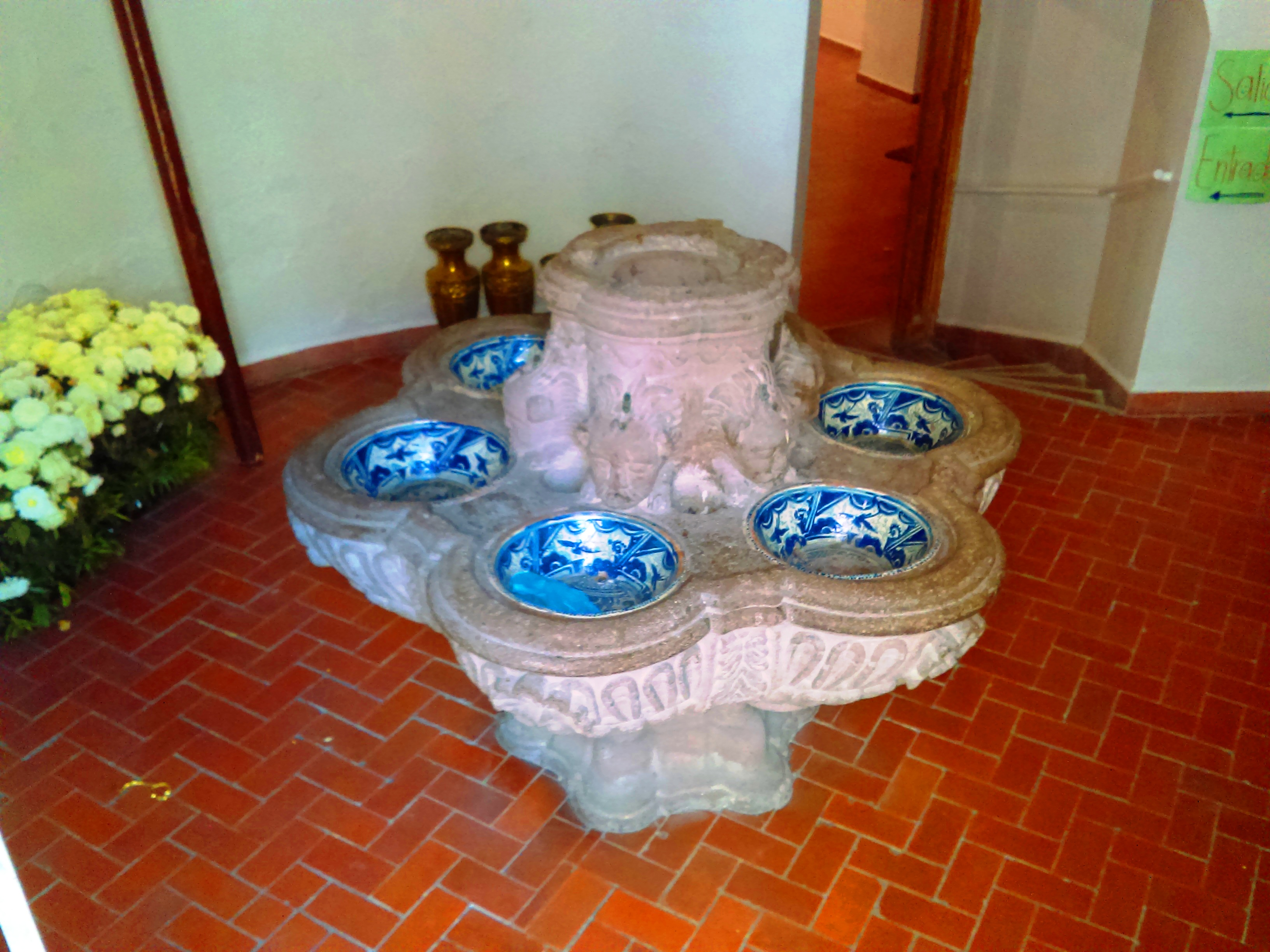
Lavamanos de la antesacristía.

En el centro de la antesacristía se encuentra un lavamanos formado por dos piedras talladas, colocadas una dentro de la otra. La exterior es como las pilas de agua bendita, formada por seis ondulaciones, esculpida con relieve por el exterior y montada en un pedestal de cantería. La interior se adapta en la primera sin rebasar su altura, y tiene un hueco en cada onda en los que se ajustan los aguamaniles de cerámica de Talavera de Puebla y se utilizaban como pequeños lavamanos. Cada uno con sus respectivos vertederos, que servían para que los frailes se lavaran las manos antes de celebrar la Misa. Mide aproximadamente dos metros y medio de diámetro, y un metro sesenta de altura.

### Otras esculturas

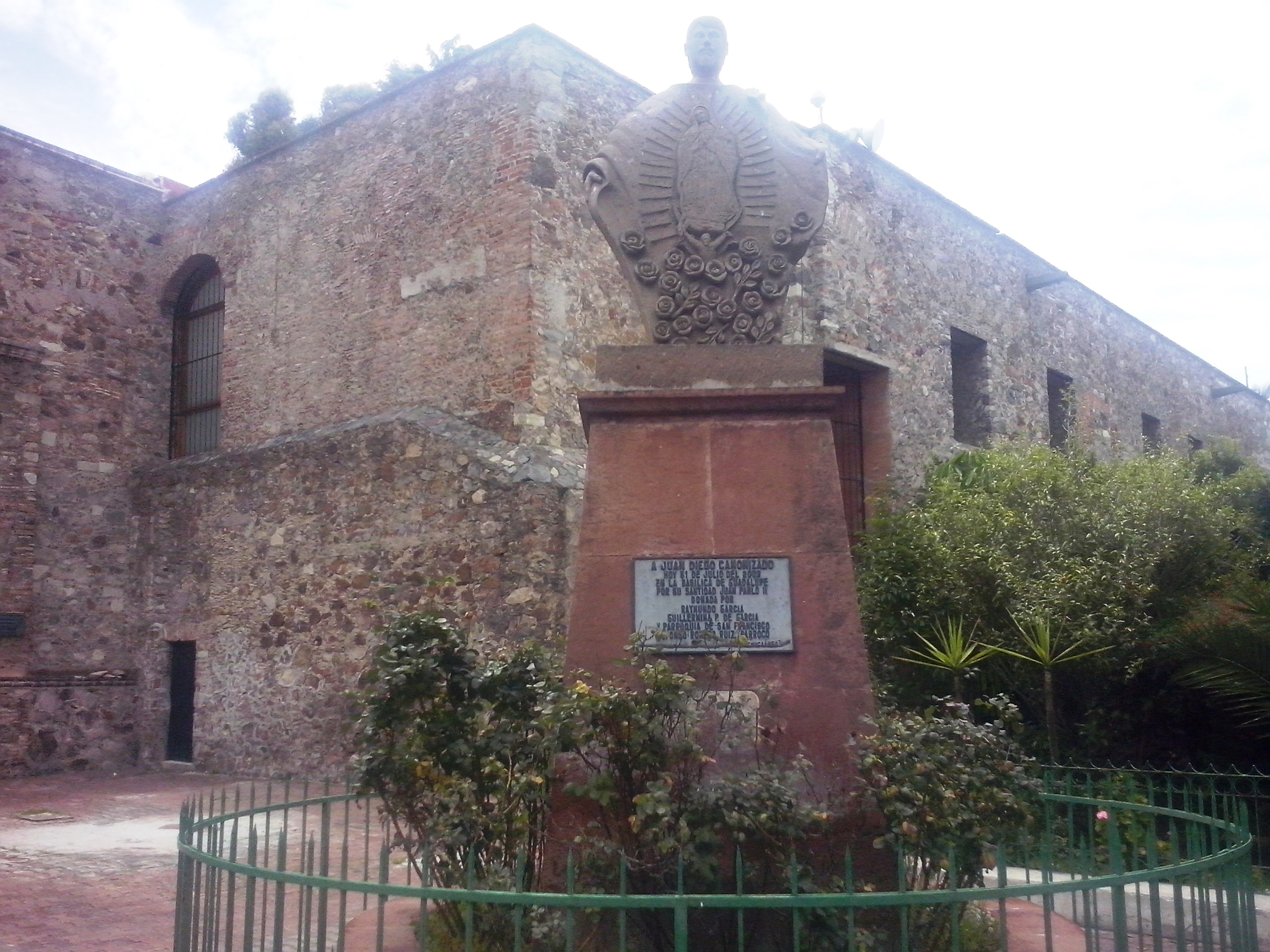
Monumento a San Juan Diego en el atrio de la iglesia de San Francisco

En el atrio de la iglesia de San Francisco se encuentran dos monumentos dedicados a San Francisco y a San Juan Diego. El Monumento a San Francisco, dedicada a San Francisco de Asís, y a la Orden Franciscana. La estatua de Francisco de Asís se encuentra de pie, con un creyente arrodillado frente a él orando y pidiendo clemencia. Esta escultura se encuentra sobre un pedestal de forma trapezoidal y un zócalo curvo; todo el conjunto sobre una jardinera circular, con un barandal de hierro forjado. El monumento cuenta con una placa que dice: "Aniversario 400 de la función del convento de 'Franciscanos Descalzos' en el Real de Minas de Pachuca, 4 de octubre de 1996". 
El Monumento a San Juan Diego, dedicada a Juan Diego Cuauhtlatoatzin, la estatua representa el momento en el que Juan Diego extendiendo su ayate, y mostró a Juan de Zumárraga las flores durante un helado invierno y apareció la imagen de la Virgen de Guadalupe impresa en el ayate. Esta escultura se encuentra sobre un pedestal de forma trapezoidal; todo el conjunto sobre una jardinera circular, con un barandal de hierro forjado. El monumento cuenta con una placa que dice: "A Juan Diego Canonizado, hoy 31 de julio de 2002 en la Basílica de Guadalupe por su Santidad Juan Pablo II; donada por Raymundo García, Guillermina P. de García, y Parroquia de San Francisco, Alfredo Romero Ruiz párroco".
En el centro del claustro IV, que ocupa el Centro de las Artes de Hidalgo se ubica una fuente de piedra; esta se ubicó en este lugar a mediados del siglo XX, anteriormente se encontraba en el atrio del Templo y exconvento de San Andrés Apóstol en Epazoyucan. Esta fuente esta fechada en 1562, se trata de un gran tazón monolítico de piedra volcánica, constaba de un brocal que fue destruido.

## Pintura

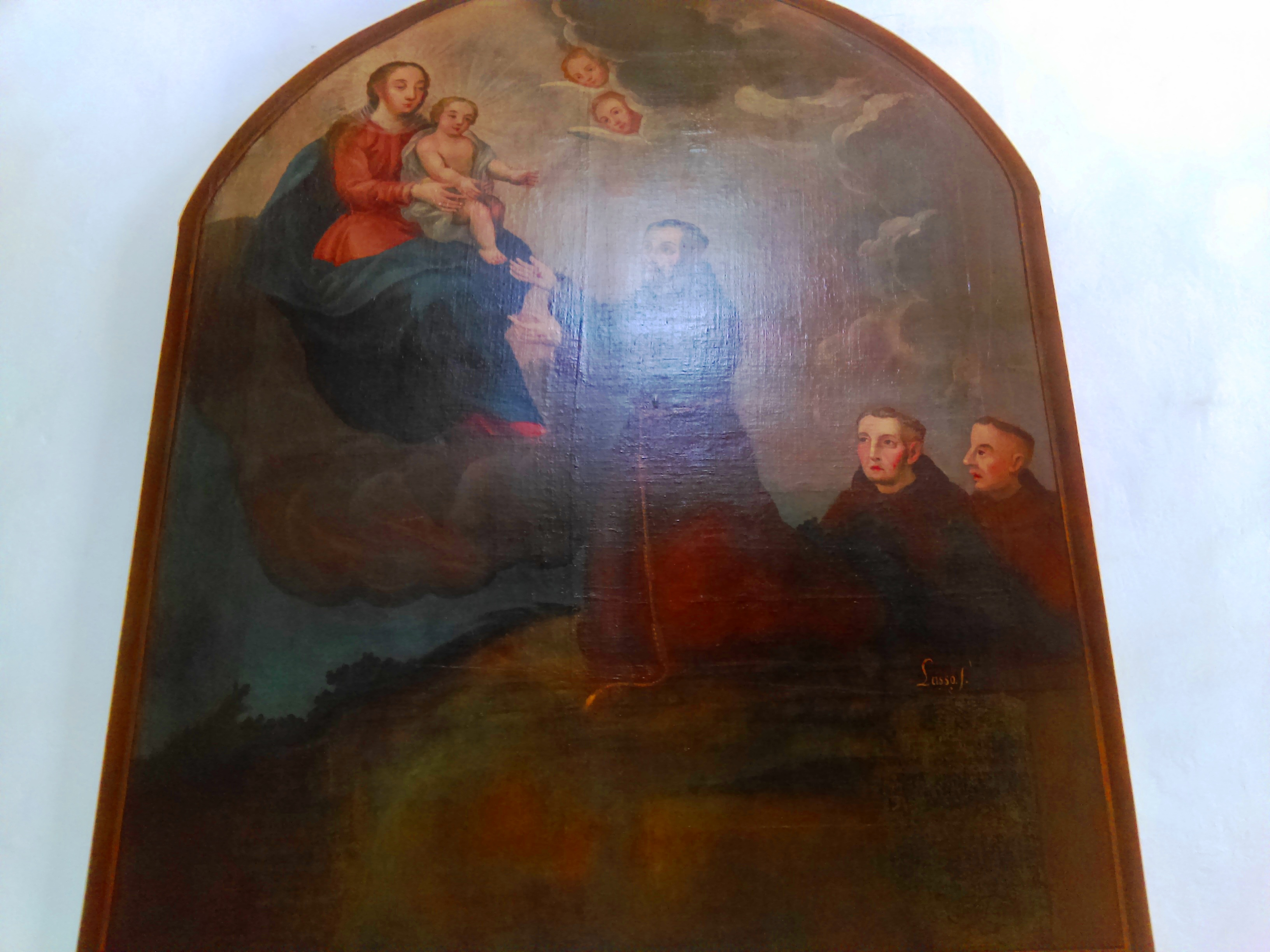
Lienzo San Francisco le muestra los estigmas a la Virgen, en la capilla de Nuestra Señora de la Luz

En la iglesia de San Francisco, se localizan varias pinturas, en el lado derecho entre los dos altares hay un cuadro de la Virgen de los Ángeles; en Altar de la Virgen del Perpetuo Socorro, se encuentra un cuadro del Inmaculado Corazón de María; y en el Altar de la Virgen de Guadalupe, se encuentra un cuadro de Juan Pablo II; y en el presbiterio se encuentran los cuadros de la Virgen María Reina, y de San Miguel Arcángel.
En la Capilla de Nuestra Señora de la Luz se encuentran algunos lienzos: “San Francisco con sus primeros compañeros” y “San Antonio recibe la patente de predicador”. En el muro derecho se encuentra una pintura llamada “San Francisco le muestra los estigmas a la Virgen”; esta obra se encontró en 2015 durante las labores de restauración en la sacristía a manera de parche detrás del lienzo que representa la muerte de San Francisco, pegada únicamente en los bordes laterales de la tela de soporte.

### Murales de la sacristía

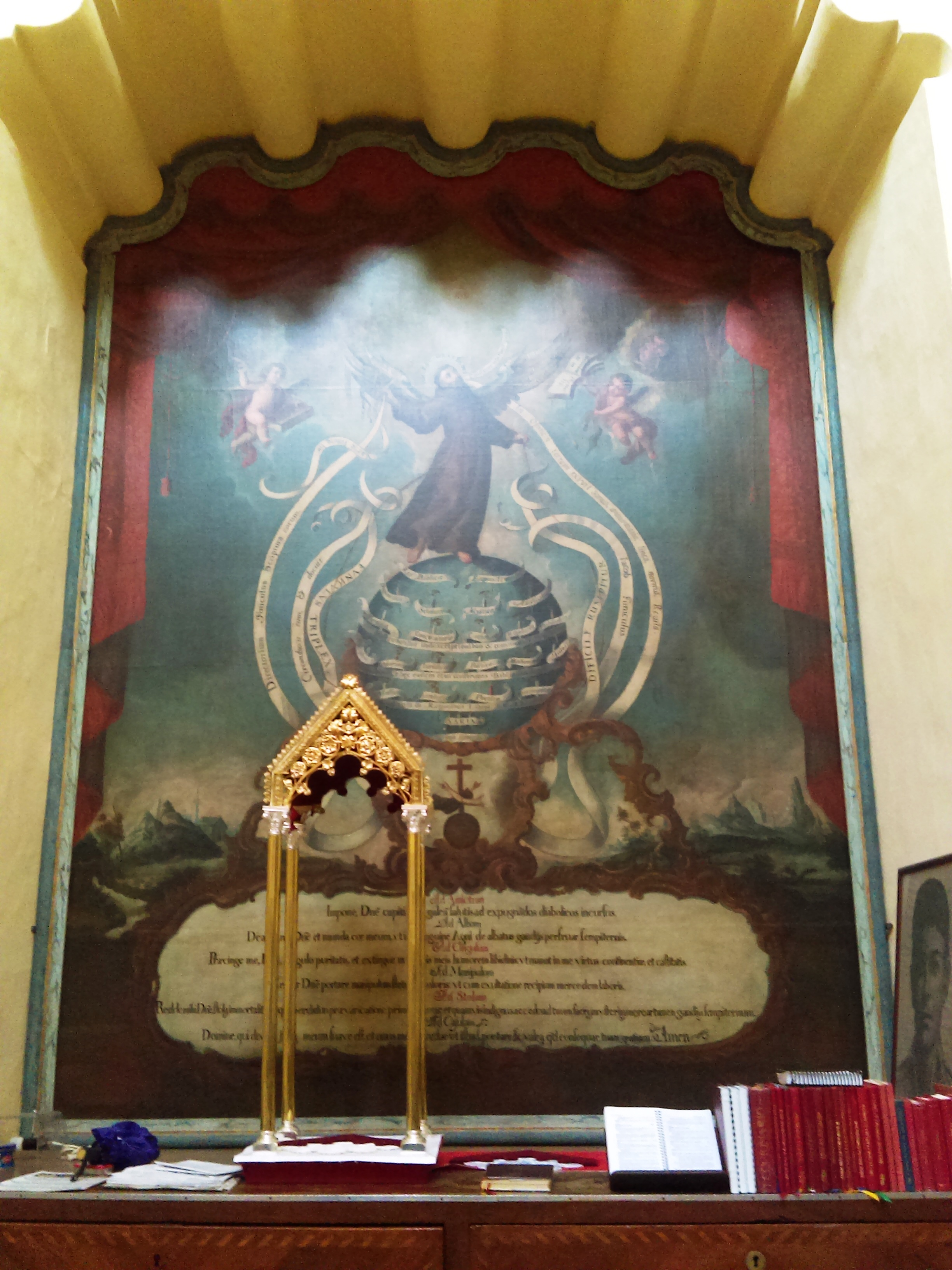
Lienzo “El seráfico San Francisco de Asís” localizado en la sacristía.

En la sacristía se encuentran ocho lienzos, cuatro de ellos representan escenas de la vida de San Francisco de Asís estos son: “La visión del crucifijo en la capilla de San Damián”, “San Francisco se despoja de su vestimenta”, “La muerte de San Francisco” y “El seráfico San Francisco de Asís”. Estos cuatro lienzos se consideran dentro de la iconografía franciscana como los cuatro momentos más importantes en la historia de este santo. Estos son de aproximadamente dos por cuatro metros.
Las otras cuatro obras que representan a los doctores de la iglesia: San Jerónimo, San Ambrosio, San Gregorio y San Agustín. Las pinturas son anónimas y corresponden a finales del siglo XVIII.

### Mural del coro

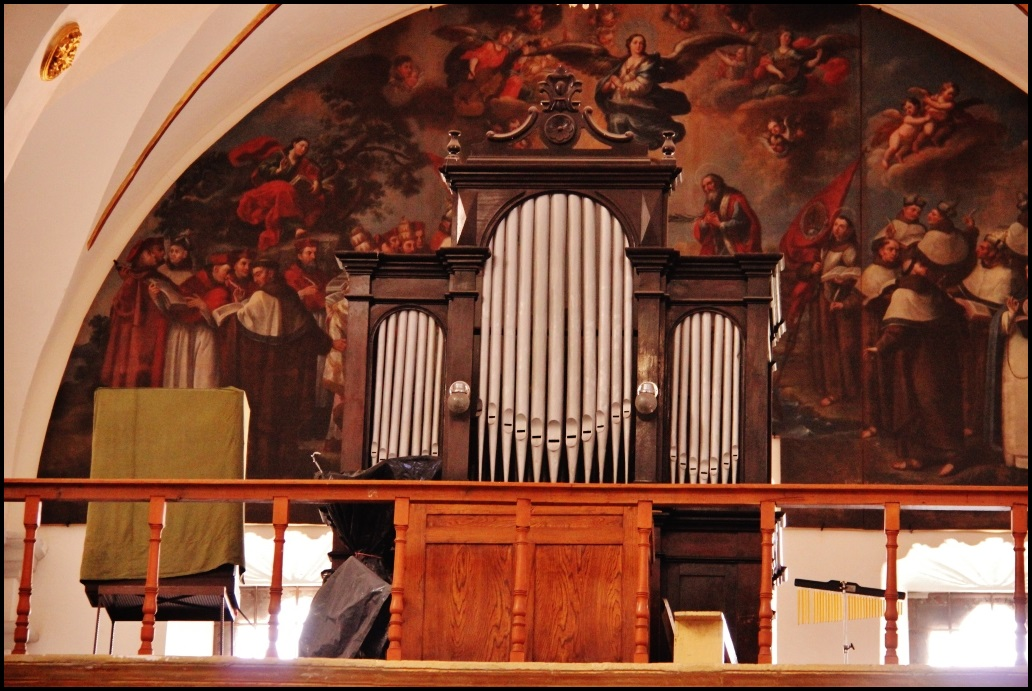
Área del coro en la parte posterior se observa el lienzo “La Inmaculada Apocalíptica”.

En el área del coro de la iglesia de San Francisco se localiza un lienzo firmado y fechado por Francisco Martínez en 1735 en técnica al óleo sobre tela, titulada “La Inmaculada Apocalíptica”. La obra pictórica mide 4.20 m de alto por 9.60 m de ancho, terminado en medio punto; se encuentra montada sobre su estructura que está compuesta por tres módulos y ocupa toda parte baja de la bóveda en su muro de apoyo poniente.
El lienzo “La Inmaculada Apocalíptica” o “La Inmaculada Concepción” representa a la Virgen María con alas de águila que remite al Apocalipsis, posada sobre una flor de la que salen dos guías vegetales que la ligan con Santa Ana y San Joaquín, sus padres. Debajo de ella se encuentra el demonio en forma de dragón de siete cabezas, el cual surge del mar. Junto a la Virgen se pueden observar varios ángeles y querubines.
Asimismo, se percibe a San Juan Evangelista, San Pedro Nolasco, San Juan Capistrano, San Bernardino de Siena, el Papa Alejandro VII y diferentes grupos religiosos vestidos de blanco y capas rojas, algunos con mantos café y capa blanca, entre ellos destacan María de Jesús de Ágreda y Juan Duns Escoto, reconocidos impulsores del Dogma de la Inmaculada Concepción de María.

### Mural de Roberto Cueva del Río
En el vestíbulo del Centro de las Artes de Hidalgo se encuentra una pintura mural de Roberto Cueva del Río; el título de este mural es: “Fundación de Tula, la Colonia, la Independencia, la Revolución y la transformación del Valle del Mezquital”; el mural tiene 200 m² representa una síntesis de la Historia del estado de Hidalgo. En él se incluyen a Bartolomé de Medina, Pedro Romero de Terreros, Julián Villagrán, Pedro María Anaya, Felipe Ángeles, entre otros. Asimismo, el mural constituye una especie de reconocimiento apologético a Quintín Rueda Villagrán, su rostro y el de su esposa están representados; y en una de las partes del mural se destaca lo que se considera como las tres grandes obras más importantes de su sexenio estatal: la creación del Patrimonio Indígena del Valle del Mezquital, la infraestructura urbana de ornato en Pachuca, y la creación del parque industrial de Ciudad Sahagún.

## Dependencias

### Cuartel del Arte

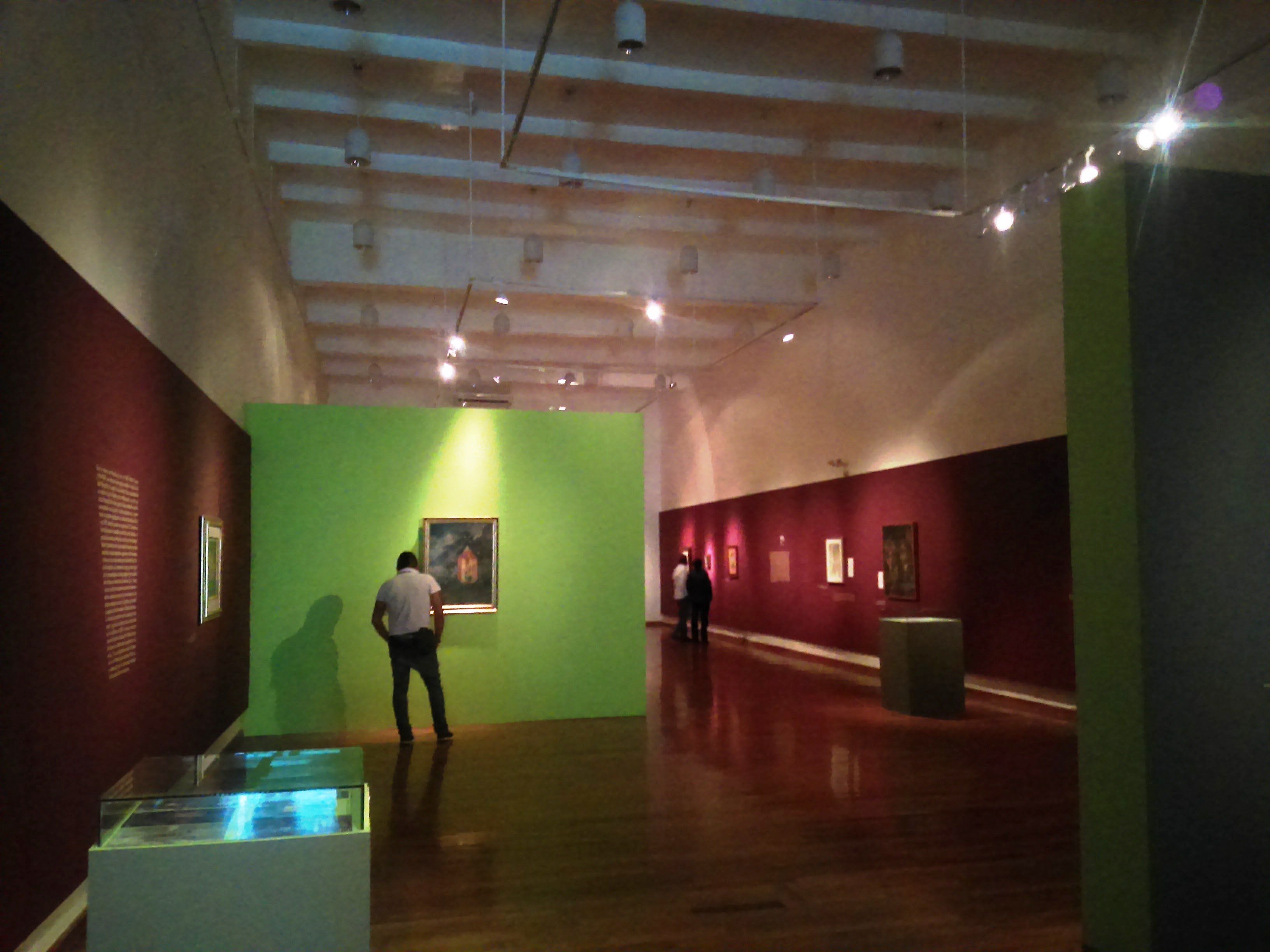
Cuartel del Arte.

El Cuartel del Arte es una galería de arte dedicada a presentar exposiciones sobre pintura y escultura de artistas nacionales e internacionales.  En esta galería de arte se han exhibido obras de José Guadalupe Posada, Diego Rivera, Rufino Tamayo, Remedios Varo, Daniel Lezama, Vicente Rojo Almazán, Manuel Álvarez Bravo, Fernando Botero, y Salvador Dalí.

### Centro de las Artes de Hidalgo

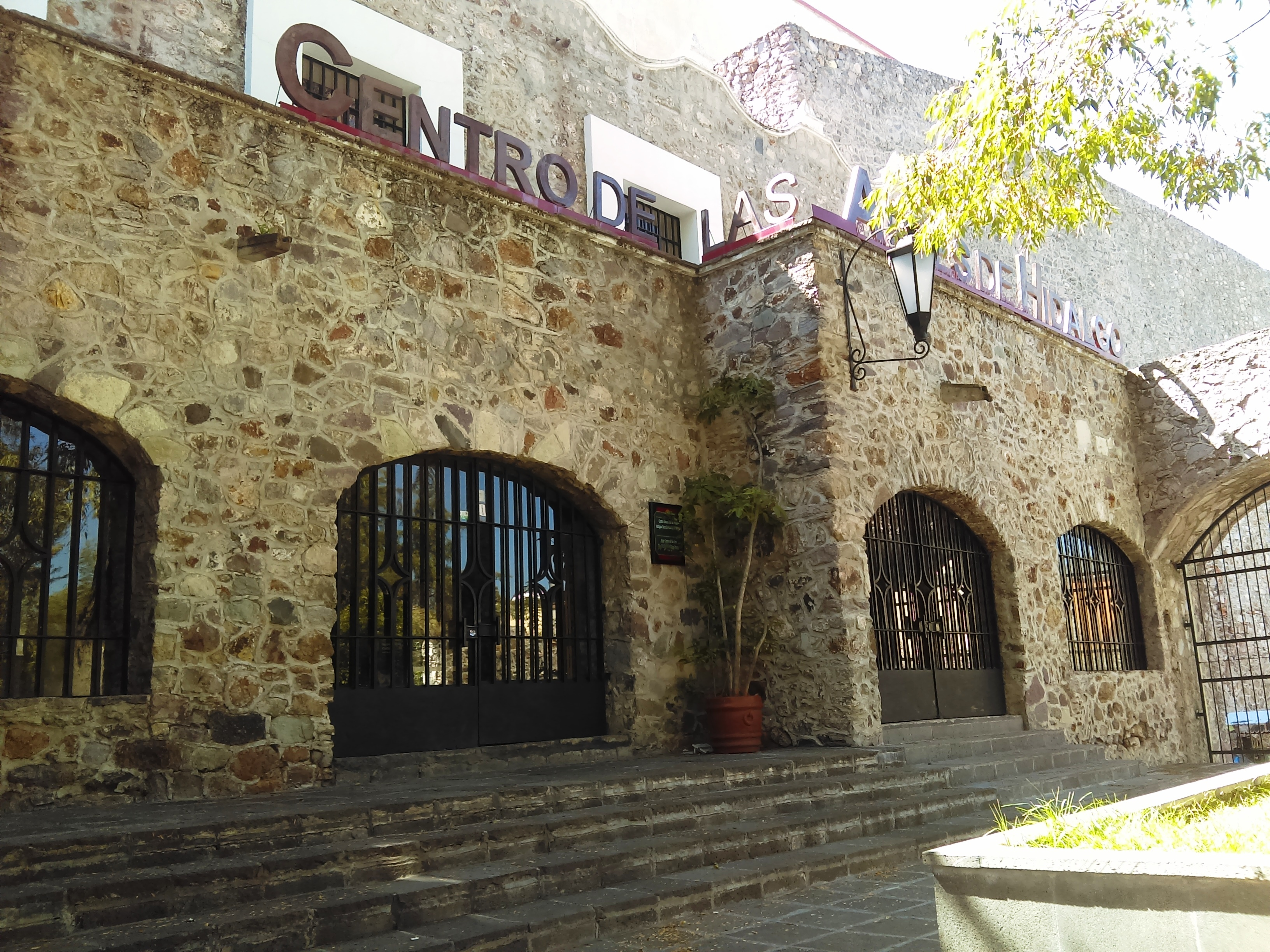
Centro de las Artes de Hidalgo.

El Centro de las Artes de Hidalgo es un complejo de áreas que ofrece instalaciones y espacios funcionales para llevar a cabo en el ámbito artístico. Tiene la misión de promover y estimular la expresión artística en sus diversas manifestaciones, así como la formación de públicos para las artes. La vocación académica y artística del Centro se enfoca hacia las siguientes disciplinas: artes Escénicas (danza, teatro, música), artes visuales (fotografía y gráfica) y literatura.

### Fototeca Nacional y Museo de la Fotografía

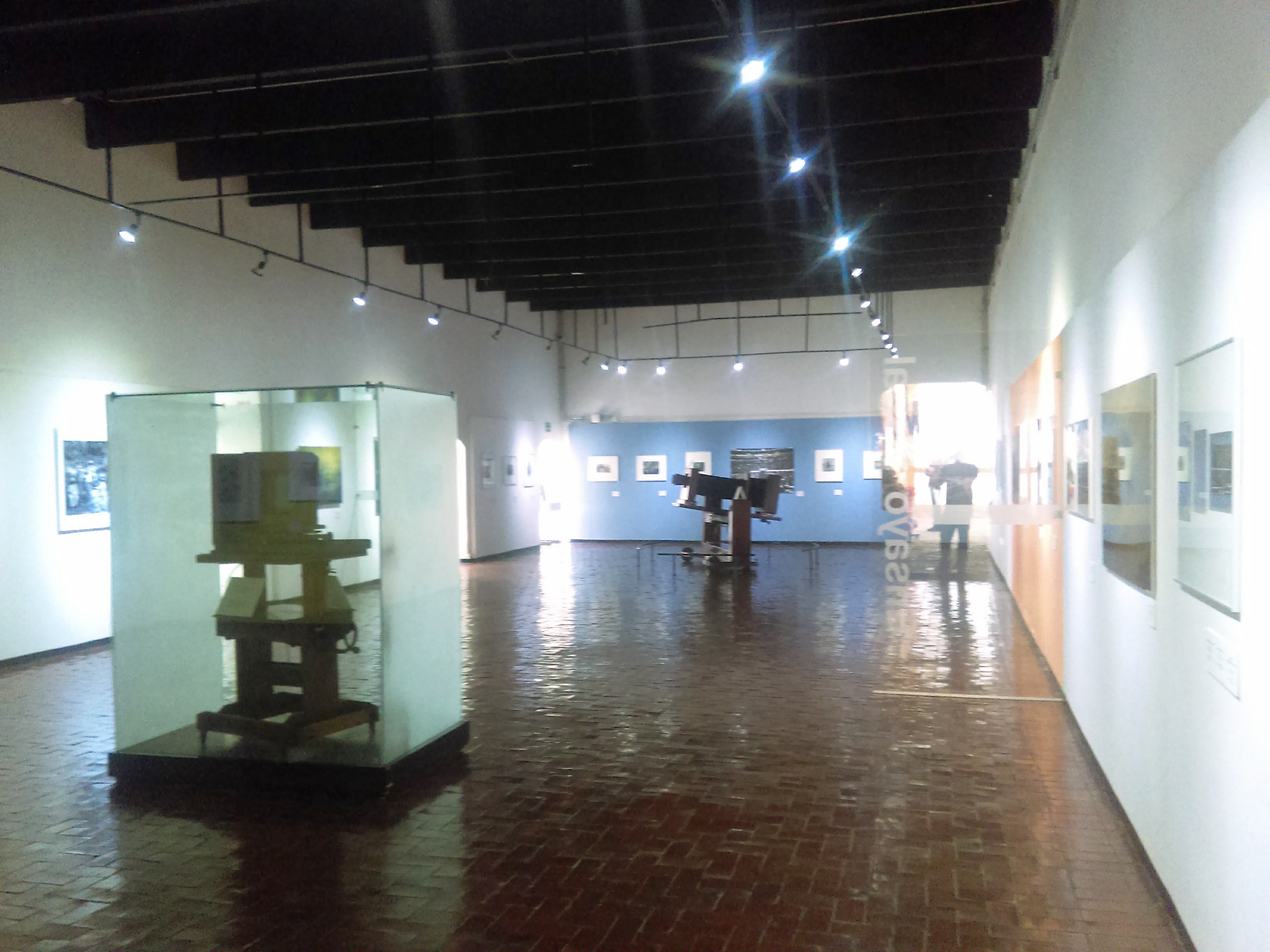
Museo Nacional de la Fotografía.

La Fototeca Nacional es una fototeca dependiente del Instituto Nacional de Antropología e Historia. Constituye el acervo fotográfico más importante del país, resguarda alrededor de 900 000 piezas fotográficas provenientes de diversas adquisiciones y donaciones distribuidas en 46 colecciones; y representan el trabajo de más de mil autores, y cubren un arco temporal que abarca desde 1847 hasta la fecha. El proceso de trabajo que se lleva a cabo en la Fototeca Nacional se distribuye en las siguientes áreas: Archivo, Conservación, Catalogación, Informática, Fotografía, Investigación, y Difusión y Museografía.
El Museo de la Fotografía muestra las imágenes que resguarda la Fototeca Nacional, agrupadas en las secciones: Retrato, Testimonio, Vida cotidiana, Paisaje y Ensayo visual. El recorrido se inicia mostrando la fotografía a partir de la cámara oscura y la estenopéica, los primeros procesos fotográficos de impresión y el retrato. Se encuentran representados principalmente Louis Daguerre, Joseph Nicéphore Niepce, Louis Ducos du Hauron, William Henry Fox Talbot, William H. Jackson, Abel Briquet, Charles B. Waite, Guillermo Kahlo,Juan Antonio Azurmendi, Hugo Brehme, Antonio Reynoso, Manuel Álvarez Bravo y Mariana Yampolsky, entre otros.

### Centro INAH Hidalgo

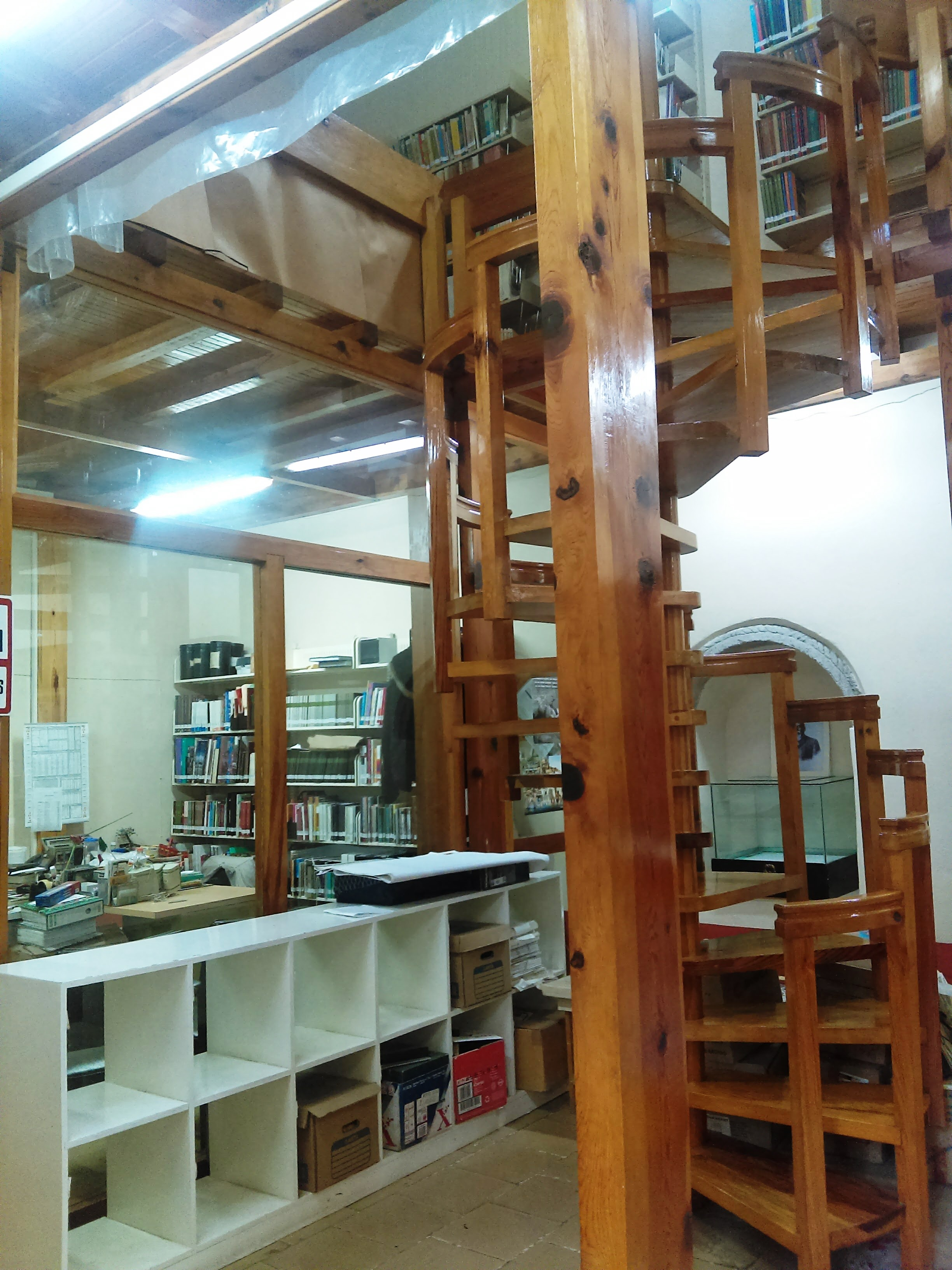
Biblioteca Pública Municipal Antonio Peñafiel.

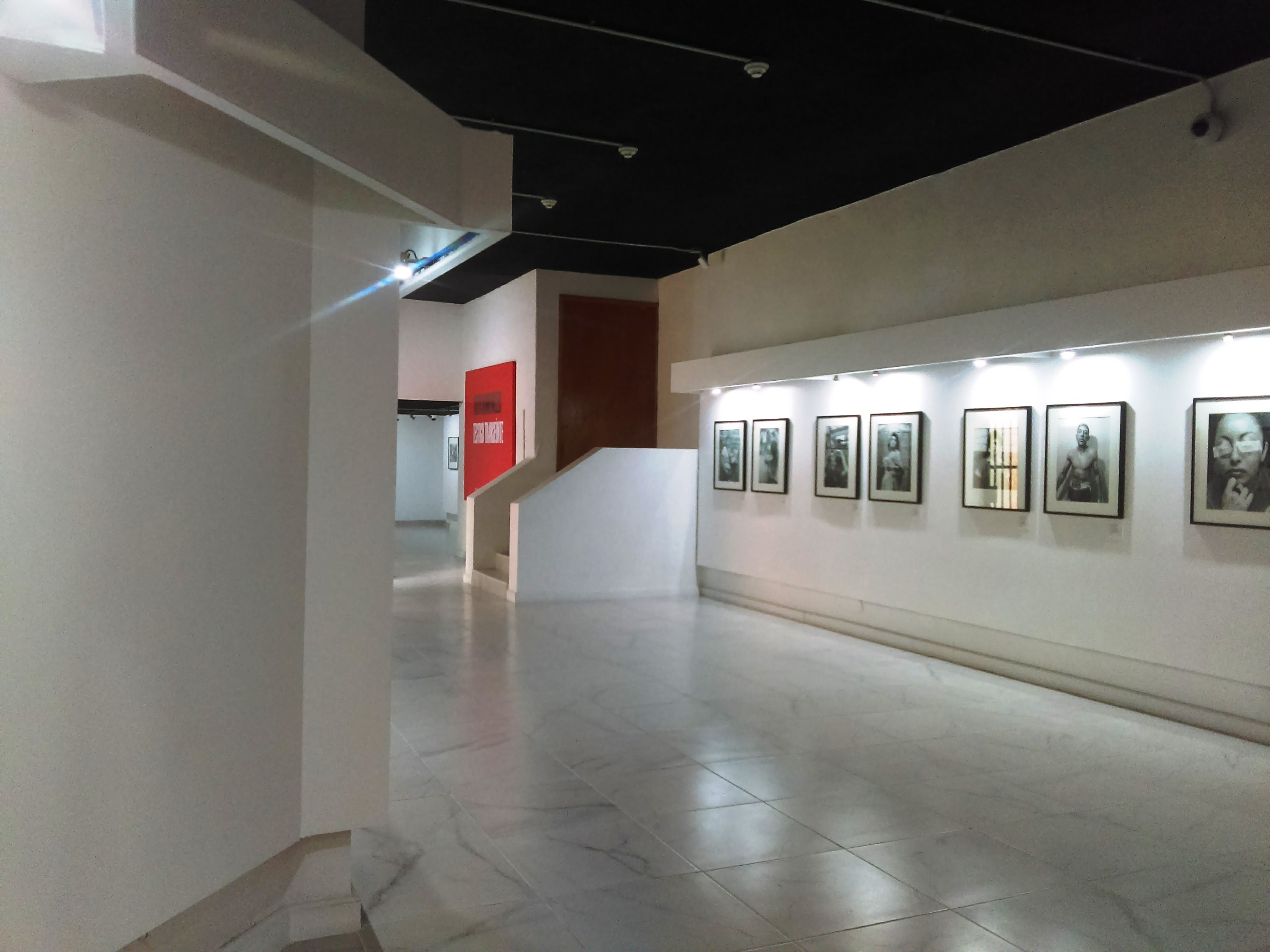
Sala Nacho López.

El  Centro INAH Hidalgo, es la sede regional del Instituto Nacional de Antropología e Historia; y cuyo objetivo es investigar, conservar, difundir y exponer con fines científicos, educativos, estéticos y recreativos los bienes arqueológicos, arquitectónicos, etnográficos, históricos y paleontológicos que forman parte del acervo cultural en el estado de Hidalgo. En el Centro INAH Hidalgo se encuentra el Museo de Sitio de San Francisco, la Biblioteca Antonio Peñafiel, la Sala Nacho López y el Auditorio Salvador Toscano.
La Biblioteca Antonio Peñafiel esta especializada en antropología e historia, tiene como objetivo la conservación, difusión y resguardo de sus acervos, de esta forma se apoya la investigación en materia de antropología, arqueología, historia, restauración, museología, paleontología y áreas afines. La Sala Nacho López es una pequeña sala de exposiciones temporales, donde se exhiben anualmente cuatro muestras de fotografía contemporánea. El Auditorio Salvador Toscano es un pequeño auditorio con un aforo para 126 personas.

### Museo de Sitio San Francisco

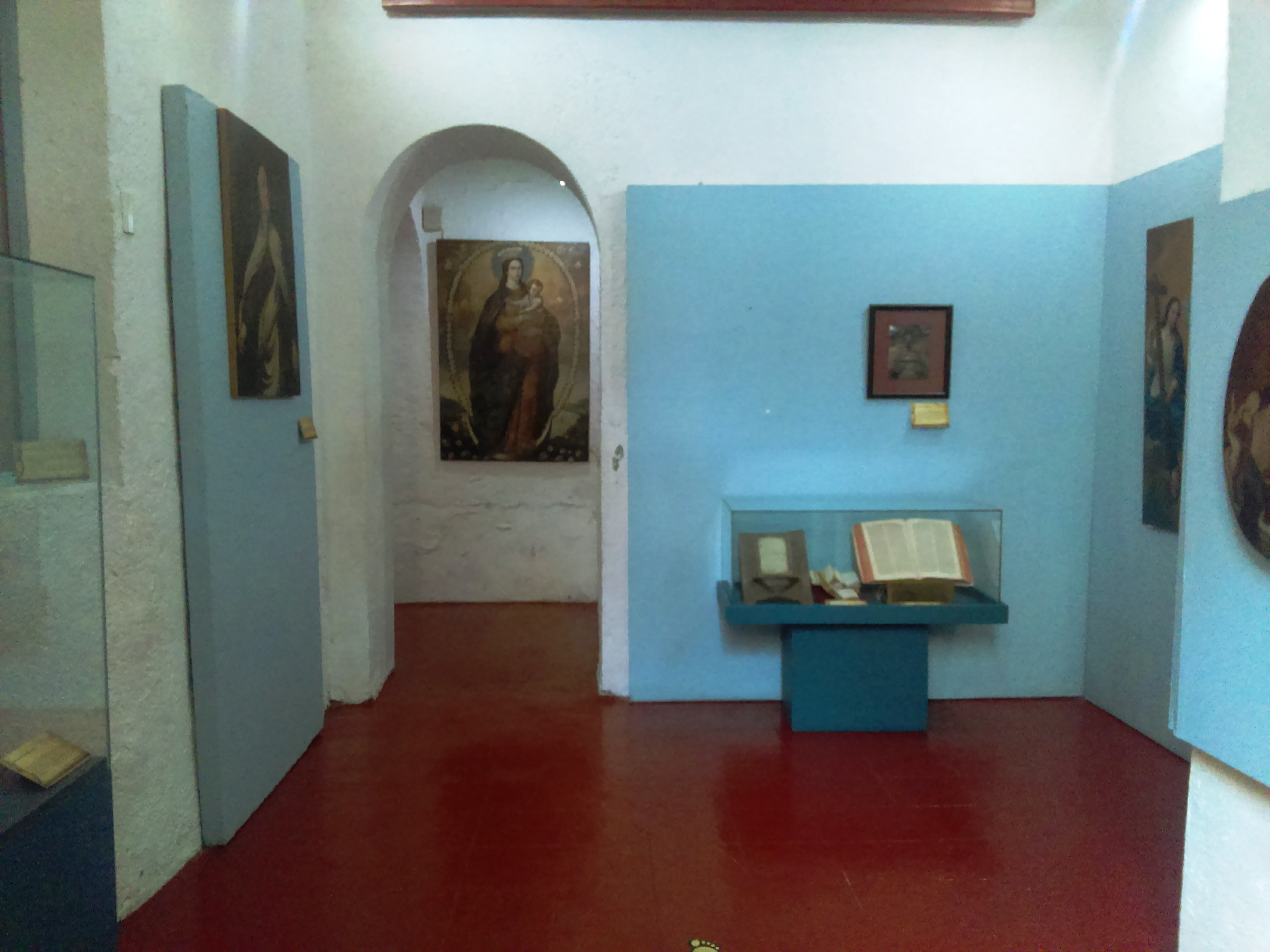
Museo de sitio de San Francisco.

El Centro INAH Hidalgo también se encuentra el Museo de Sitio de San Francisco y su muestra: Arte e Historia, un Enfoque en el Tiempo, inaugurado el 26 de septiembre de 2008. Cuenta con 50 piezas desde mapas, documentos, fotografiaras, esculturas y pinturas; que hacen referencia al periodo en que el convento fue colegio apostólico. Entre sus exhibiciones destacan pinturas y esculturas casi todas ellas corresponden al siglo XVIII. Acorde con la advocación franciscana del convento y colegio se exhiben, entre otras piezas, una escultura tallada en madera y estofada, y un lienzo, ambas piezas representan a San Francisco de Asís.
Otros bienes artísticos corresponden a advocaciones marianas y santos que tuvieron una amplia devoción durante ese periodo histórico de México. Así como columnas, macizos en forma de pelícano, un remate en relieve y un sagrario, que pertenecieron por lo menos a dos retablos dorados, uno del siglo XVII y otro del xviii. Se muestran diversos objetos litúrgicos de orfebrería y ornamentos sacerdotales del siglo XIX, libros de oración impresos en el siglo XVIII.